# 中华人民共和国
35°N 103°E / 35°N 103°E
中华人民共和国是一個位於东亚的社会主义国家，首都为北京市，国土面積約为960萬平方千米。全国共划分為23個省、5個自治區、4個直轄市和2個特別行政區共34個省級行政區，國土面積位居世界第三。
抗日战争结束后，毛泽东领导下的中国共产党和人民解放军在第二次国共内战中逐步取得优势，擊敗蔣中正領導的中華民國，并于1949年10月1日在北京宣告成立中华人民共和国中央人民政府。1950年代后，中华人民共和国实际控制中国大陆地区，与控制台湾地区的中华民国形成两岸分治的格局。
截至2023年末，中华人民共和国有约14.1亿人，约占世界人口的17.6%，为世界上人口第二多的国家。中华人民共和国民族众多，仅官方承认的民族就有56个。不过除汉族外，其他民族仅占总人口的8.89%。中华人民共和国的国家通用语言文字是普通话与规范汉字。中华人民共和国于1986年后实行九年义务教育制度，截至2020年已有2.4亿人接受高等教育。
目前，中华人民共和国为世界第二大经济体，2023年國內生產總值（GDP）总量达129.4万亿人民币，依國際匯率折合18.37万亿美元，位居世界第二，仅次于美国；按購買力平價则位列世界第一。中華人民共和國是世界上最大的商品出口國及第二大的進口國。1978年改革開放後，中华人民共和国很快成为經濟成長最快的主要經濟體之一。贫困问题随着经济增长也逐渐得到好转，832个国家级贫困县在2020年底全部完成脱贫摘帽，但区域间发展不均衡以及國民贫富差距较大这两大问题仍需解决。
军事方面，中华人民共和国拥有世界第一大规模的常备部队和世界排名第二的海军舰队，且具备三位一体的核打击能力。航天方面，中华人民共和国是世界上第三个能独立完成载人航天、自主空间站建设、月球软着陆与采样返回、火星软着陆等航天任务的国家。
外交層面，中華人民共和國奉行和平共處五項原則，其於1971年在聯合國代替中華民國聯合國大會第2758號決議取得中國代表權及聯合國安全理事會常任理事國席位，之後成為上海合作組織、二十國集團、金磚國家、東亞峰會、亞投行、RCEP等國際組織的創始國和主導國。隨著綜合國力的上升，中華人民共和國已被認為是潛在超級大國。

## 國名
在「中華人民共和國」國名中：「中華」代表中華民族，「人民」包涵工人、農民、小資產階級和民族資產階級，「共和國」代表國體。新政治協商會議籌備會最初曾擬定國名為「中華人民民主共和國」，簡稱「中華民國」。但1949年9月27日中國人民政治協商會議第一屆全體會議通過《中華人民共和國中央人民政府組織法》後，國名最終定為「中華人民共和國」。
中華人民共和國有時會稱作「新中國」，以同1949年前的「舊中國」區分。1949年至1971年，中華民國政府遷台後，其仍被國際社會广泛視為“唯一合法的中國政府”，並拥有聯合國的中國代表權席位；当時的中華人民共和國則被稱為「紅色中國」或「共產中國」，與被稱為「自由中國」的中華民國相對。
1971年10月，聯合國大會通過《2758號決議》，中華人民共和國依此取代中華民國在聯合國的中國代表權席位，「中國」也逐漸成為國際社會對中華人民共和國的常見稱呼。此外，中華人民共和國在涉及多邊外交時，又可簡稱為「中」或「華」，如“中日關係”、“駐華大使”等。由於目前兩岸分治的臺海現狀，中華人民共和國也常被代指為「中國大陸」，與控制台灣地區的中華民國相對。
中華民國政府基於法律上仍未放棄中國傳承政權的身份，因而稱中華人民共和國政府為「大陸當局」、「北京當局」、「中共當局」或「中共」。21世紀後，中華民國政府（民主進步黨執政時）亦有直接使用“中華人民共和國”、“中國”或「中國當局」的情況。

## 歷史

### 建国历程（1921年—1949年）
1919年，中华民国北洋政府在巴黎和会上未能维护国家利益，遂引发五四运动。1921年，中国共产党成立，目标为建立一个无产阶级专政的政权。1923年中共三大决定与中国国民党建立统一战线，而后中国国民党也确立了「联俄、容共、扶助农工」的政策，第一次国共合作得以实现。1927年国民革命军北伐取得接连胜利之际，中国国民党内部左派和右派斗争加剧，蔣介石在南京另立中央，建立南京国民政府，实施清党。同年8月1日，中国共产党进行南昌起义，第一次国共内战爆发；10月，毛泽东率领经“三湾改编”后的秋收起义部队上井冈山，创立了第一个农村革命根据地。

中华苏维埃共和国国旗

1928年4月，朱德率领南昌起义余部与湘南起义农民军到达井冈山与毛泽东会师。1930年12月到1931年9月，毛泽东、朱德领导红一方面军连续取得第一、二、三次反“围剿”战争的胜利，形成了以瑞金为中心的拥有21座县城、5万平方公里面积、250万人口的全国最大的中央革命根据地。1931年11月，中华苏维埃共和国在江西瑞金成立。1933年，中国共产党挫败国民政府发动的第四次围剿，通过三年革命根据地的治理实践，积累了经验。1934年10月，中國國民黨第五次剿共戰爭迫使中华苏维埃共和国政府撤离中央苏区开始长征，并于1935年10月抵达陕甘苏区。1935年11月，中华苏维埃共和国中央政府西北办事处成立。同年12月，中共中央召开瓦窑堡会议决议将“工农共和国”改为“人民共和国”；1936年西安事变迫使蒋介石放弃「攘外必先安內」政策，接受「停止剿共、一同抗日」。
1937年7月7日，日军挑起「卢沟桥事变」，抗日战争全面爆发。1937年9月，中华苏维埃人民共和国中央政府西北办事处更名“陕甘宁边区政府”，成为中华民国的特别行政区。中国共产党领导的工农红军相继改编为八路军和新四军，形成国共合作抗日的局面。1945年日本投降后，早已“摩擦”不断的国共双方，升级为更为严重的冲突。双方最高领导人参加的重慶談判亦未能阻止全国性内战爆发。内战进行至1947年6月，中国共产党领导解放軍从戰略防禦轉入戰略進攻。1948年末至1949年初，解放军陸續取得三大战役胜利，随后在渡江战役中占领了中華民國首都南京市及经济中心上海市。
1949年9月21日，由中国共产党為主導召开的中国人民政治协商会议第一次全体会议在北平开幕。会议通过了具有临时宪法作用的《共同纲领》和《中华人民共和国中央人民政府组织法》。毛澤東亦在此次會議宣布中华人民共和国成立。26日，新疆和平解放。

### 建国初期和社会主义建设（1949年—1978年）

#### 稳固政权和初期建设

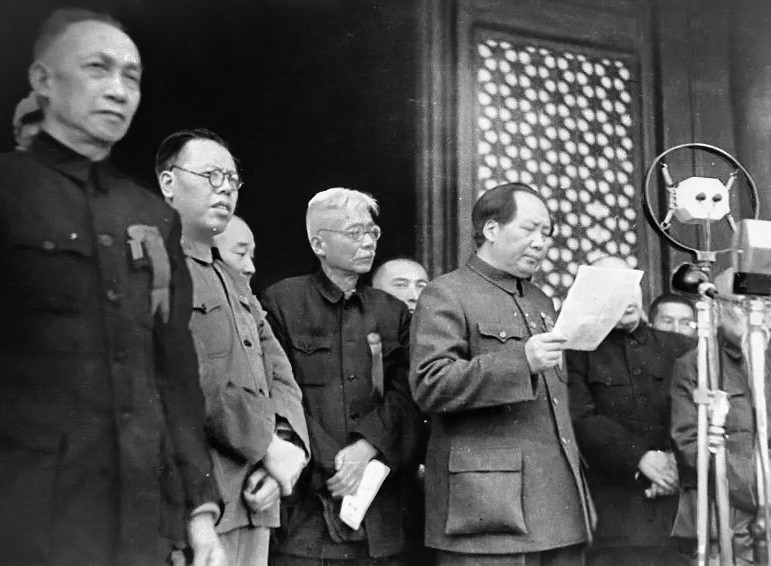
1949年，毛澤東在開國大典上宣布中華人民共和國中央人民政府正式成立

1949年10月1日，中华人民共和国中央人民政府正式成立。1950年5月，解放军占领海南岛，海南特别行政区并入广东省。6月，国军和政府人员逐渐撤往臺灣與部分沿海島嶼，内地残余部隊逐渐被消灭。1950年，中华人民共和国政府發起鎮壓反革命大規模政治運動。而透過批鬥約100萬至200萬名地主并向农民分发耕地的土地改革，中華人民共和國政府得以鞏固，並獲得底層民眾的歡迎。同年10月，志愿军出兵朝鲜，加入朝鲜战争。
1951年，西藏和平解放。1953年朝鲜战争结束，中华人民共和国在苏联援助下，藉由第一個五年計劃，發展出獨立的工業體系，並在此基础上研发两弹一星技术。這時期人口從原先的5.5億人增長至9億人。1956年，政府推出「百花齊放、百家爭鳴」政策。到1956年底，三大改造基本完成後，商品经济消声觅迹，社会主义制度基本建立。1957年起大鳴大放運動，鼓勵群眾要對重大問題說出自己的意見。1957年末，中國共產黨開始發動反右運動对知识分子進行整肅和勞動教養，随后反右斗争扩大化。1958年，中國共產黨提出社會主義建設總路線、大躍進和人民公社運動，對經濟和社會展開社会主义建设，意图快速进入发达国家行列。但此冒进之舉重現了苏联社會改造的災難，造成1958年至1961年至少上千萬人因飢荒死亡。

#### 文革時期（1966年—1976年）
1962年七千人大會後，毛澤東同劉少奇發生分歧。1966年後，以毛澤東為代表的中共左派為防備資本主義復辟，發動文化大革命，引發了全國範圍內的社會動蕩和政治攻訐。1976年秋毛澤東逝世，華國鋒接任其職務，並與葉劍英、汪東興、李先念等人合作，“一舉粉碎四人幫”，持續十年的文化大革命就此結束。

#### 外交
外交方面，與印度、越南爆發邊境衝突，並與多國簽訂界約，解决了部分领土争端。由于中苏交恶，毛泽东提出“三个世界”理论，形成了以第三世界为盟友的国际统一战线策略。1971年10月中華人民共和國取代中华民国获得在聯合國中的中国席位，并成為聯合國安全理事會常任理事國。此后中华人民共和国在外交上获得了越来越多的承认，如1972年尼克松访华、1972年中日建交，与1979年中美建交。

### 改革開放时期（1978年至今）

#### 邓小平时期（1978年—1989年）
1978年，邓小平复出后決定以經濟發展为中心，提出改革開放政策，批判中共中央委員會主席華國鋒的兩個凡是，並進行真理标准大讨论、平反冤假错案等事項。之后中国共产党十一届三中全会召开，鄧小平、陳雲、李先念等元老开始接手掌權，中国政府承認“文化大革命”在理论和实践上是完全错误的，並进行拨乱反正。经济上，家庭联产承包责任制取代人民公社等集体农业制度，深圳、珠海、汕头和厦门被设为最早的四个经济特区以实行对外开放。1982年，中华人民共和国通過現行的《中華人民共和國憲法》。1983年，左派保守势力主导开展了清除精神污染运动。1987年，中共中央總書記胡耀邦因八六學潮而下臺，改由國務院總理趙紫陽接任；1989年4月，因胡耀邦之死，北京學生发起游行示威，后事态扩大化并波及全国，是为八九民运，引致军队清场以平息动乱。此举受到西方国家的譴責、經濟制裁及武器禁运，趙紫陽也因此下台。

#### 江泽民时期（1989年—2002年）

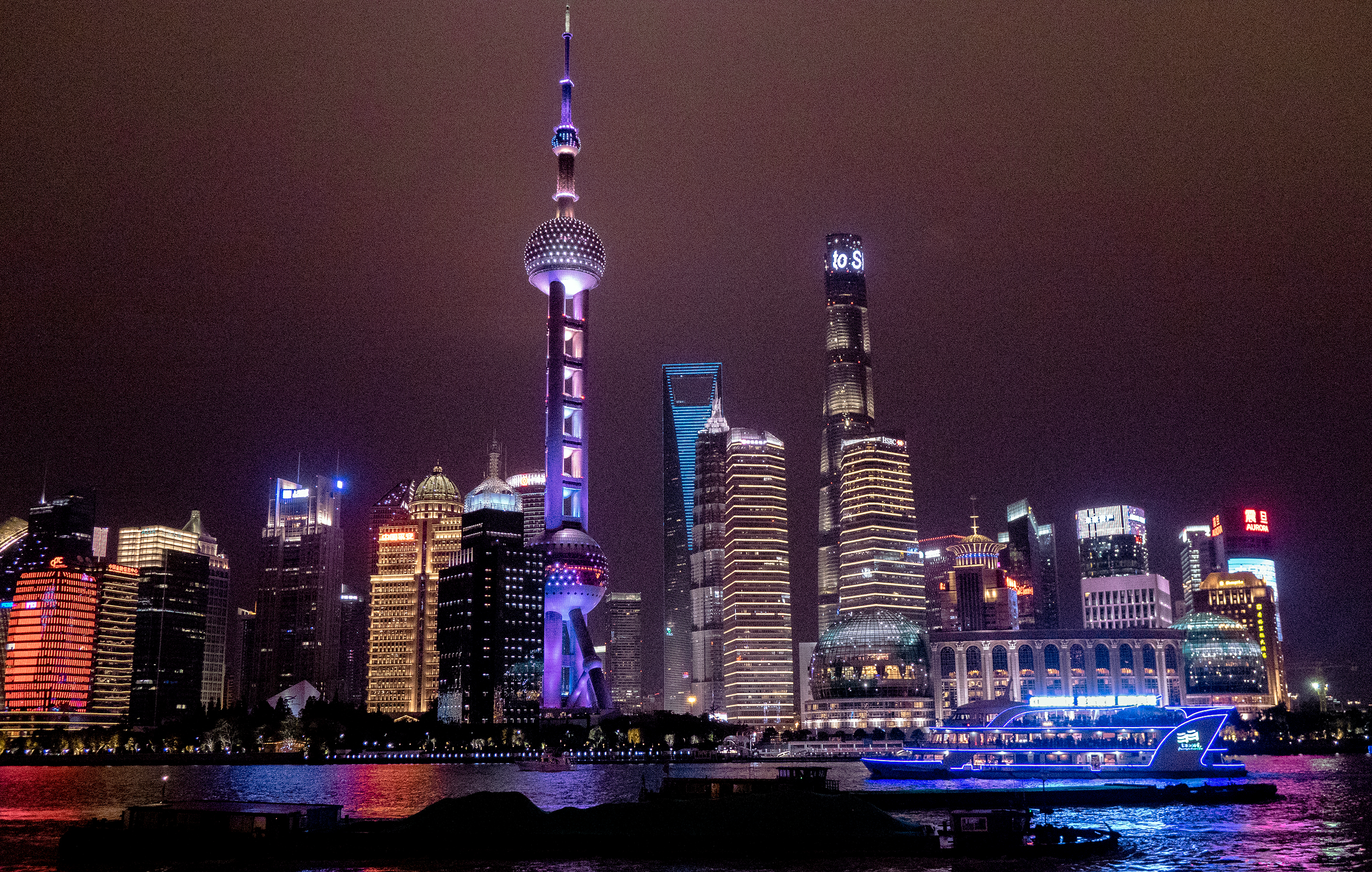
上海市浦东新区陆家嘴的天际线，被广泛认为是“当代中国改革开放的缩影，中国现代化的象征”

六四事件后，中共上海市委书记江澤民先後接替趙紫陽和鄧小平擔任中共中央委員會總書記、中央軍事委員會主席，表现強硬的李鵬继续擔任國務院總理。1992年邓小平进行南巡，使得六四事件后放缓的改革开放进程重新提速，经济得到快速发展。在江澤民及先後两任國務院總理李鵬和朱鎔基领导下，坚持「一個中心、兩個基本點」，中华人民共和国從計劃經濟轉型為社會主義市場經濟体制，經濟環境日益開放。其间估計有1.5億名農民脫離貧困，国内生产总值平均每年增長11.2%。儘管民眾生活品質有所提高，不過政府仍未放松社会管控。1997年香港回归。1999年澳门回归。2001年，中华人民共和国加入世界貿易組織。但持续的經濟快速成長，也為境內資源和環境帶來嚴重影響，以及大规模的人口遷徙。

#### 胡锦涛时期（2002年—2012年）
2002年11月15日，中共十六屆一中全會選出胡錦濤和溫家寶等組成第四代領導集體。同年冬SARS疫情爆发并持续至2003年夏。2003年，中华人民共和国完成了首次载人航天飞行任务。2005年，青藏铁路全线贯通。2008年，第29届奥林匹克运动会在北京举办，中国人民解放軍海军开赴亚丁湾海域执行护航任务。2009年，新疆乌鲁木齐发生骚乱造成至少197人死亡，1721人受伤。2010年，中华人民共和国举办了上海世界博览会和广州亚运会。2010年後，中华人民共和国經濟增长因全球經濟大衰退而減緩，但國內生產總值仍于2011年超越日本，成為全球第二大經濟體。

#### 習近平時期（2012年至今）

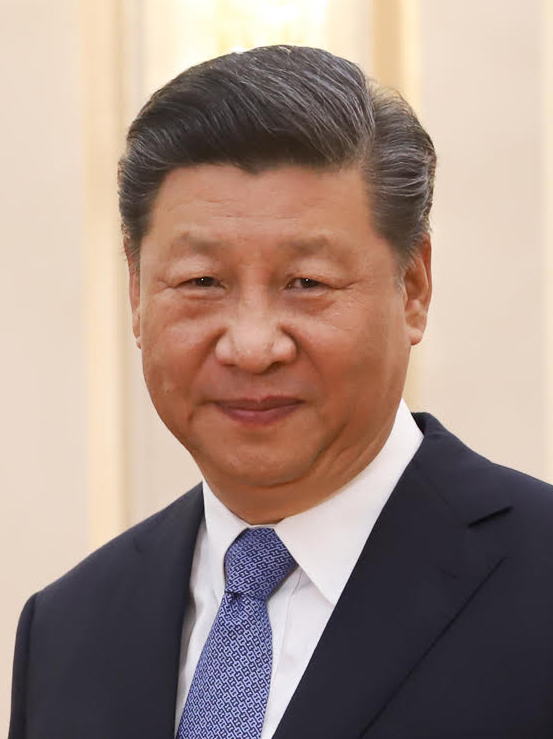
习近平自2012年11月至今担任中共中央总书记及中共中央军委主席，为中华人民共和国最高领导人

2012年11月15日，習近平在中共十八屆一中全會上當選為中共中央总书记和中共中央軍委主席。2013年3月，習近平在十二屆全國人大上當選為中國國家主席和國家軍委主席，李克強擔任國務院總理。在“以習近平為核心的黨中央”主導下，政府展開包括計劃生育、政府體制、司法制度、軍事國防在內的全面深化改革，以解決結構不穩和成長放緩的影響。其也展开了大规模的反腐败运动。2014年，以购买力平价计算，中华人民共和国国内生产总值已经超过美国，成为世界第一大经济体。2014年召開的亚太经合组织峰會上，習近平表示中华人民共和国經濟將進入「新常態」。在2015年，中华人民共和国主導成立亞洲基礎設施投資銀行、舉辦中國抗日戰爭70周年紀念大會、進行两岸领导人会面。2016年，中华人民共和国首次舉辦二十國集團峰會；在东海、南海主权争议问题上主动出击，采取一系列岛礁建设和军事演习等措施进行回击。2017年，130個國家代表團出席了在北京举办的一帶一路峰会。
2019年，香港爆发反对逃犯条例修订草案运动，至2020年《港版国安法》颁布后逐渐停息。2019年底，武汉市爆发新冠疫情，中国通过严格的“清零政策”，一度控制住了境内疫情。但随着2022年境外放开管控，及「過度防疫」的批评，乃至自身經濟發展受严重影响下，及全国多地爆发了“白纸运动”，政府于2022年12月发布“新十条”，逐步放宽严格的防疫政策。在经历一个多月的大规模感染潮及医疗供应紧张后，疫情趋缓，至2023年逐步恢复公民正常出入境。
在2022年10月的中共二十届一中全会及2023年3月的十四届全国人大一次会议上，李强接替李克强担任国务院总理。习近平分别连任中共中央总书记和国家主席，成为第一位连任三届的国家主席，也是至今国家主席任期最长的领导人。

## 地理

### 領土疆域

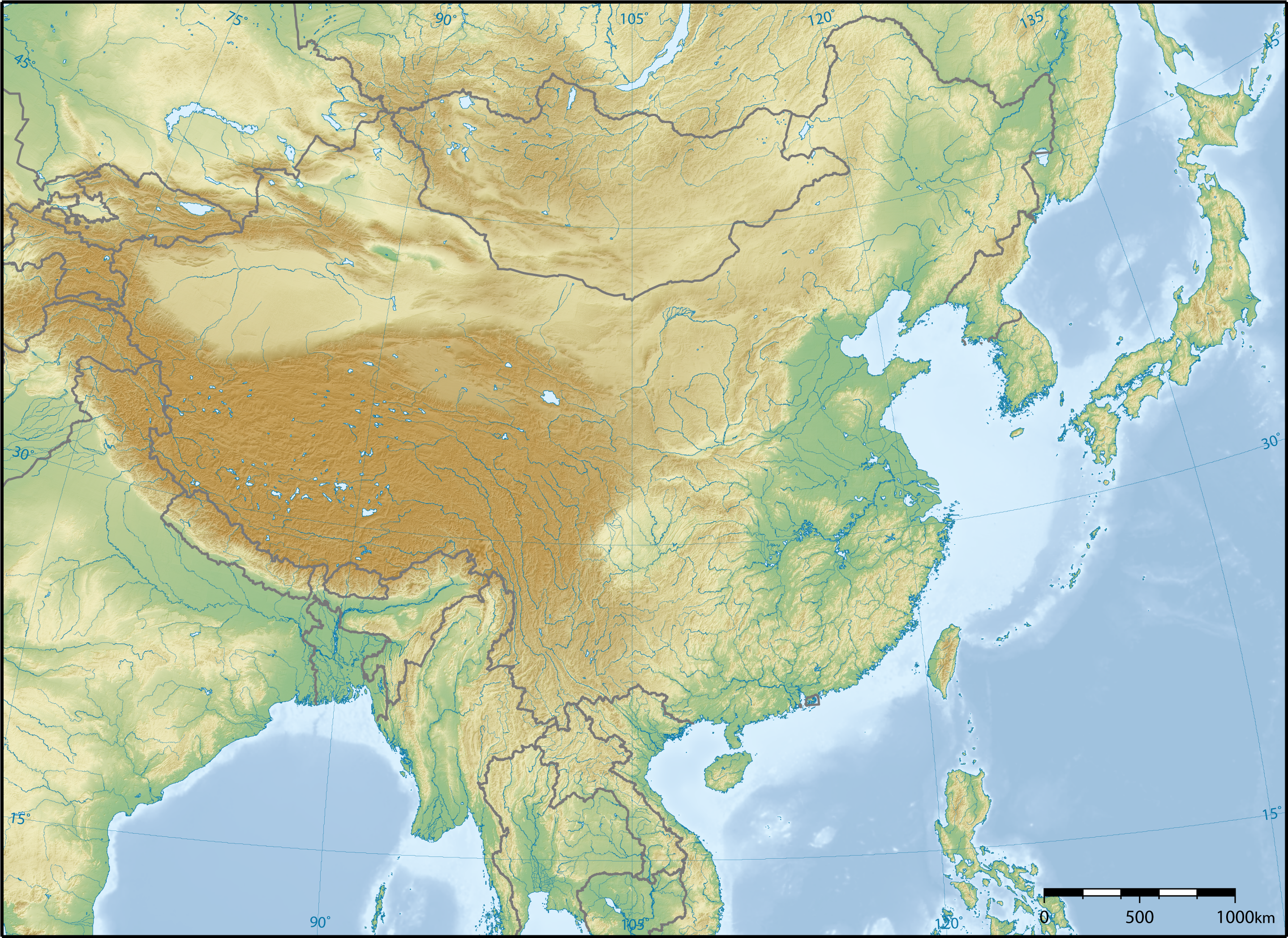
中华人民共和国及周边地区地形图

中華人民共和國位於亞洲東部與太平洋西岸。領土纯陸地面積世界第二、領土總面積世界第三。不過依總面積的不同定義，有些數據將中华人民共和国列在俄羅斯、加拿大、美國之後的第四名。中华人民共和国總面積一般認為約有960万平方公里，不同地方也有不同數據資料，包括《大英百科全書》提到的9,572,900平方公里、《聯合國年鑑》標記的9,596,961平方公里、美國中情局《世界概況》標記的9,596,961平方公里等。
中华人民共和国法定疆域北至漠河縣以北的黑龍江河川航道中心線至北點，東至黑龍江和烏蘇里江匯合處的黑瞎子島中部，西至新疆維吾爾自治區烏恰縣以西的帕米爾高原，南至南海諸島最南端的曾母暗沙；東西距離約5,200公里（橫跨5個時區），南北距離約為5,500公里。中华人民共和国海岸線有18,000公里，瀕臨渤海、黃海、東海、南海，其中渤海為中华人民共和国內海，內海和邊海水域面積約470萬平方公里，沿海島嶼有7,600多個，面積500平方公尺以上的海島有5,000多個；島嶼海岸線14,000公里，總面積3.87萬平方公里。中华人民共和国還有渤海海峽、台灣海峽、瓊州海峽三大海峽。
中华人民共和国邊界綫共計22,117公里，长度世界第一。從與朝鮮的邊界河川鴨綠江出海口到與越南的邊界河川北仑河，中华人民共和国與14個國家接壤，是和俄羅斯併列的世界上鄰國數量最多的國家。這些鄰國分别有越南、寮國、緬甸、印度、不丹、尼泊爾、巴基斯坦、阿富汗、塔吉克斯坦、吉爾吉斯斯坦、哈萨克斯坦、俄羅斯、蒙古國和朝鮮。另外，中华人民共和国還與韓國、日本、菲律宾、马来西亚、文莱、印尼為海上鄰國。

### 地形氣候

中华人民共和国的柯本气候分类地图

中华人民共和国地勢西高東低，分为三級階梯。第一級階梯是位於中华人民共和国西南部的青藏高原，平均海拔高度4,000米以上，被稱為「世界屋脊」；第二級階梯以高原和盆地為主。在大興安嶺、太行山、巫山山脉、武陵山脈、雪峰山脈一帶以東至黃海和東海沿岸，是沖積平原为主的第三階梯，人口多聚集在此處。各类地形面積依序為高原（33.30%）、山地（26.04%）、平原（18.75%）、盆地（11.98%）、丘陵（9.90%）。中华人民共和国地貌景觀有冰川、丹霞、黃土、沙漠、喀斯特等。西北地區有塔克拉瑪干沙漠和戈壁沙漠，南方则以丘陵和矮山為主，西側還有喜馬拉雅山脈在首的山地，後者海拔高度約6,000公尺；中國和尼泊爾的邊境有海拔高度8,848公尺的珠穆朗瑪峰，爲地球海拔最高的山峰，中华人民共和国最低點則是吐魯番窪地的艾丁湖。
幅員遼闊的中华人民共和国氣候多樣，但人口聚集地以溫帶和副熱帶氣候為主，普遍都有不同程度的四季生活型態，各地方可分为东部季风区、西北干旱半干旱区、高山氣候区三个自然区，由于中华人民共和国南北跨度较大，东部季风区又以秦岭-淮河线为界，分为北方地区和南方地区。在东部季风区，冬季有寒冷且乾燥的北風自高緯度地區吹襲、而夏季有溫暖潮濕的南風從低緯度沿海地區吹襲。中华人民共和国土地資源總量大，但山地多而平原少；同時耕地與林地比例較小，沙漠和荒漠占總面積12%以上。當中耕地集中東部平原和盆地地區、林地集中東北和西南部偏遠山區，草地分布在內陸高原和山區。草地面積4億公頃，是草地面積最大的國家之一，當中內蒙古、新疆、青海和西藏為四大牧區。中华人民共和国水資源總量達25,500億立方公尺，排行世界首位；當中有大量的河流和湖泊，重要的河流有黃河、長江、西江、湄公河、雅鲁藏布江、珠江、淮河、松花江和黑龍江等。

### 生物多样性
中华人民共和国是超級生物多樣性國家同盟成員，亦是《生物多樣性公約》的締約國，在2010年加入生物多樣性行動計畫；是生物多樣性第三豐富的國家，僅次於巴西和哥倫比亞。中华人民共和国位於古北界和東洋界兩個生物地理分布區間，以喜馬拉雅山脈、橫斷山脈北部、秦嶺山脈、伏牛山、淮河與長江間為界，以北地區主要是溫帶和寒溫帶動物群，以南地區則是熱帶性動物。中华人民共和国陸棲脊椎動物約有2,070種，占全世界9.8%。境內至少有551種哺乳動物（世界排行第三名）、1,221種鳥（世界排行第八名）、424種爬行動物（世界排行第七名）、333種兩棲動物（世界排行第七名）。當中至少有840種動物因棲息地破壞、生態污染、非法狩獵等人類活動而瀕危，政府列有國家重點保護野生動物名錄予以保护。自1956年自然保護區建立起来，全国共建立自然保护区2729个，总面积147万平方公里，占中华人民共和国陆地面积的14.84%，其中以森林生态系统类型为主。
中华人民共和国擁有北半球幾乎所有的植被類型，包括熱帶季風雨林、亞熱帶常绿阔叶林、溫帶落葉闊葉林、寒溫帶針葉林和亞高山針葉林等。中华人民共和国北部多寒帶針葉林，棲息駝鹿和亞洲黑熊等動物、及超過120種鳥類。針葉林下層有竹林，山區則有刺柏、紅豆杉和杜鵑花。中部和南部則有亞熱帶森林，有著多達146,000種植物。雲南省和海南島則是熱帶季風雨林，有四分之一的動物和植物物種。中华人民共和国森林面積2.08億公頃，為世界第五名，并在2015年4月位于东北和内蒙古地区的重点国有林区已经停止商业性采伐，然而森林覆蓋率僅21.63%（2014），低於全球31%的平均水準。中华人民共和国有超過32,000種維管束植物，當中種子植物300個科、2,980個屬和24,600個種，而被子植物則有2,946個屬（占世界的23.6%）。另外包含水杉在內，約有62%的古老植物僅存於中华人民共和国。栽培植物有1,000多種有用材林木、4,000多種藥用植物、300多種果品植物、500多種纖維植物、300多種澱粉植物、600多種油脂植物、80多種蔬菜植物。另外中华人民共和国还有超過10,000種真菌，其中近6,000種属于雙核亞界。

### 環境問題

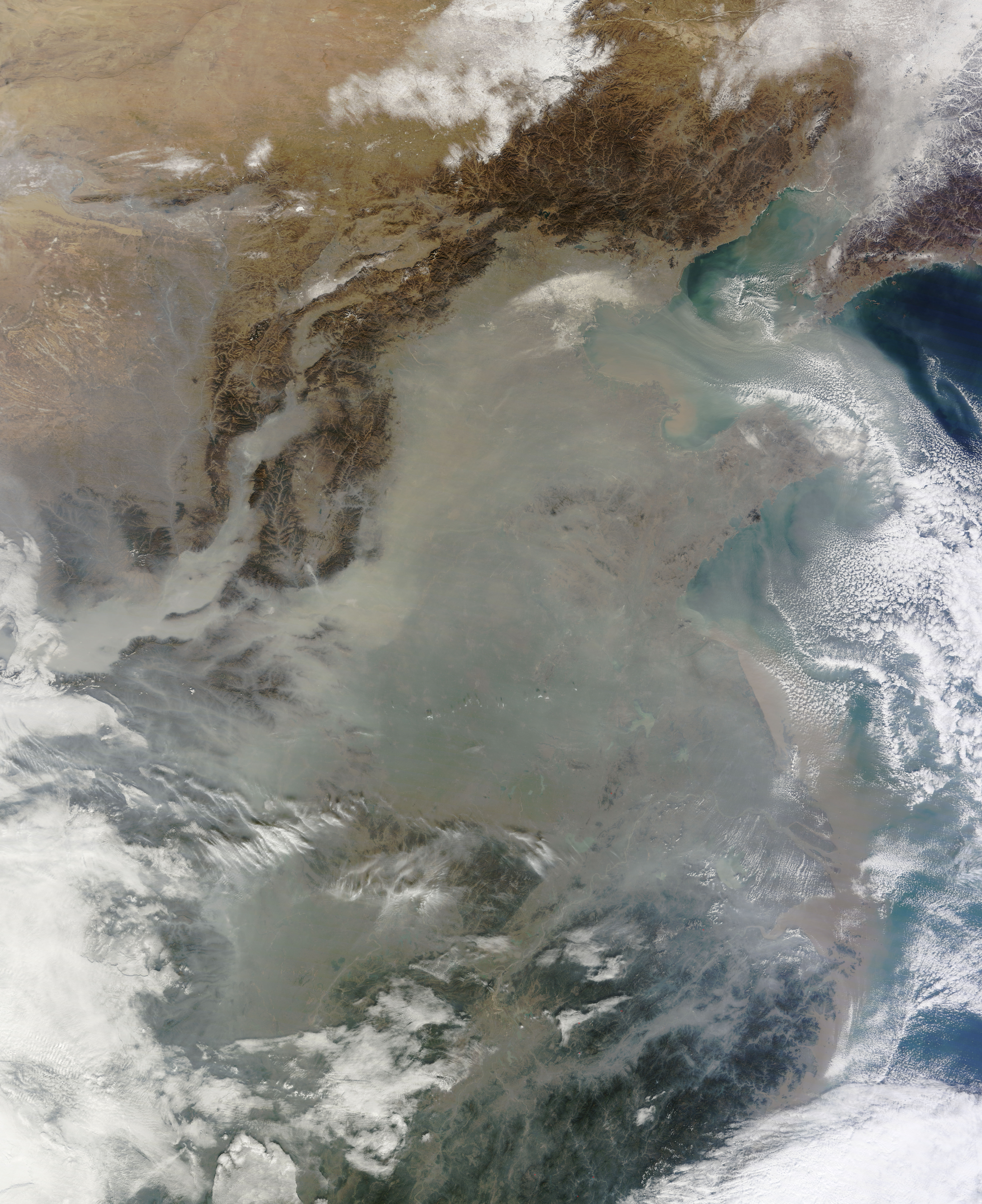
MODIS于2013年12月下旬拍摄的华北地区，其中整个华北平原皆被雾霾覆盖。2013年后，中华人民共和国政府开始执行“全国大气污染防治行动”

数十年來，中华人民共和国遭遇嚴重的環境惡化和污染問題。儘管政府在1970年代種植防風林，並在1979年制定《中華人民共和國環境保護法》等法規，但地方政府與社區重視經濟發展而忽视環境問題，使得政府未能严格執法。長期的氣候乾旱與錯誤農業政策使得沙漠擴大：2007年，中華人民共和國環境保護部表示每年有4,000平方公里土地荒漠化。每年春季，來自蒙古的黃沙沙塵暴会襲擊華北地區，並影響到朝鮮、韩国、日本等東亞国家。2013年，国家林业局報告沙漠化獲得初步抑制，森林覆蓋率亦逐年增長。截至2012年，中华人民共和国是全球最大的二氧化碳排放國家。2011年中华人民共和国在聯合國氣候變化大會上同意接受2020年後的量化減排協議，承諾將減緩溫室氣體的排放。截止到2016年，中华人民共和国已经成為世界最大的光能生產國。
中华人民共和国很多城市面臨嚴重的空氣污染，並大大影響民眾健康。2013年，政府投資2,777億美元處理空氣污染及北部環境污染問題。另外中华人民共和国还存在水源枯竭、水土流失和水污染等問題，大約有2.98億名农村居民仍然無法獲得良好的飲用水。除了喜馬拉雅山脈冰河的加速融化，為數億人帶來水資源短缺外，水汙染問題也讓水資源短缺日益加劇，特別是在中华人民共和国東北地區。2011年底，中华人民共和国約有40%的河流遭到工業和農業廢棄物汙染。政府除了在十一五規劃期间大力推動水汙染與空氣汙染等防治外，2011年投資人民幣4兆元至水利基礎設施和海水淡化項目，並規劃在2020年完成防洪抗旱系統。2020年、2022年中国政府相继出台《长江保护法》和《黄河保护法》加强长江流域和黄河流域的生态环境保护；2023年，推出《重点流域水生态环境保护规划》推动全中国所有重要水域生态环境的保护治理。

## 政治

### 國體政體

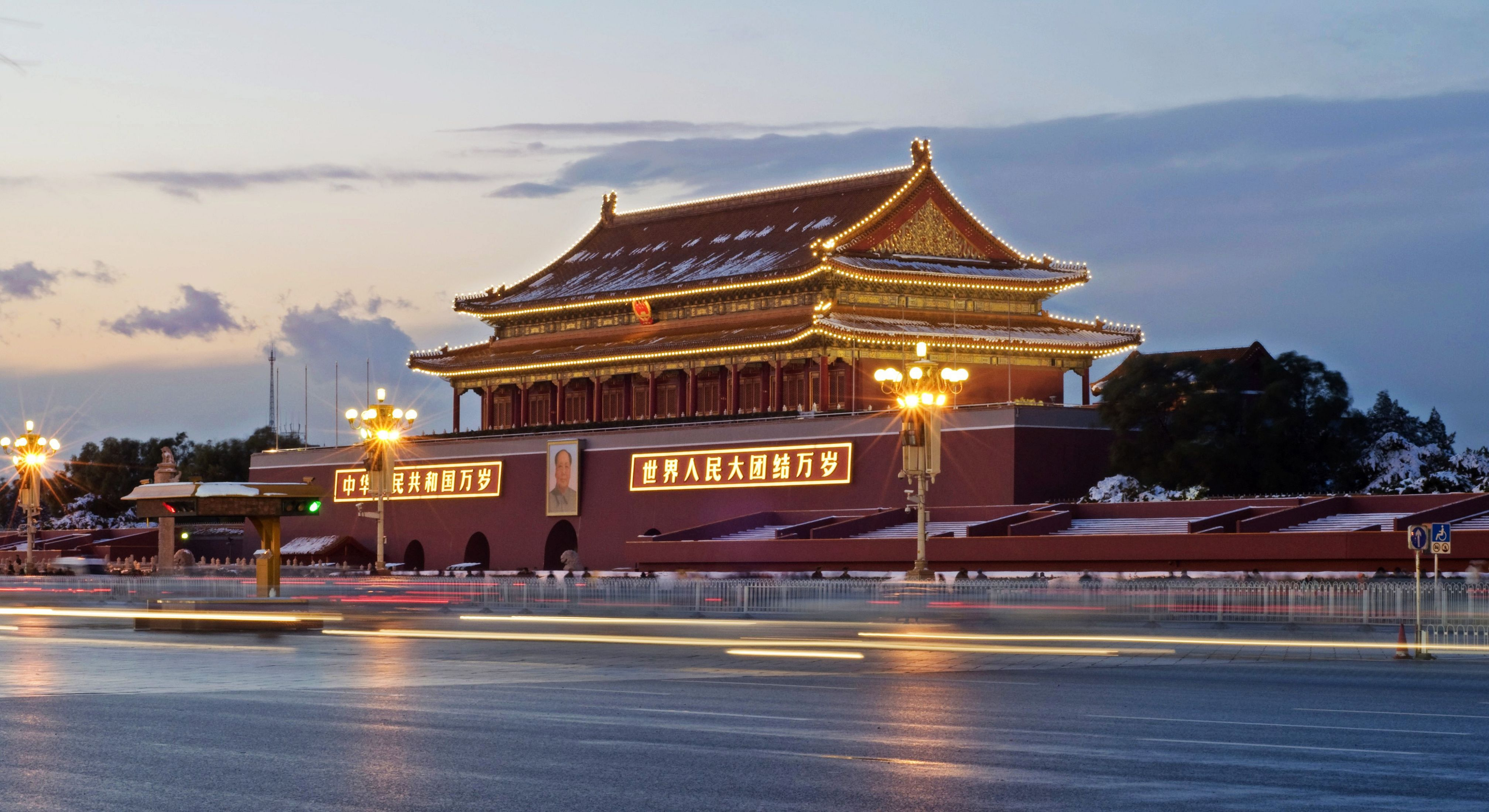
位于北京长安街中央的天安门城楼被设计入国徽，成为中华人民共和国的国家象征之一

依照憲法規定，中華人民共和國的國體為“工人階級領導的、以工農聯盟為基礎的人民民主專政的社會主義國家”。中華人民共和國也是為數不多由共產黨執政的共產主義體制國家，遵循人民民主專政、中国特色社会主义和社會主義市場經濟方針，不過部分學者認為中華人民共和國以社會主義名義實行威權主義和法團主義。
依照憲法規定，中華人民共和國的政體為人民代表大會制度，而全國人民代表大會為最高國家權力機關，不過政府施政由中國共產黨主導。中國共產黨最高負責人自1949年以來一直都是政治排名最高的職務。在具體實踐中，中國共產黨领导各级國家機關、民主黨派、企事業单位與宗教團體等組織。
中华人民共和国政黨制度為「中国共产党领导的多党合作和政治协商制度」。除中國共產黨外，還有8個民主黨派：中國國民黨革命委員會、中國民主同盟、中國民主建國會、中國民主促進會、中國農工民主黨、中國致公黨、九三學社和台灣民主自治同盟，這些政黨定期參與全國人民代表大會和中國人民政治協商會議。儘管憲法允諾公民的結社自由，但組建新政黨的行為仍會受到严厉壓制。
1987年中共十三大上，中国共产党提出从1956年至21世紀中葉的社會主義初級階段，要以經濟建設為中心，堅持改革開放，堅持社會主義道路、人民民主專政、中國共產黨領導、馬克思列寧主義和毛澤東思想等四項基本原則，使中华人民共和国成为「富強、民主、文明」的社會主義現代化國家。中共十八大召開後，中国共产党提出全面建成小康社會、深化改革、依法治國與从严治黨的「四個全面」戰略布局。中共中央總書記習近平更提出「中華民族偉大復興」的「中國夢」，計畫在2020年全面進入小康社會，到2049年時建成社會主義現代化國家。中共十九大将新提出的“习近平新时代中国特色社会主义思想”列入中国共产党章程。

### 政府結構
全國人民代表大會為憲法規定的國家最高權力機關，設有常務委員會；主要行使立法權及領導各個國家機構，並選出國家元首（國家主席）、行政机关（國務院）、监察机关（国家监察委员会）、审判机关（最高人民法院）、檢察機關（最高人民檢察院）、軍事機關（中央军事委员会）等職務。國家主席為禮儀性和象徵性國家代表，本身不領導其它國家機構，只根據全國人大及其常委會的決議簽署法令，與全國人民代表大會常務委員會共同行使國家元首的職權。現任中华人民共和国主席為習近平，因其同時擔任中共中央總書記和中央軍委主席，為最高領導人。中华人民共和国政府首腦是國務院總理李强（同时是排名第二的中共中央政治局常委），他和4名國務院副總理、國務委員、各部門及委員會負責人主持國家最高行政機關國務院（中央人民政府）。自2018年修憲後，除中共中央總書記、中央軍委主席、國家主席和副主席外，其他國家領導人的任期在「廢除幹部領導職務終身制」下都有連任限制，包括國務院總理、副總理和全國人大常委會委員長、副委員長等都只能連任一次。
中华人民共和国政治結構採分權制，依照憲法分別在各省、直轄市、縣、市、市轄區、鄉、民族鄉、鎮設立人民代表大會，产生本级人民政府、监察委员会、人民法院、人民检察院，各級人民代表大會由民主選舉產生，並對人民負責與受人民監督。選舉採分階段進行，在鄉鎮級、區縣級舉辦直接選舉。当选的鄉鎮級、區縣級人民代表大會再选出更高級別的人民代表大會，並由這些代表選出全國人大代表。不过因为沒有實質的反對黨，选举一般不會有激烈的竞争；中央政府通过官員任命能有效控制地方政府，中國共產黨亦掌握大部分權力，而各省級正副領導人具一定自主性。中華人民共和國法律體系以馬克思主義法學理論為指導，發展出“有中國特色的社會主義法系”。1950年，中央人民政府委員會通過第一部法律《中华人民共和国婚姻法》；1954年，第一屆全國人民代表大會通過第一部《中華人民共和國憲法》。2011年，中华人民共和国政府宣布中國特色社會主義法律體系已形成。中華人民共和國司法體制由公安部、人民检察院、人民法院三大系統組成，三者分工並互相配合與制約，中國共產黨各級政法委員會則主導協調。重大案件發生後，由政法委员会协调公检法办案，公安机关抓捕并收集证据，检察机关批准逮捕并审查起诉，法院负责审理案件，中华人民共和国国家监察委员会2018年成立，负责调查有关公职人员贪污腐败的案件，调查结束后移交检察院审查起诉，因而监察委员会可视为已经接入到国家的司法体制之中。2020年5月28日，第一个在中华人民共和国以“法典”命名的法律《民法典》正式颁布，并于2021年1月1日起施行。

### 政治权利
《中華人民共和國憲法》規定的公民基本權利有言論自由、新聞自由、普遍選舉、宗教自由、集會自由、結社自由、公正審判權、財產權、教育與科學與文化權利、特定人權利及監督權利等。1998年中华人民共和国政府簽署《公民權利和政治權利國際公約》，不過全國人民代表大會尚未批准。政府為維護社會穩定亦會審查政治言論和資訊流通，特別是網際網路；对危及政府统治或严重威胁社会稳定的示威活动则有可能采取武力措施，例如1989年的六四事件、1999年镇压法輪功等。2023年，中华人民共和国在無國界記者的新聞自由指數排行第179名，为全球倒数第二，仅次于朝鲜，创下历年新低。
1970年代末改革開放后，中華人民共和國政府開放對經濟和社會的管制，並對非政府組織日益寬容。截止2017年，全国共有团体35.5万个，社会组织数量呈现逐年增加的趋势。雖然能夠進入體制發揮政治影響力的機會極微，但是中华人民共和国仍陸續出現像是自由派、親中華民國派等不同中共黨外的政治群體，中共黨內又開始呈現改革開放的路線之爭，為此鄧小平則提出「四項基本原則」以應對。但政府仍嚴格限制政治自由，并嚴格管控社會團體的組建和活動。部分政治界、學術界和民間人士曾公開支持民主化等政治體制的改革。中華人民共和國政府过往的改革行動主要由中國共產黨推動，也曾多次更換機構結構，但这多是部門權力的移轉。由於“黨政分離”等政治体制改革未曾真正實行，批評者因此認為中華人民共和國政治改革趨勢從1980年代倒退至1950年代。
中華人民共和國經常受到一些外國政府、新聞機構、以及人權組織的指控，這些指控包括未經審判的拘禁、強迫墮胎、折磨逼供、酷刑、限制基本權利、侵犯公民權的案件（如過度執行死刑）、刑事訴訟沒有有效保障等等。对于來自外界的指控，中華人民共和國政府則認爲生存權和發展权虽是最基本的人權，但應考慮國家經濟發展的水平。中國政府的觀點主張其已盡力讓該國公民的生活水平、識字率和平均預期壽命上升，並有效改善了工作場所的安全標準、支援抵禦自然災害和帮助农村贫困人口脱贫等。對於任建宇、胡佳、劉曉波等案件，中國當局則強調會依法處理。自习近平于2012年底出任中共中央总书记后，中共已推動多項重大改革，包括大幅放寬计划生育政策、打擊貪腐官吏、取消勞動教養程序等，但亦有人權團體批評稱这並非實質改革。国际特赦组织表示，中华人民共和国的人权状况在习近平執政之後已明显有所惡化。
此外，中國政府還被指控在西藏自治區和新疆維吾爾自治區實施暴力鎮壓、宗教迫害等行為。部分國家和組織批评新疆再教育营严重侵犯了维吾尔族的人权，甚至認爲其是“种族灭绝”。聯合國人權理事會的一些成員國曾對“維吾爾族事態”连续三年發起联署竞争，而一部分反对观点則认为該指控是把相关问题政治衝突化，且是一种“政治鬧劇”。
2020年6月30日，第十三屆全國人大常委會通過《香港國安法》，此舉引起西方國家質疑，認為香港原來的「一國兩制」已經名存實亡。2021年3月11日，第十三屆全國人大四次會議通過《關於完善香港選舉制度的決定》，外界認為此舉完全顛覆了原來的香港選舉制度。為了平息爭議和疑慮，中共中央總書記習近平在2022年香港特區成立二十五年之際到訪香港，提出「一國兩制必須長期堅持」的未來方針，並於同年召開的中共二十大中將「準確、堅定不移貫徹一國兩制」的內容列入《中共黨章》。

### 行政區劃
中華人民共和國行政區劃以省、地、縣、鄉四級架構為主，截止2022年12月31日，全國共有34個省級行政區、333个地級行政區、2843个縣級行政區和38602个鄉級行政區。其中，省級行政區包括23個省份、5個民族自治區、4個直轄市以及2個特別行政區。中華人民共和國政府將全國劃分為東北、華北、華東、中南、西南、西北6個地區，並將4個直轄市和廣州列為國家中心城市；將瀋陽、南京、武漢、深圳、成都和西安列為區域中心城市。
| 省份（23個） 自治區（5個） 直轄市（4個） 特別行政區（2個） | 實際控制，但存在領土爭端的地區 宣稱主權，並未實際控制的地區 |

| - 1）河北省（冀，石家莊市） - 2）山西省（晉，太原市） - 3）遼寧省（遼，瀋陽市） - 4）吉林省（吉，長春市） - 5）黑龍江省（黑，哈爾濱市） - 6）江蘇省（蘇，南京市） - 7）浙江省（浙，杭州市） - 8）安徽省（皖，合肥市） - 9）福建省（閩，福州市） - 10）江西省（贛，南昌市） - 11）山東省（魯，濟南市） - 12）河南省（豫，鄭州市） - 13）湖北省（鄂，武漢市） - 14）湖南省（湘，長沙市） - 15）廣東省（粵，廣州市） - 16）海南省（瓊，海口市） - 17）四川省（川/蜀，成都市） - 18）貴州省（貴/黔，貴陽市） - 19）雲南省（雲/滇，昆明市） - 20）陝西省（陝/秦，西安市） - 21）甘肅省（甘/隴，蘭州市） - 22）青海省（青，西寧市） - 23）台灣省（台，臺北市）（法理上） |

### 外交

#### 國際關係

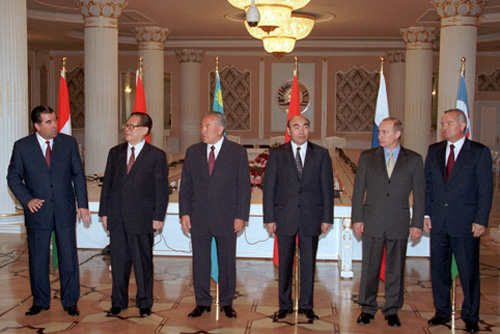
2000年7月5日，“上海五国”元首于杜尚别举行第五次会晤，此次会晤为上合组织的成立奠定了概念基础

中华人民共和国外交政策依據首任總理周恩來提出的和平共處五項原則，推動「求同存異」與三個世界理論等概念，鼓勵不同意識形態的國家互相交流，也与被西方國家批評为独裁的國家有所聯繫。1971年，中華人民共和國成為中國在聯合國的唯一代表，也是聯合國安全理事會常任理事國。中华人民共和国是不結盟運動的觀察國和領導國，積極爭取開發中國家的支持。2003年，針對中國威脅論，以胡錦濤為總書記的第四代领导人提出中國和平崛起的外交政策，后修改為「和平發展」的论述。

中華人民共和國和其他國家間外交關係：
中華人民共和國
和中華人民共和國建交的國家
沒有和中華人民共和國建交的國家
爭議地區

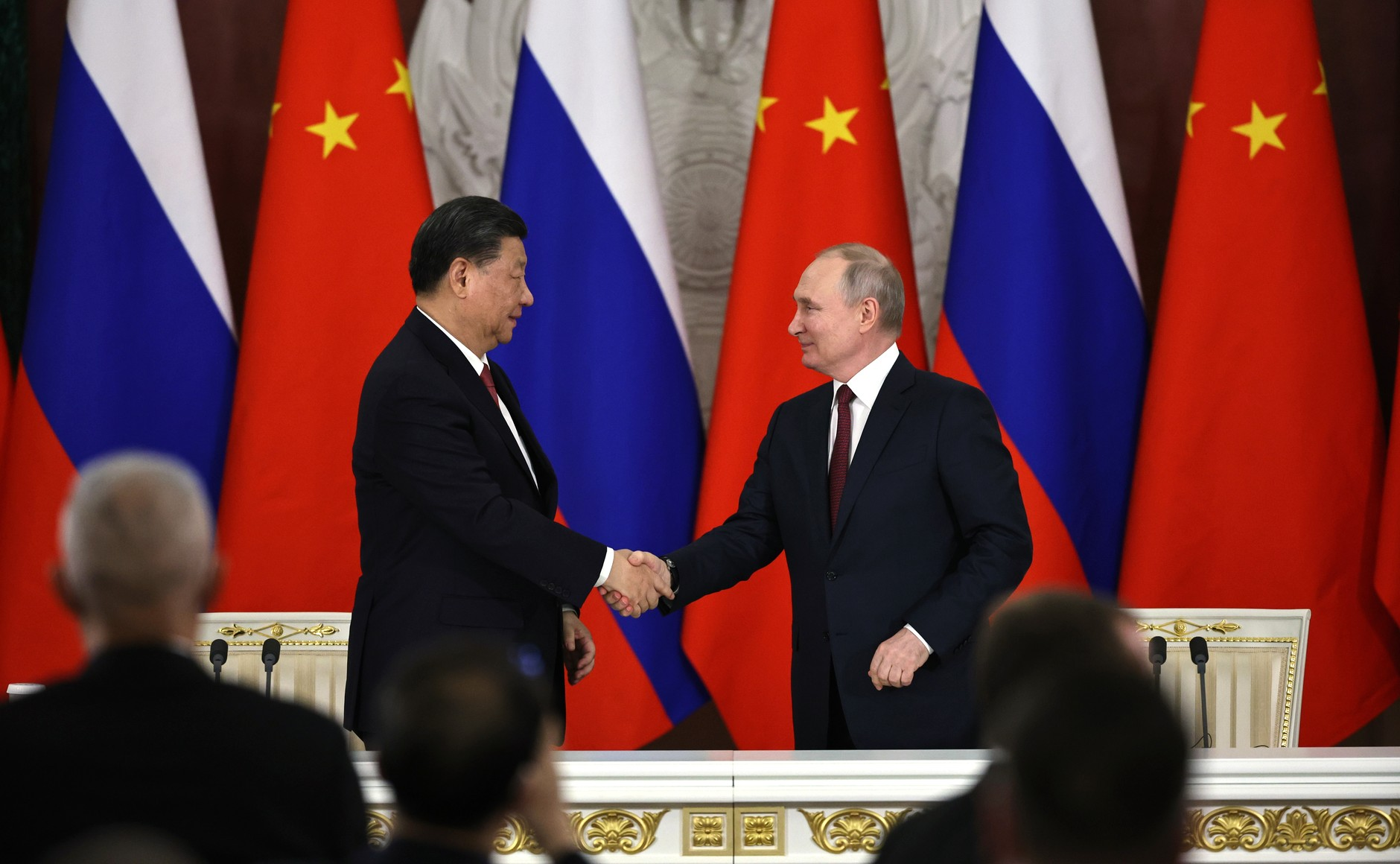
习近平和俄罗斯总统普京于2022年俄乌战争期间在莫斯科会面。中国与俄罗斯有着密切的政治经济往来

目前，中华人民共和国與180個國家建立了大使級的外交關係，設有173個大使館。中华人民共和国对除海地之外其余未建立外交关系的国家的事务由驻其相邻的已建交国家的大使馆或领事馆代管。另外中华人民共和国有30个省級行政區和444个城市，這些城市和省級行政區與133个国家的488个省級行政區和1,499个城市建立了友好城市关系。截至2020年1月，中华人民共和国護照簽證受限指數為71，共71個國家實施免簽證和落地簽證，中华人民共和国护照在共产党执政的国家中排名第一。世界上绝大多数國家的公民持普通护照進入中國大陸需申請簽證，境內持外交簽證或持免簽證國家外交護照者享有外交豁免權。
中华人民共和国政府将雙邊關係分成不同等級，其中中美关系、中俄關係、中欧关系被視為最重要的双边关系。美國國會在2000年通過永久正常貿易關係，使中华人民共和国商品享有減免稅率。美国是中华人民共和国最大的出口市场，中华人民共和国因人民幣匯率而具貿易優勢，对美國有明显的貿易順差。中华人民共和国與俄羅斯在經濟、軍事等有密切關聯，在聯合國安全理事會经常意見一致。中华人民共和国积极與非洲國家發展雙邊合作和貿易，2013年中非貿易總額超過2,100億美元。中华人民共和国亦強化與南美洲國家的聯繫，包括是巴西最大的貿易夥伴、並和阿根廷建立戰略夥伴關係。
中华人民共和国積極參與多邊關係以促進國際和平与經濟發展，是世界贸易组织、G20峰會、上海合作组织、亚太经济合作组织、孟中印缅区域合作论坛、亞洲相互協作與信任措施會議等組織的成员国。中华人民共和国、巴西、俄羅斯、印度和南非合称金砖五国，曾於2011年在中华人民共和国举行峰会。中华人民共和国還向亞太鄰國提議擴大自由貿易區和安全條約，結合東南亞國家協會自由貿易區、日本、韓國、印度、澳洲和紐西蘭組成东亚峰会，以處理地區热点問題。2013年，中华人民共和国提出丝绸之路经济带和21世纪海上丝绸之路的概念，並積極推動東南亞區域全面經濟夥伴協定談判。

#### 核心利益
2012年後，中华人民共和国開始構建具有自身特色的大國外交，強調維護國家核心利益。中华人民共和国主要將台灣地區、西藏和新疆列為「核心利益」，視為內部的具體主權問題，並制定《反分裂國家法》和《中華人民共和國國家安全法》。2014年，習近平表示中华人民共和国將致力於和其他國家合作，争取以和平方式解決在領土主權和海洋權益等問題。中華民國政府在第二次國共內戰後失去对中國大陸的统治，自1950年后仅統治臺灣地區，美國的介入讓海峽兩岸關係具爭議且複雜。中華人民共和國聲稱擁有台灣地區的主權，並將「一個中國原则」視為與其他國家發展外交關係的前提，要求後者承認「台湾是中国的一部分」。此外，中華人民共和國还多次抗議美国向台湾銷售武器。中华人民共和国政府亦主張擁有西藏的主權，而位於印度的西藏流亡政府则坚持西藏应当独立，主张西藏独立的代表人物第十四世達賴喇嘛与外國政府的交往也一直受到中华人民共和国政府的反对。此外新疆独立运动的主要组织東突厥斯坦伊斯蘭運動為國際社會公认的恐怖组织，其接连發动的恐怖襲擊造成多人死伤，对中华人民共和国的治安状况造成了不良影响。
除了上述核心利益外，中華人民共和國還與多個鄰國有領土爭端。1990年代後，政府多次談判以解決邊界爭議，包括中越邊界、中俄邊界、中印邊界及中不邊界等。另外在東海和南海海域上，还与日本、越南、菲律宾、马来西亚、汶莱等国间存在釣魚臺列嶼、南沙群島、东沙群岛、西沙群島、黃岩島等领土争端。2012年，在釣魚島國有化事件后，中华人民共和国政府派遣海警船定期在釣魚臺列嶼海域巡邏，并于隔年在東海上空設立防空識別區。2013年1月22日，菲律宾单方面就中菲有关南海问题提起仲裁。2014年开始，中华人民共和国在南海的永暑礁、渚碧礁、美济礁等实控礁盘上，進行大规模填海工程并修建机场，之後還在永兴岛上佈署地對空飛彈。

## 軍事

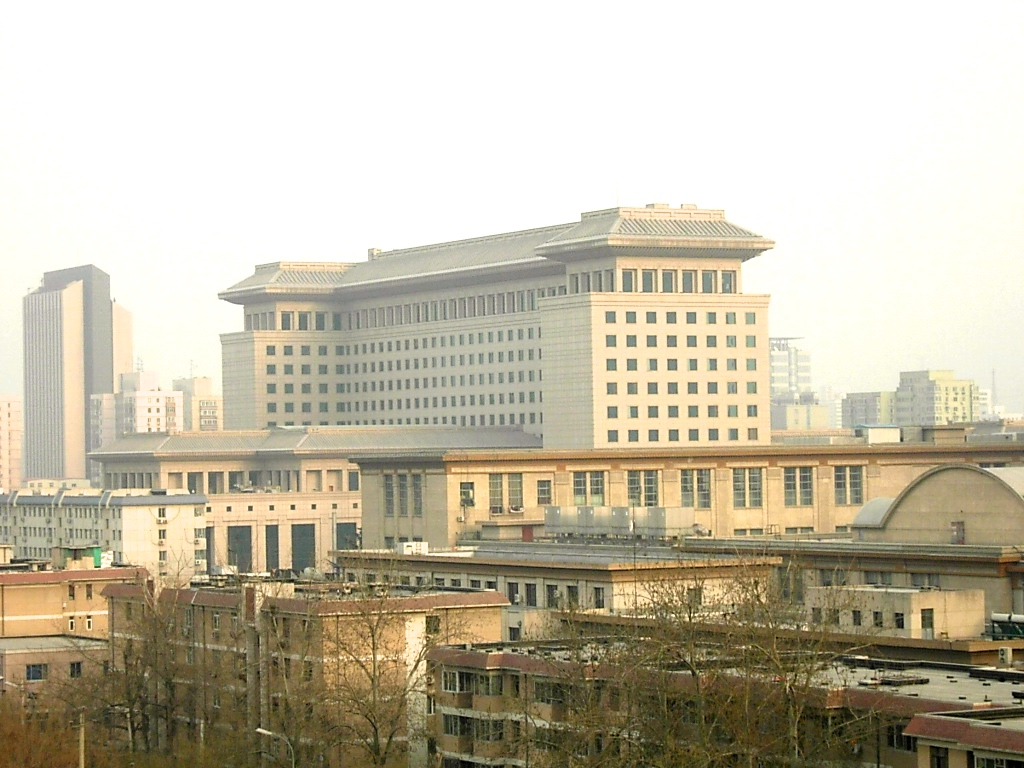
位于北京市海淀区复兴路七号的八一大樓，為中央軍事委員會主要工作场所

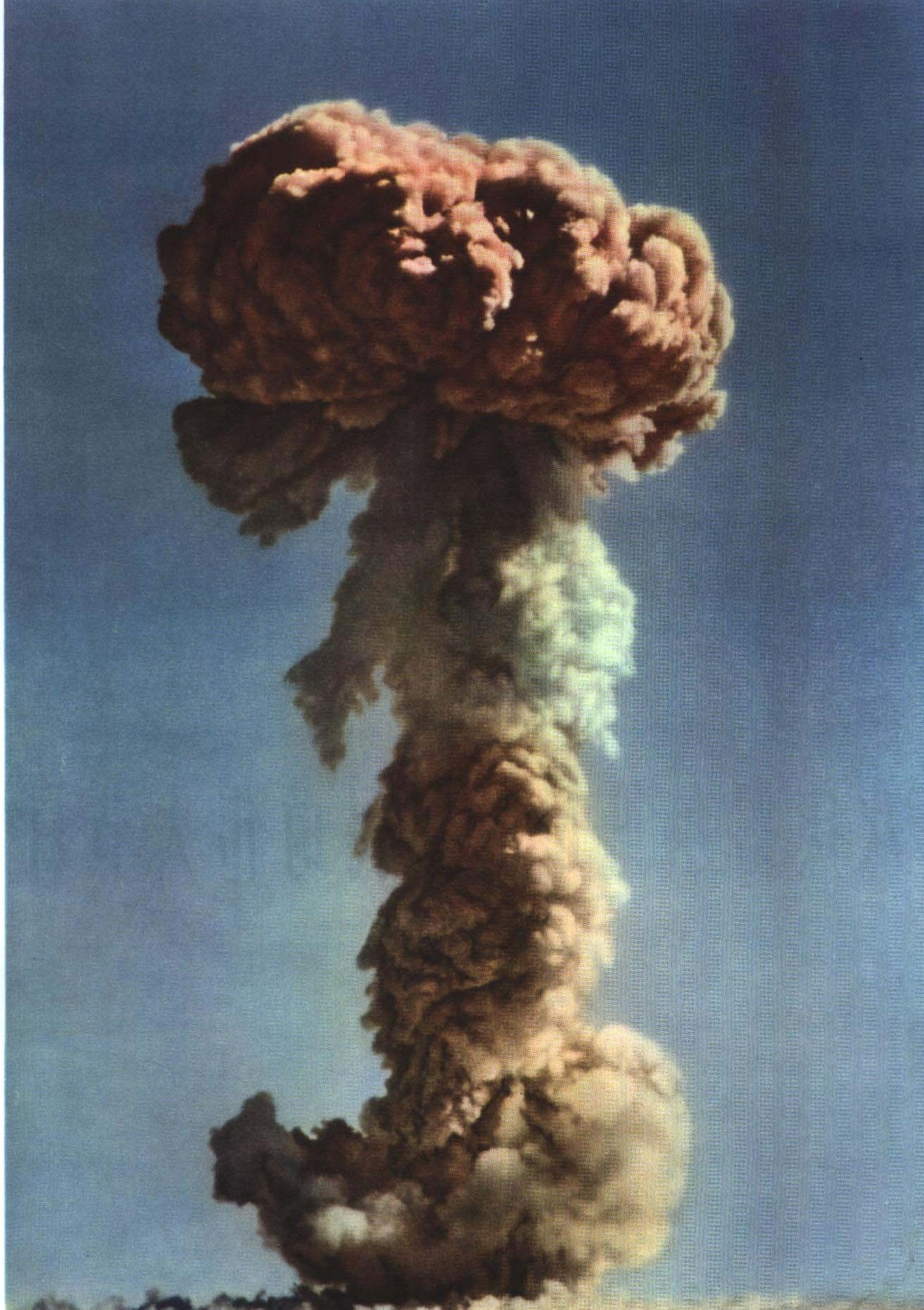
1964年10月16日，中华人民共和国第一颗原子弹爆炸成功，成为世界上第五个拥有核武器的国家

中华人民共和国武裝力量由中國人民解放軍、中國人民武裝警察部隊和中國民兵组成，由中央軍事委員會指揮、並接受中國共產黨的領導，由中共中央軍委主席統帥全軍。中华人民共和国採取徵兵制和募兵制相結合，并搭配民兵與後備軍事動員的制度。中國人民解放軍现在共有兩百萬名现役常備軍人，為世界規模最大的正规军队，設有陆军、海军、空军、火箭军四个军种与军事航天部队、网络空间部队、信息支援部队、联勤保障部队四个独立兵种。中华人民共和国2019年軍事預算總額较上一年增长7.5%，達1.19万亿元人民币，僅次於美國。

### 武器装备
中华人民共和国拥有洲際彈道飛彈、弹道导弹核潜艇、战略轰炸机组成的三位一体的核打击能力。中华人民共和国近期研究開發了大量先進的飛彈技術，發展中程和短程彈道飛彈、反衛星飛彈、巡航飛彈、反彈道飛彈和潜射弹道导弹等装備。

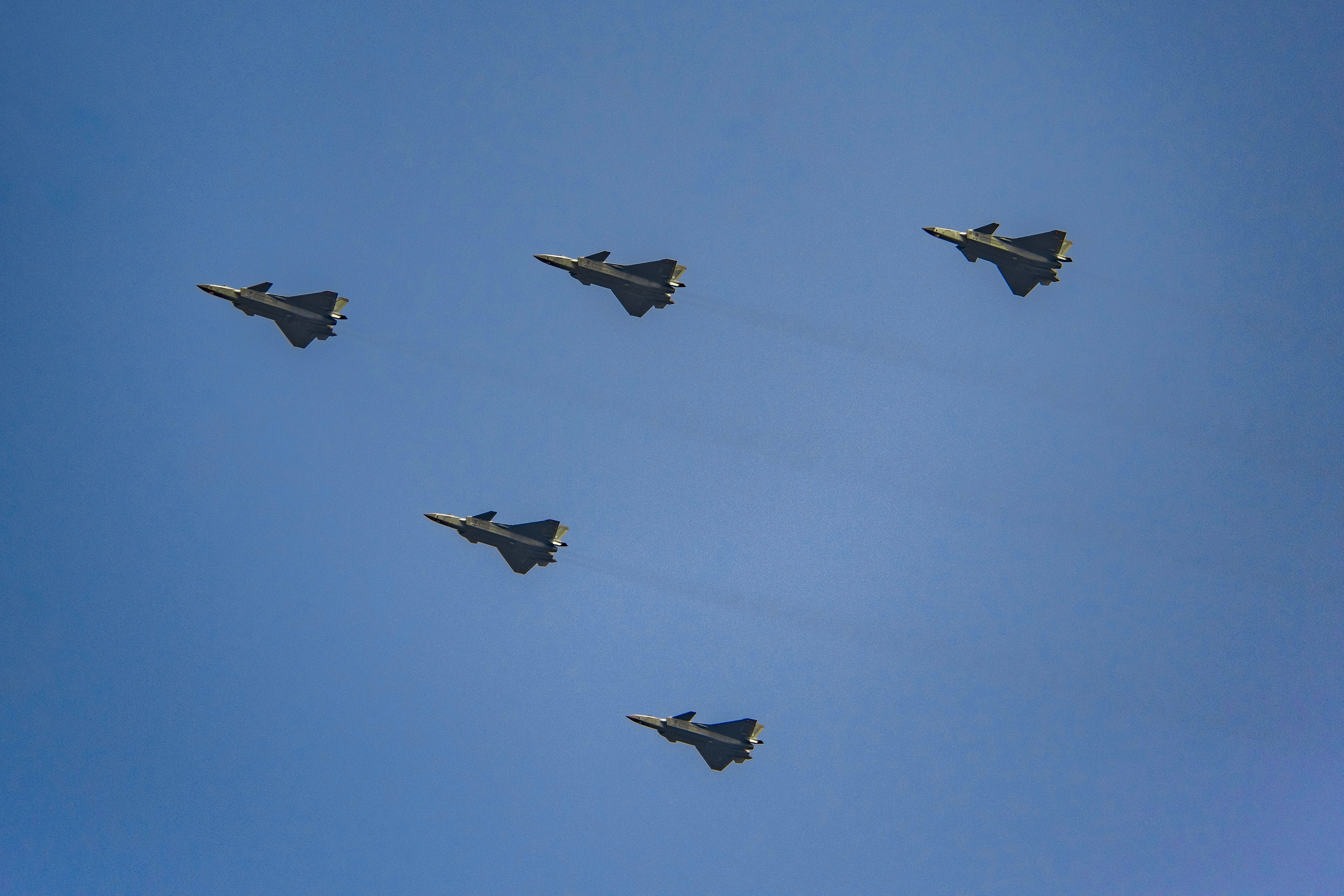
歼-20為中华人民共和国自主研发的第五代战斗机。圖为五架歼-20A組成的空軍梯隊於七十週年國慶閱兵式飛越天安門上空

2000年之后，中华人民共和国装备了首艘航空母艦遼寧舰，及彈道飛彈核潛艇和攻擊型核潛艇組成的核潜艇艦隊。空軍的現代化亦取得顯著進步，截止2024年，已入役了两款国产隐身第五代戰鬥機，同时开发并生产了高超音速飛行器、重型运输机、无人机等現代化軍機。
中华人民共和国還以新研製的陸軍武器替換蘇聯製裝備，指揮管制系統也從C3I增強至C4I，強化對於網絡中心戰的掌控。2019年第一艘国产航母山东号正式服役。2020年首艘055型导弹驱逐舰南昌号开始服役，排水量达1.2万吨。2021年首艘两栖攻击舰海南号入列。目前解放军拥有8艘071型综合登陆舰，其坞舱可容纳4艘726型气垫登陆艇。另外，随着自2000年后开始建设的北斗卫星导航系统的逐步完善和发展，中华人民共和国在军用卫星导航方面也正在逐步摆脱对于美国GPS导航系统的依赖，2018年12月27日，北斗正式开始提供全球服务。

### 国防战略
中华人民共和国被視為地區軍事強國和潛在軍事超級大國。2019年中華人民共和國國防部发布的《新时代的中国国防》白皮書宣示，中国採取「積極防禦」的軍事戰略，坚持“人不犯我、我不犯人，人若犯我、我必犯人”，并有在任何时候和任何情况下都不首先使用核武器的安全承诺。自1990年以来，中国已派出3万多人次参与24项联合国维和行动，是联合国安理会常任理事国中派出维和人员最多的国家。隨著保障制空權和海上拒止能力的進步，中华人民共和国對區域的影响力不斷增加，不仅與俄羅斯海軍在地中海舉行聯合軍演，还在白令海峽活動，而且在非洲吉布地建立了首個海外軍事基地。

## 科學技術

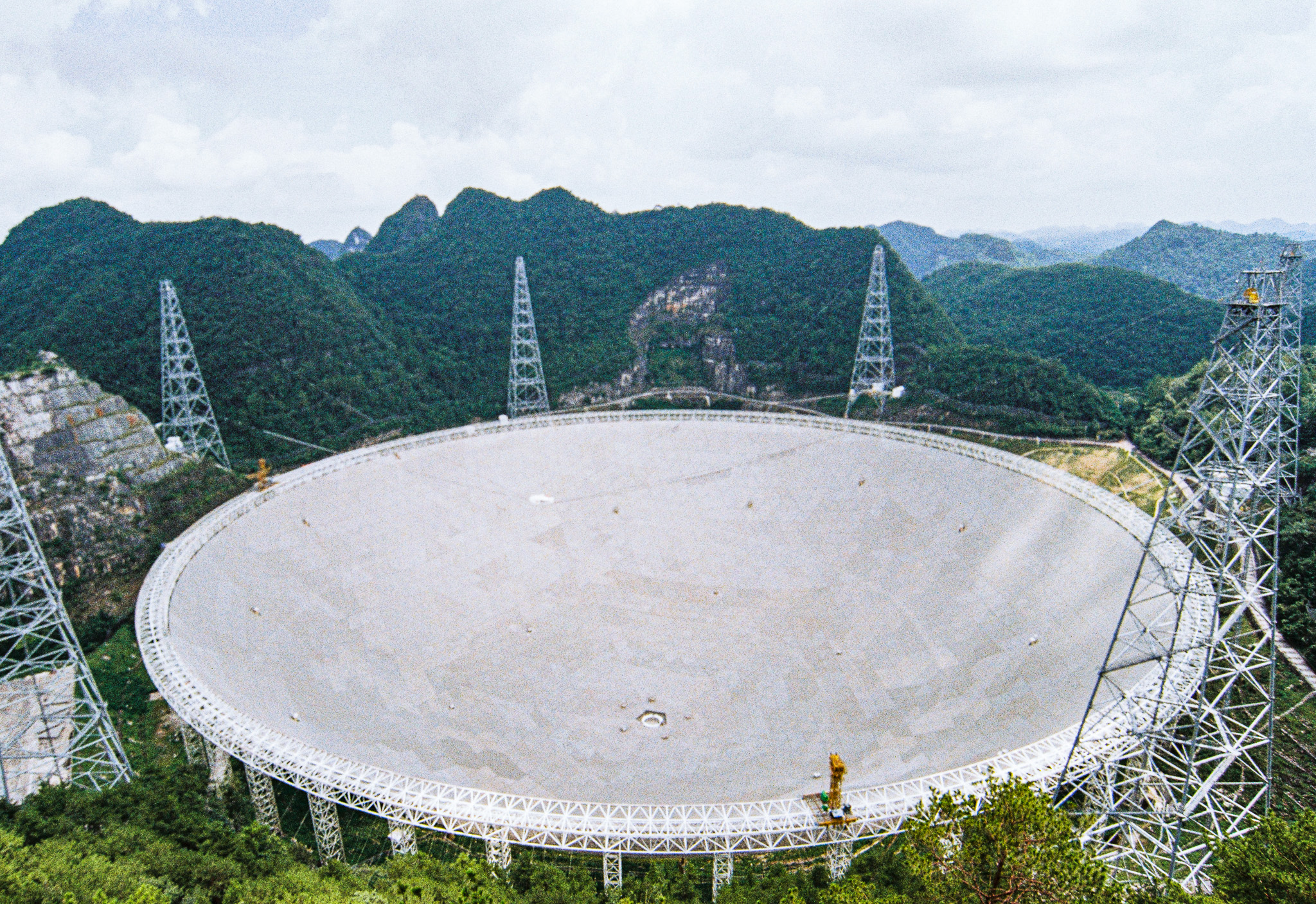
位于贵州省平塘县的500米口径球面射电望远镜是世界上最大的單面口徑球面射电望远镜

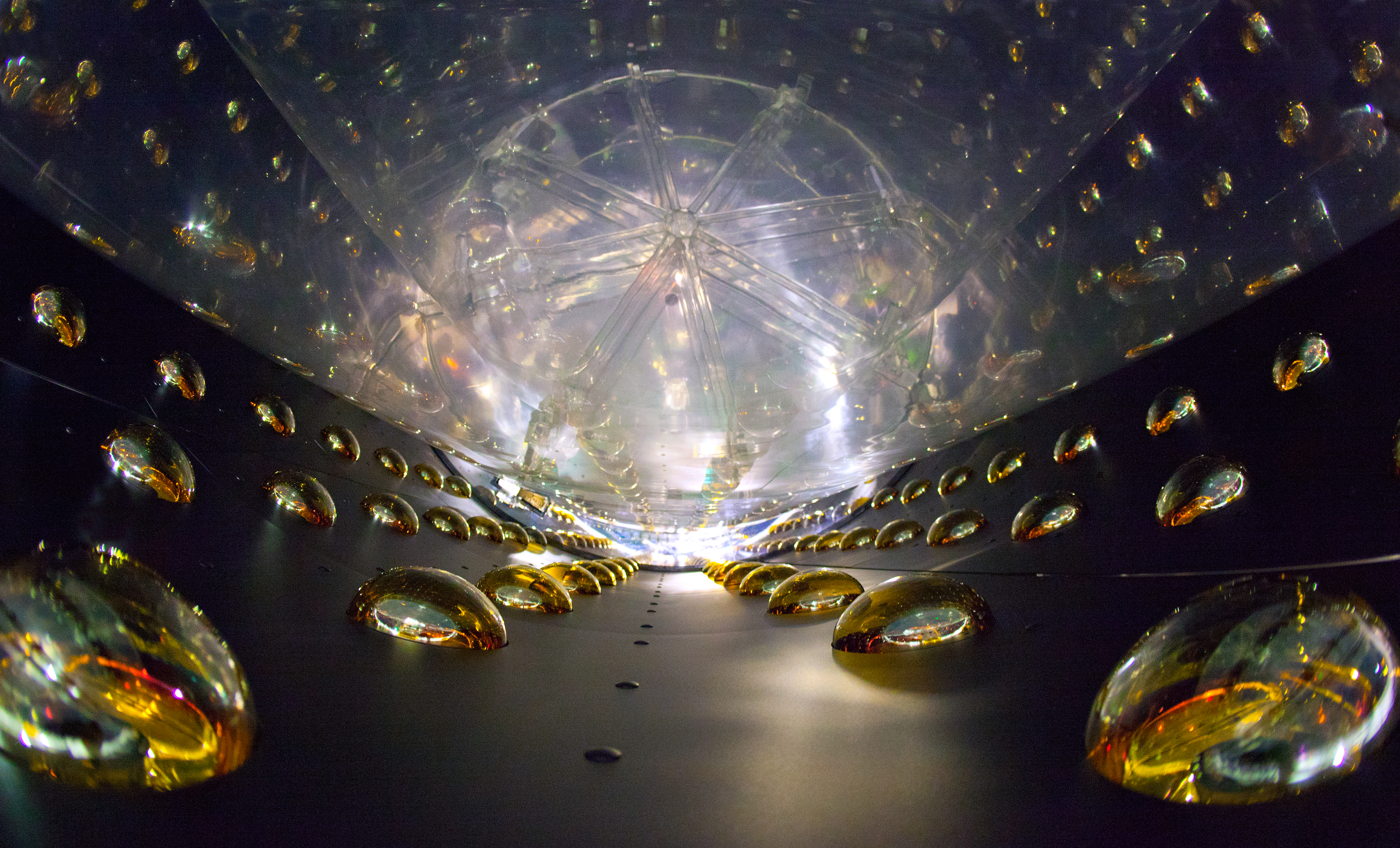
大亞灣核反應爐微中子實驗的探测器

1960年代至1970年代，中华人民共和国相繼掌握兩彈一星與雜交水稻技術；後來提出四個現代化、863計劃、973计划，強調科學研究，並改革學術制度。中华人民共和国在2009年有超過1萬名工程博士和50萬名理學士；科學論文出版数量世界第二，申請專利數世界第一，但也發生过多起学术腐败問題。2012年，政府投資1,630億美元，而研究開發经费位居世界第二名。近年来，中华人民共和国在航空、高速鐵路、複合材料、電子技術、核技術、替代能源、生物工程學有許多成果。
在生物技术方面，北京大學在細胞分化培植幹細胞獲得成果，而屠呦呦以中藥研究獲得諾貝爾生理學或醫學獎。激光技术方面，中华人民共和国是繼美國、法國後實現單束雷射出光超萬焦耳的國家。在核技術領域，中华人民共和国的先進超導托卡馬克實驗裝置是世界上第一个实现稳态高约束模式运行持续时间达到百秒量级的同类装置，使中华人民共和国在磁局限融合研究上有一定成果，中华人民共和国还建有神光系列惯性约束核聚变实验装置。2010年12月，錦屏極深地下暗物質實驗室正式投入使用，是中华人民共和国首個用於開展暗物質探測的極深地下實驗室，亦是目前世界埋深最深的地下實驗室，垂直岩石覆蓋厚度達2400米。中华人民共和国于2016年完工的500米口径球面射电望远镜是世界上最大的单一口径射电望远镜，至今已发现超过80颗脉冲星。中华人民共和国于2015年发射暗物质粒子探测卫星，发现了可能是暗物质存在的证据。中华人民共和国也于2017年发射了硬X射线调制望远镜开展X射线巡天，通过观测黑洞等高能天体，研究致密天体和黑洞强引力中物质的动力学和高能辐射过程。

### 化工
中华人民共和国于1965年成功实现人工合成结晶牛胰岛素，是世界首次实现人工合成蛋白质。氟硼铍酸钾晶体作为第一种可用直接倍频法产生深紫外波段激光的非线性光学晶体，其生长技术自1990年代被发现以来长期被中华人民共和国垄断。2021年中国科学院天津工业生物技术研究所在淀粉人工合成方面取得突破性进展，首次实现二氧化碳人工合成淀粉。中华人民共和国是世界稀土资源的主要提供者，在稀土的冶炼分离环节处于主导地位，是全球唯一具备稀土全产业链各类产品生产能力的国家。新材料产业方面，中华人民共和国的稀土功能材料、先进储能材料、光伏材料、超硬材料、特种不锈钢、玻璃纤维及其复合材料等产业产能居世界前列。

### 資訊科技

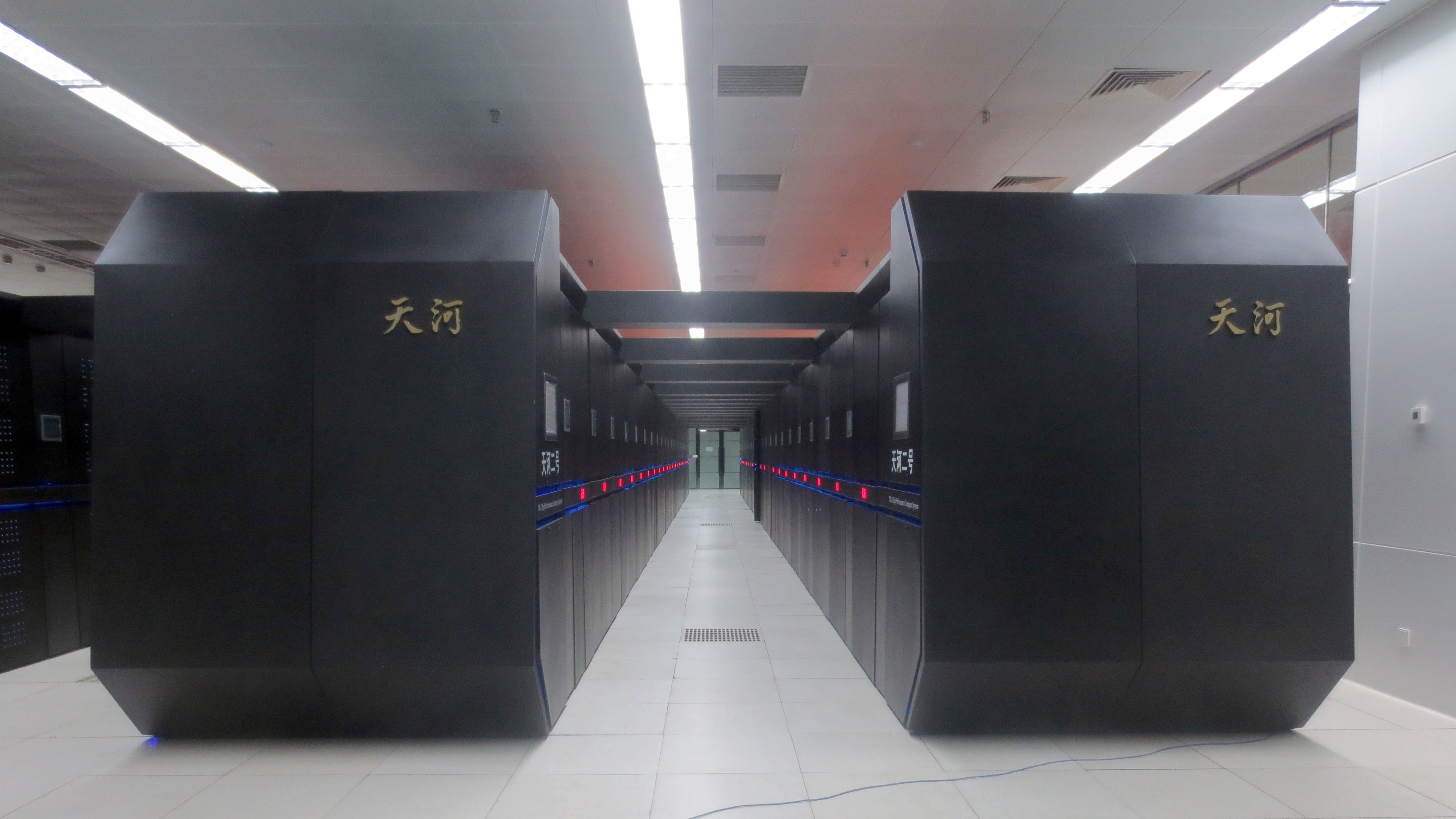
位于国家超级计算广州中心的天河二号超级计算机

中华人民共和国擁有華為、聯想、小米、OPPO、vivo等個人電腦和手机企業；在移动通信领域，拥有5G、6G专利簇数量占比超过40%；在世界排名前500名的超級電腦中擁有173臺，為世界最多。2015年，中國電子信息產業集團研製首款ARM架構的64核晶片，2019年中芯國際亦開始量產14奈米級產品。2020年，中国人工智能创新指数排名第二，仅次于美国。
中华人民共和国亦積極發展量子通訊，完成長途量子密鑰分發、全通型量子通訊網、量子a隱形傳輸、規模化網絡等實驗。2013年1月，清华大学交叉信息研究院姚期智教授宣布研制出世界上第一个量子路由器，并在实验室成功演示；同年3月，薛其坤清华大学院士团队首次发现量子反常霍尔效应。在2016年，中华人民共和国成功发射了世界首颗量子科学实验卫星“墨子号”。2020年12月4日，中国科学技术大学发布使用76個光子進行運算的量子计算机九章，并宣布实现量子优越性。

### 航空航天
1954年7月3日，中华人民共和国生产的第一架飞机初教-5在南昌首飞成功，结束了中国不能制造飞机的历史。1956年7月19日，中华人民共和国首架喷气式歼击机歼5原型机在沈阳首飞成功，中国航空工业进入喷气式时代。中华人民共和国当前拥有多款世界先进级别风洞，可自行生产多型军用战斗机、歼击机、运输机和直升机。民用航空方面，中华人民共和国研发生产的国产喷气式支线客机ARJ21已于2016年正式投入运营，大型民用客机C919于2017年完成首飞，并于2023年5月28日完成商业首航，正式投入运营。
自1970年使用长征一号运载火箭发射首颗人造卫星东方红一号成为世界上第五个能独立进行航天发射的国家以来，中华人民共和国航天技术发展迅速，至2021年12月，中华人民共和国已拥有酒泉、太原、西昌、文昌四大航天发射场，其长征系列火箭已完成400次发射，年发射次数位居世界前列。北斗卫星导航系统是中华人民共和国研发制造并管理的全球卫星导航系统，为联合国卫星导航委员会认定的全球卫星导航系统四大核心供应商之一。2020年7月31日，北斗卫星全球导航系统正式开通。
自21世纪以来，中华人民共和国在深空探测方面取得了大量成就。中国探月工程自2004年立项以来先后发射了嫦娥一号（2007）至嫦娥五号（2020年）探测器，实现了“绕”、“落”、“回”的任务。中国火星探测任务中，天问一号探測器包含轨道器、着陆器和祝融号火星车一次性完成了“绕、落、巡”三大任务。中国载人航天工程从1992年正式启动，至2022年完成了“三步走”的目标。第一步，发射神舟五号、神舟六号实现了载人航天。第二步，发射了神舟七号至神舟十一号载人飞船以及天舟一号货运飞船与天宫一号、天宫二号空间实验室。2021年至2022年间，先后发射了天和核心舱、问天实验舱与梦天实验舱组成了中国空间站三舱“T”字基本构型。随着2022年底的中国空间站的建成与“三步走”目标的完成，中国载人航天工程全面进入为期10年以上的应用与发展阶段。

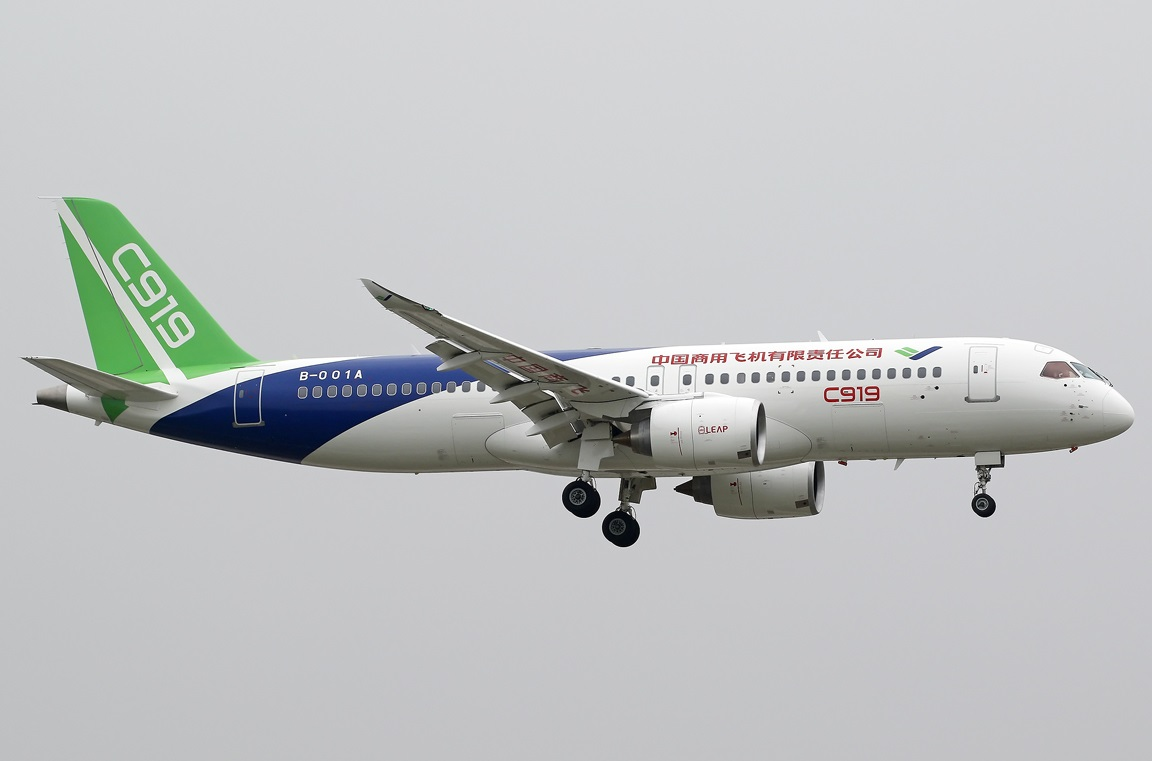
中国自主设计和生产的窄体干线客机C919
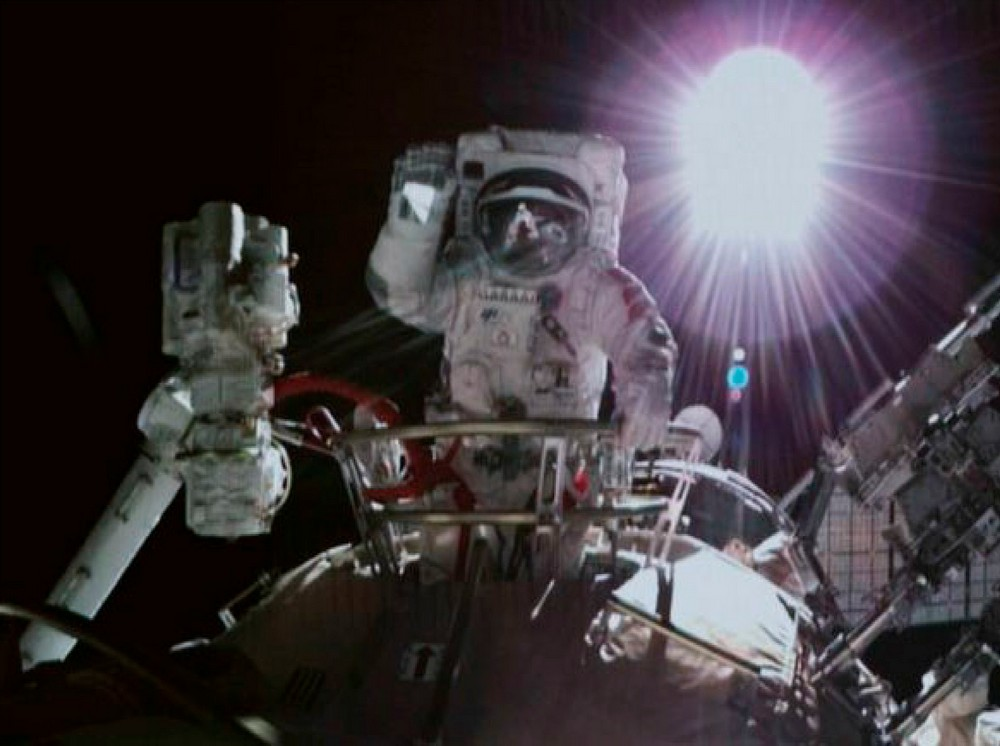
中国航天员在中国空间站上进行出舱活动。中国是世界上仅有的三个能独立完成载人航天的国家之一
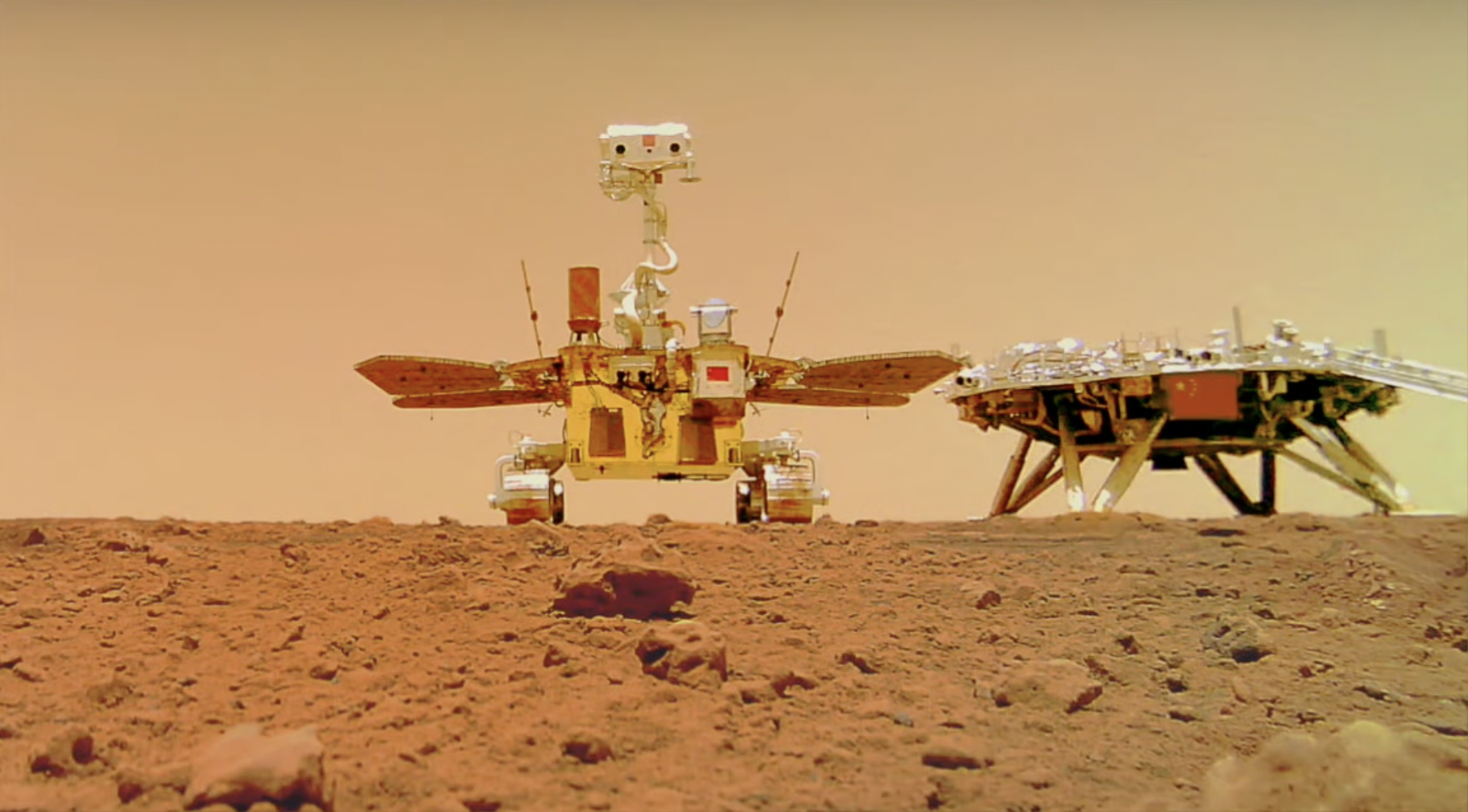
天问一号着陆器和祝融号火星车在火星表面。中国是继美国后世界上第二个在火星部署火星车的国家

## 經濟

### 发展历程

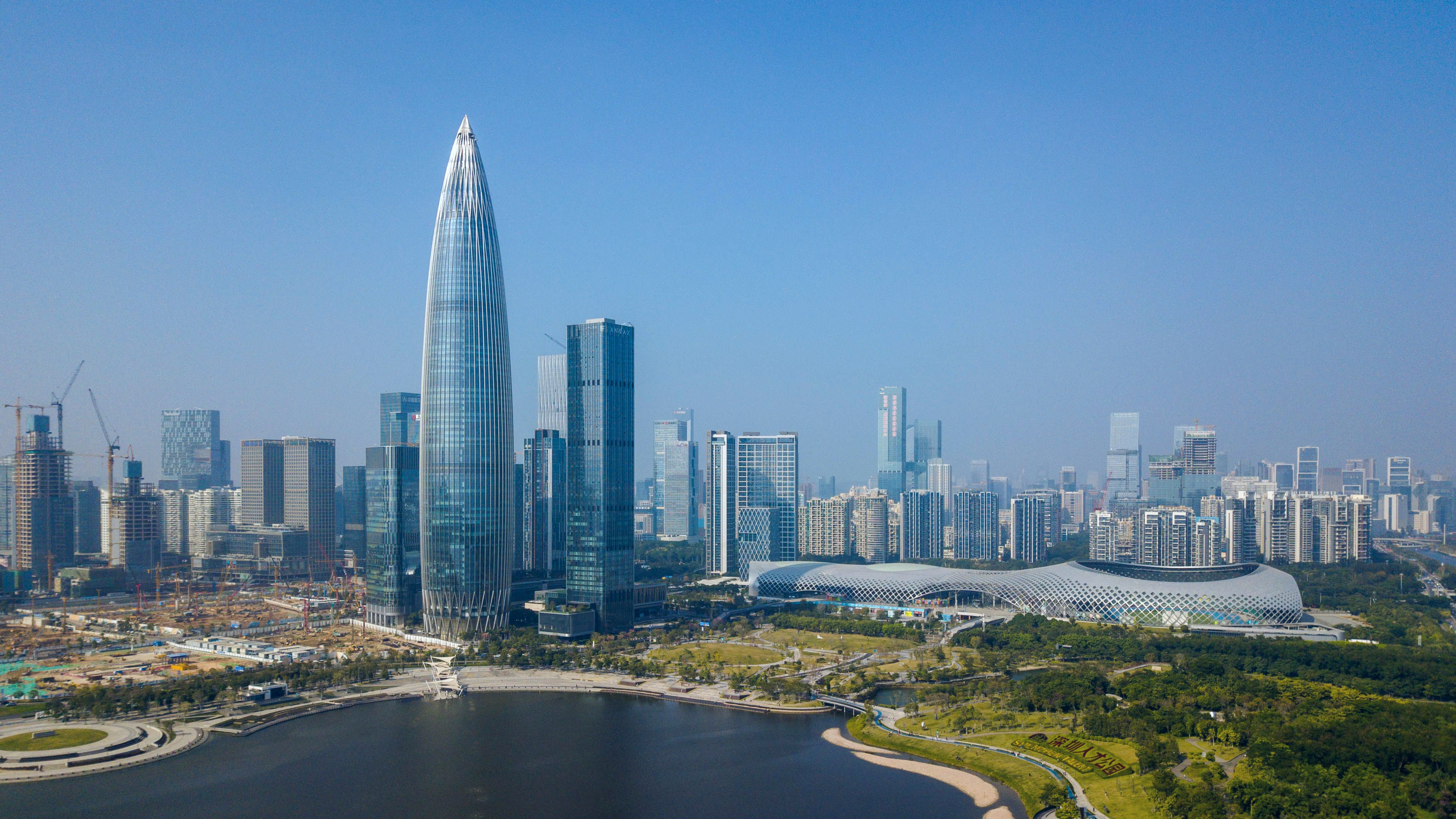
改革开放后，深圳获得了快速发展，成为中华人民共和国经济最发达的城市之一

中华人民共和国在1949年的工農業總產值466億元、重工業僅占總產值7.9%，而被視為農業國家。中华人民共和国政府先是採用計劃經濟的體制，改革開放後朝向以市場經濟體制為主的混合經濟。政府在1980年代廢除集體耕作、設立經濟特區、國有企業改革重組，讓中华人民共和国成為世界最快的經濟體。中華人民共和國國內生產總值在1978年至2007年平均實質增長9.8%，國民生產總值增長近十倍，人口貧困率從1970年代末的64%下降至2004年的10%以下。1990年代中华人民共和国凭借國家級經濟技術開發區和國家綜合配套改革試驗區（包括浦東新區、濱海新區和深圳市）深化改革開放。1980年中华人民共和国GDP总量仅为3053亿美元（IMF数据），经过改革开放40年的高速发展，2019年中华人民共和国GDP总量已经超过14万亿美元，2022年，中国GDP总量突破120万亿人民币，约18万亿美元。2023年的GDP總量則達到126万億人民幣，惟該年的GDP增長目標為近30年來最低。

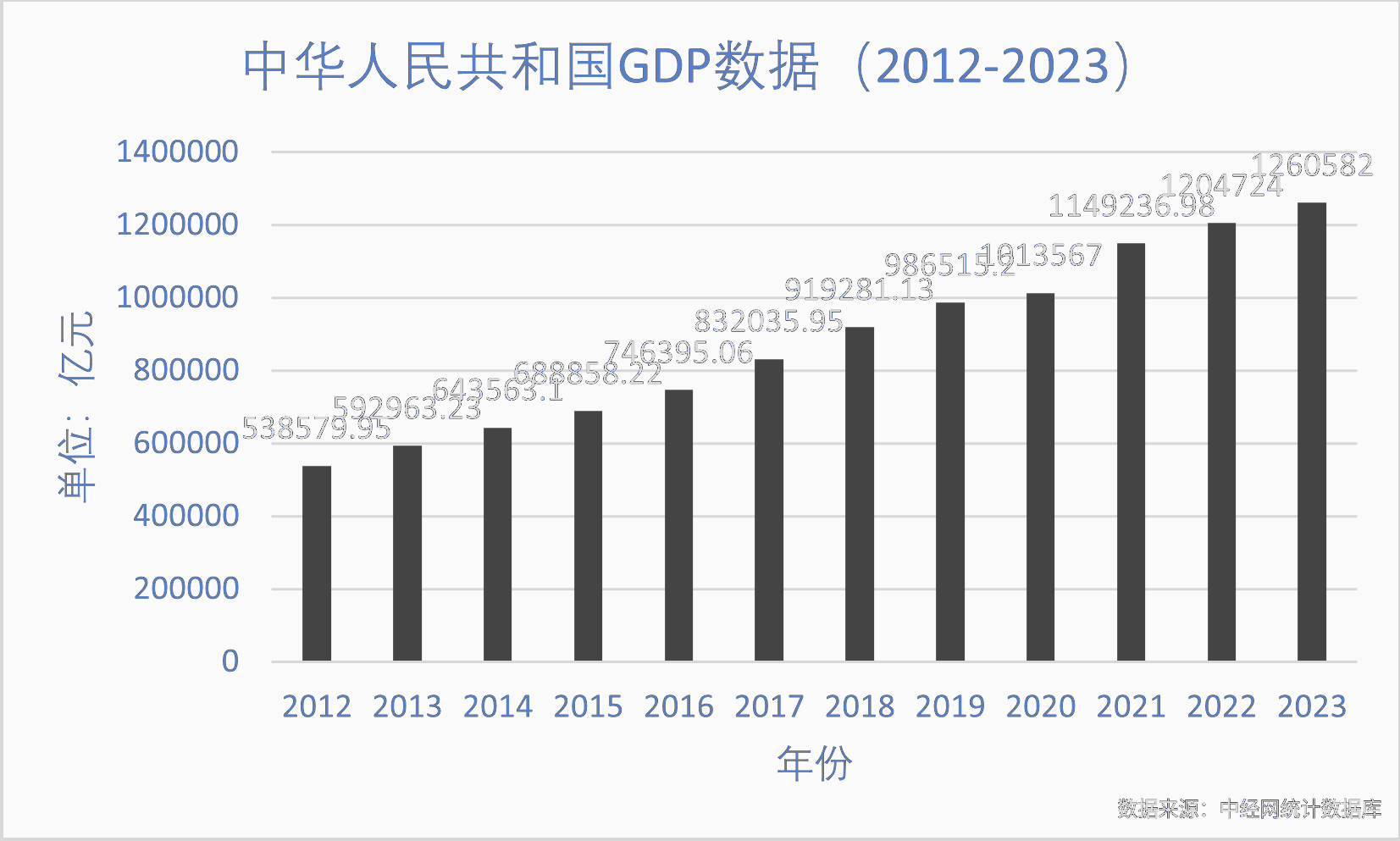
中华人民共和国GDP总量变化情况（2012-2023）

2001年，中华人民共和国加入世界贸易组织而大力推动自身的经济发展。2007年至2011年中华人民共和国經濟增長速度相當於其他國家總和。2009年，中华人民共和国於全球競爭力報告排名第29位。花旗銀行在2011年的3G指數亦有極高的評級，同年中华人民共和国經濟自由度指數排行第136位。中华人民共和国從1990年的8家上市公司加至2010年的2,062家，另有1.3億戶投資者、106家證券公司、62家基金公司和163家期貨公司。2014年第一产业、第二產業和第三產業分别占國內生產毛額的9.2%、42.6%、48.2%，另外電子訊息產業占2.5%、文化產業占3.76%。中华人民共和国經濟增长动力从工業转向第三產業。
2012年中华人民共和国中產階級達3億人，並擁有251名億萬富翁，是世界上富豪第二多的國家。2012年國內零售市場超過20兆元，自2013年年成長率超過12%；奢侈品市場也大大擴張，占全球27.5%。經濟發展亦造成貧富差距，在數十年來不斷增加，2012年的吉尼係數為0.474。經濟快速成長及消費市場擴張造成國內嚴重的通貨膨脹，政府因而加強監管。麥肯錫公司估計未償還債務從2007年的7.4兆美元增長至2014年的28.2兆美元，比國內生產毛額多出228%，2019年中华人民共和国人均GDP突破10,000美元大关，2022年中国大陆人均GDP为12,741美元（IMF数据）。
今日中华人民共和国常被視為新興的潛在超級大國，許多評論家關注其快速成長的經濟動能、軍事實力以及不斷增長的國際影響力，並認為中华人民共和国將在21世紀成為具重大影響力的世界角色。也有评论者表示泡沫經濟威脅和人口結構失衡，將延緩甚至阻止中华人民共和国在本世紀的經濟成長；或質疑中华人民共和国作為「超級大國」的定義，認為中华人民共和国並沒有美國的軍事和文化影響力。

### 经济概况

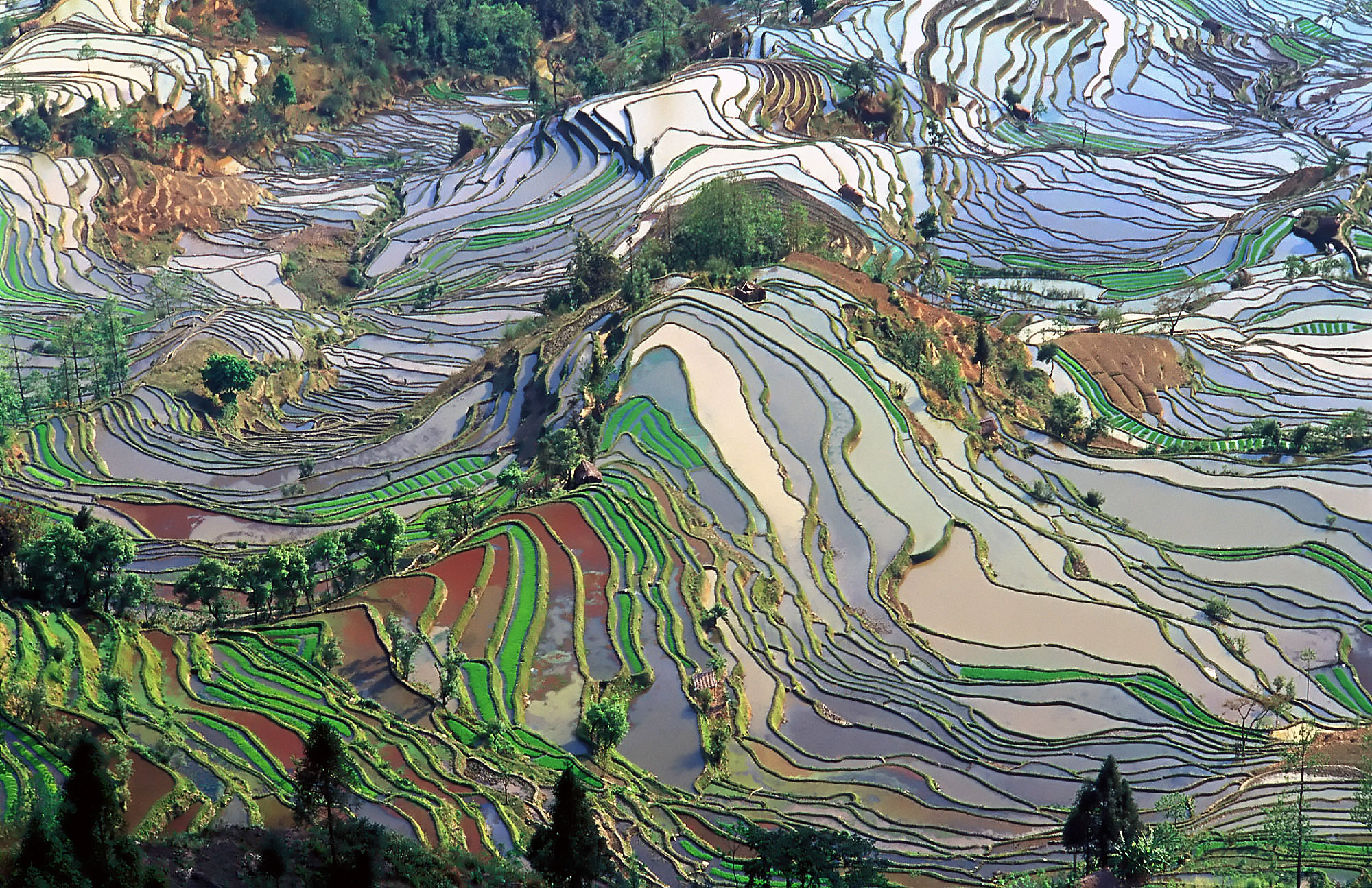
中华人民共和国的经济发展曾以农业为主。图为云南省元阳县的梯田

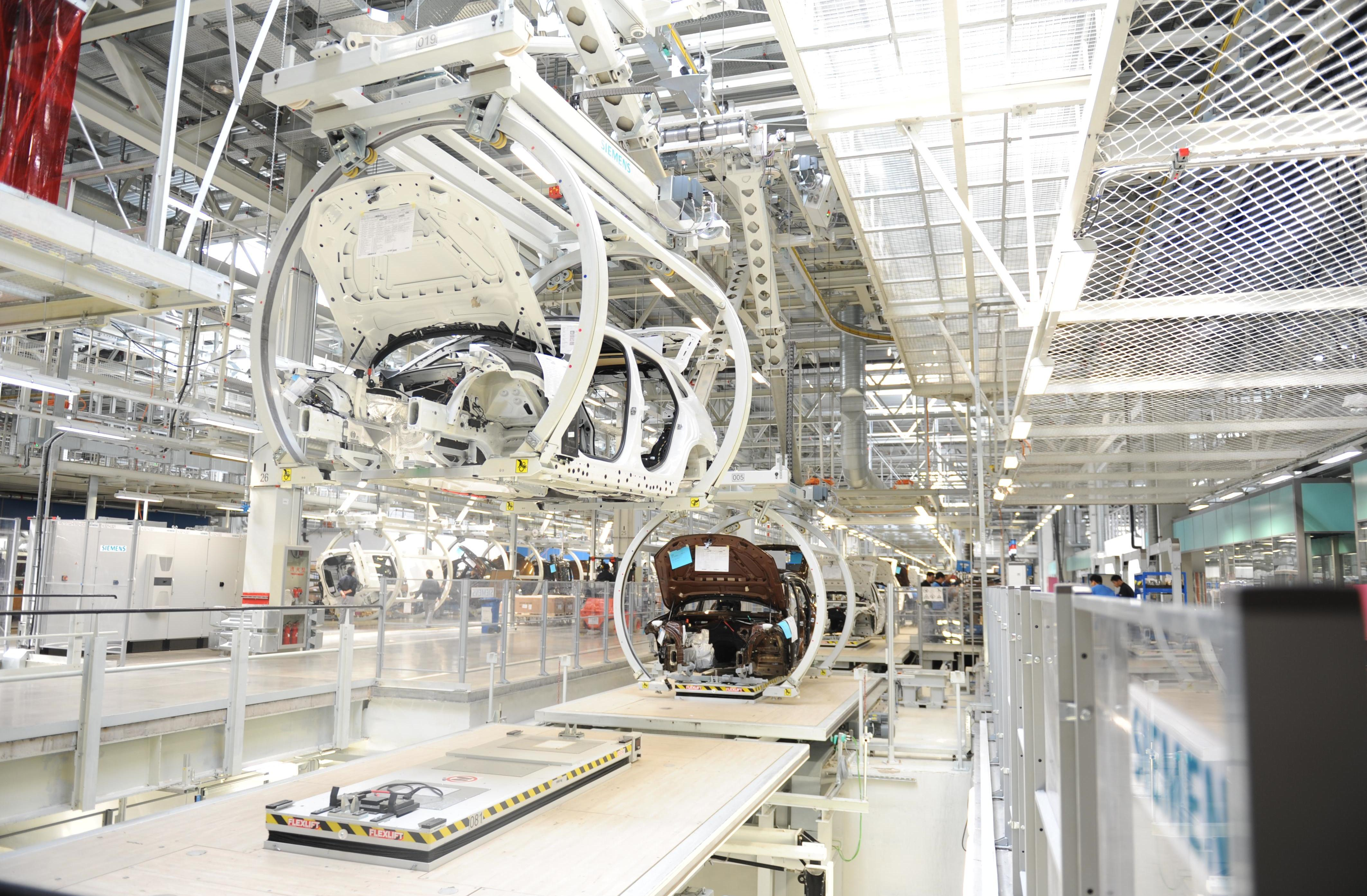
中国东北地区是中华人民共和国重要的工业基地。图为沈阳市某产业园区的宝马汽车工厂

當前中华人民共和国東部地區經濟較西部地區相對發達，政府在市場經濟體制下開放私人財產的所有權，成為國家資本主義的典型例子。政府主導能源生產、重工業等戰略工業，而在2008年有3,000萬家已註冊的民營公司。2010年末，中國工商銀行、中國建設銀行和中國銀行名列世界銀行前十名。在2015年中有106家中國大陸公司上榜（占總數21.2%，數量僅次於美國），所涵蓋的30種行業前三名中有採礦原油生產、銀行、金屬產品等。《財星》於2015年發布的「最受讚賞的中國公司」排行榜上，由阿里巴巴、百度、华为、小米、海爾、騰訊、萬達、格力、聯想、京東位列前十名；《富比士》報導的前十大上市公司中則有5家中國大陸企業，包括銀行總資產最多的中国工商银行。今日中國大陸股票總市值為全球第二名、商品期貨市場成交量居世界首位。
2022年全年，中華人民共和國各省級行政區及特別行政區人均生產總值分布，2022年中國大陸最富有的地區爲长三角，珠三角和京津冀等沿海地区。2019年中华人民共和国经济的三产业比重分别为农业7.1%，工业39.0%，服务业53.9%（統計數字包括國家限制開發區域及禁止開發區域）。
中华人民共和国希望透過改革开放，把高度集中的计划经济转变为市场经济，藉此解放和发展生产力。在中华人民共和国國際經濟策略的影响下，第二產業成爲中华人民共和国經濟的重要部分。中华人民共和国的劳动力成本较低，爲第二產業的發展創造出適合環境。以中美經貿關係爲例，1972年中美关系恢复，美國为实现生产要素优化配置，將其大部分勞力密集工業委托给中华人民共和国。世界其他發達國家亦有不同程度的將其低技术产业轉而至中华人民共和国，中华人民共和国遂成爲製造業第一大國，超過200多種產品產量和出口量排行首位、數十種出口產品占世界70%以上。中华人民共和国政府视製造業為重要的經濟基礎，在2015年國務院提出《中國製造2025》，計畫到2025年时從「製造大國」升級高級技術的「製造強國」，並在2035年達到日本和德國的高度創新為動力的工業水準。2017年中华人民共和国国内生产总值827122亿元，比2016年增长6.9%。其中，第一产业增加值65468亿元，增长3.9%；第二产业增加值334623亿元，增长6.1%；第三产业增加值427032亿元，增长8.0%。中华人民共和国自2011年超越日本，成为僅次於美國的第二大經濟體，而依購買力平價则為世界最大的經濟體。
中华人民共和国經濟第二產業占比较高，其一是造成中华人民共和国人均國內生產總值偏低；2017年人均國內生產總值依国际汇率為8,643美元，列全球第72位；依購買力平價则為16,695美元，列全球第79位。其次是生態環境的破壞。此外，中华人民共和国廠商生產出的商品並不滿足國內市场，发达国家卻因其具有价格竞争优势而对此类产品进口需求巨大，中华人民共和国廠商會出口其商品至其他国家換取利润，這種經濟模式受制於進出口贸易環境及受控於國際贸易政策；匯率波动、進出口税等都會影响中华人民共和国廠商的利润。在中华人民共和国工資水平上升、出口贸易飽和、國際貿易環境嚴竣，及其他經濟誘因底下，中华人民共和国工业發展將面临瓶颈；2010年後成長明顯地減速。現時中华人民共和国正處於產業轉型，以第三产业替换舊有的第二產業經濟模式，改以零售和服务業帶動經濟成長，並自動化傳统的工業生產模式，以提升生產效率，滿足國內持续成長的第三产业對基礎工業的需求。大陆的第三产业在2012年首次超过第二产业，占国内生产总值最大比重。2015年時消費佔中华人民共和国經濟成長66.4%，目前中华人民共和国政府正在推动产业升级和转型，往高附加值的产业发展，政府计划到2025年，成为制造业强国。2019年人均GDP为10276美元（中华人民共和国国家统计局数据）。最近十几年，屬於第三產業的中华人民共和国软件产业发展迅速：其规模从2000年的593亿人民币，增长到2010年的18400亿人民币。复合年均增长率为36.65%。現時中华人民共和国软件产业面对的挑战，是填補操作系统等自身核心系统软件與工业软件领域的缺陷，減少依赖外国软件，去降低外部壓力造成的生产风险，以滿足未来在复杂工業的自动化控制需求。
迄今中华人民共和国政府預算收入和支出都位居世界第二名，2010年的財政赤字有人民幣1兆元；2015年時則達到人民幣1.62兆元；但政府因經濟增幅放緩，而考慮擴大財政赤字。
| ¥52,215▲ ¥58,268▲ ¥69,926▲ ¥55,032▲ ¥126,845▲ ¥144,475▲ ¥96,495▲ ¥190,091▲ ¥90,688▲ ¥67,785▲ ¥56,888▲ ¥62,071▲ ¥66,845▲ ¥68,515▲ 73,498▲ ¥82,885▲ ¥52,348▲ ¥68,526▲ ¥60,776▲ ¥73,687▲ ¥118,831▲ ¥118,800▲ ¥44,986▲ ¥71,009▲ ¥85,974▲ ¥73,686▲ ¥61,736▲ ¥50,883▲ ¥179,401▲ ¥92,170▲ ¥101,796▲ ¥314,570▲ ¥282,387▲ |
| >¥313,500 ¥313,500–¥165,500 ¥165,500–¥83,500 ¥83,500–¥50,000 <¥50,000 |

### 能源与矿产
2023年中華人民共和国电力來源百份比分佈圖（總量：86939億千瓦小時）

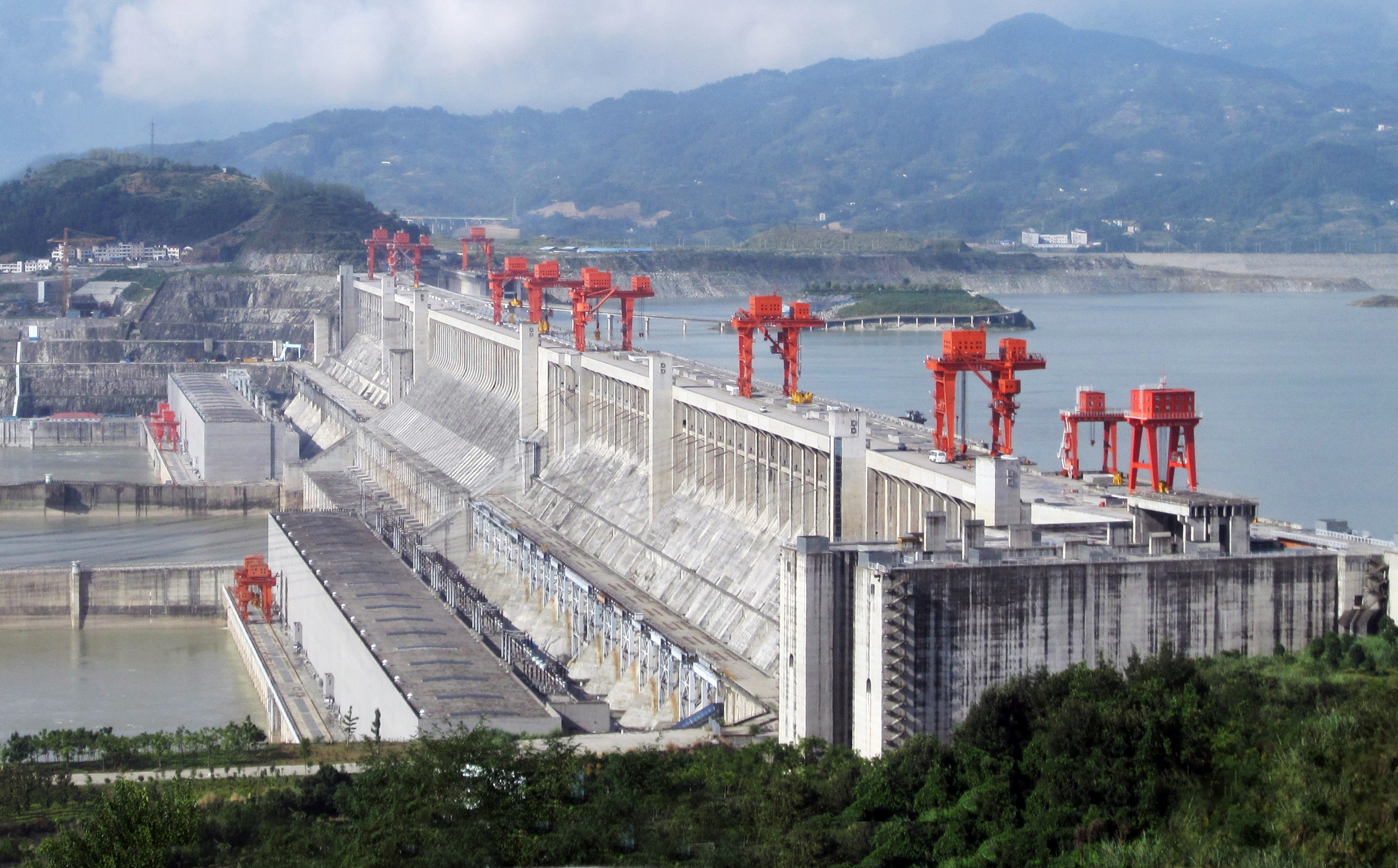
三峡大坝是世界上规模最大的水电站，也是中国有史以来建设最大型的工程项目之一

中华人民共和国經濟具高度能源密集和耗能傾向，為能源消耗量最大（溫室氣體排放量最大）、及能源生產最多的國家。2014年生產約5.523兆千瓦·時電力，發電裝機容量有13.6億千瓦（其中火電915吉瓦、水電301吉瓦、風電96吉瓦、太陽能發電27吉瓦、核电20吉瓦），220千伏以上的電力線路達57.2萬公里，發電量與電網規模都為世界第一。
近年来，中华人民共和国政府大力投資可再生能源商業化，積極發展水力、風能、太陽能、地熱能、生物能源、生物燃料等技術。中华人民共和国在太阳能发电产业上有较强优势，拥有全球最大光伏发电全产业链集群。中华人民共和国水能蕴藏量达6.8億千瓦，居世界第一位。在長江、黄河流域建有多座水力發電廠，截至2022年，中华人民共和国风电装机规模已连续十年在全球排名第一，是全球最大的风电装备制造业基地，风力发电多分布在内蒙古、新疆、甘肃、河北、山东等地，占全国装机容量的一半以上。东部沿海共有30座核反應爐機組運轉，總裝機容量達2,831萬千瓦，並有24座在建機組，機組數量僅次於美國和法國。
中华人民共和国礦產資源豐富，已知礦產有171種、探明儲量者有158種；當中石油、天然氣、煤、鈾、地熱等能源礦產10種，鐵、錳、銅、鋁、鉛、鋅等金屬礦產54種，石墨、磷、硫、鉀鹽等非金屬礦產91種。附近海域石油約250億噸，天然氣有8.4萬億立方公尺。
中华人民共和国長期是世界上最大的煤炭生產國及消費國，超過70%能源依靠煤炭供應。中华人民共和国石油產量則位居世界第四，2014年每天產量達4,189,000桶。但因石油生產不能滿足經濟需求，有近半石油要從俄羅斯、中東、中亞和非洲進口，並在2013年超越美國成為最大的石油進口國。2015年，中华人民共和国天然氣產量1350億立方米，消費量達到1932億立方米。2017年5月18日，中华人民共和国在南海神狐海域首次实现海域可燃冰试采成功，可能对未来能源生产和消费革命产生深远影响。

### 交通运输
中华人民共和国拥有发展中国家里最完善的交通网络，拥有堪比发达国家的基础建设，并且还有大量的高铁，高速公路和机场在建设中。拥有由铁路系统、公路系统、航空系统、船运系统、管道構成的交通运输网。
截至2023年，中华人民共和国全国公路里程为543.68万公里，其中高速公路里程达到18.36万公里。中华人民共和国拥有世界最大规模的高速公路系統，其总长度是排名第二的美国的两倍。中华人民共和国是世界最大的汽車市場，2024年汽车产销量分别达到3128.2万辆和3143.6万辆，连续16年居世界第一，2024年机动车保有量达4.53亿辆，其中汽车3.53亿辆；机动车驾驶人达5.42亿人，其中汽车驾驶人5.06亿人。
截至2024年，中國鐵路總公司經營的鐵路里程數共計约16.2萬公里。2024年全国铁路旅客发送量完成43.12亿人次，铁路货运发送量达51.75亿吨，客運和货运指标均居世界首位，其中货运量超过世界排名第二位、第三位的美国、俄罗斯货运量总和。中华人民共和国自21世纪初开始修建高速铁路，至2024年时总长度已达到4.8万公里，稳居世界第一，占世界高铁总里程的70%以上，当前已形成四縱四橫格局并向八纵八横发展，主要线路有京廣高速鐵路、京滬高速鐵路、徐兰高速铁路、沪昆高速铁路等。中华人民共和国还向印度尼西亚，泰國、歐洲聯盟、寮國、美國等輸出高铁技術，代表作为雅万高铁。
截至2024年12月，中华人民共和国累计有53个城市开通城市軌道交通系統，运营线路总长度高达10,945.6公里，车站总数6324座。其中上海地鐵、北京地鐵、廣州地鐵等城市軌道交通系統的通車里程位居世界前列。由于是政府运营管理的关系，其地铁票价非常便宜。上海自2006年开始运营時速431公里的上海磁浮示範營運線，為世界上最快的商業軌道。
截至2023年底，中华人民共和国共有颁证民用航空运输机场259个（不含港、澳、台地区），2023年境内民用运输机场旅客吞吐量为12.6亿人次，货邮吞吐量1683.3万吨，飞机起降1170.8万架次，按旅客吞吐量统计的前五大机场依次为广州白云国际机场、上海浦东国际机场、北京首都国际机场、深圳宝安国际机场、成都天府国际机场。波音公司估計中华人民共和国的民航機數量将从2014年的2570架增加到2034年的7210架，飞机製造需求也不斷提高，但因80%領空為軍隊所管制、以及不利於飛行的高山地形相當多，在利用上有嚴重誤點的問題，作為對比，其他國家的軍事空域大約只有10％，為了充分航空公司的競爭力，因而逐漸有著開放空域的呼聲。

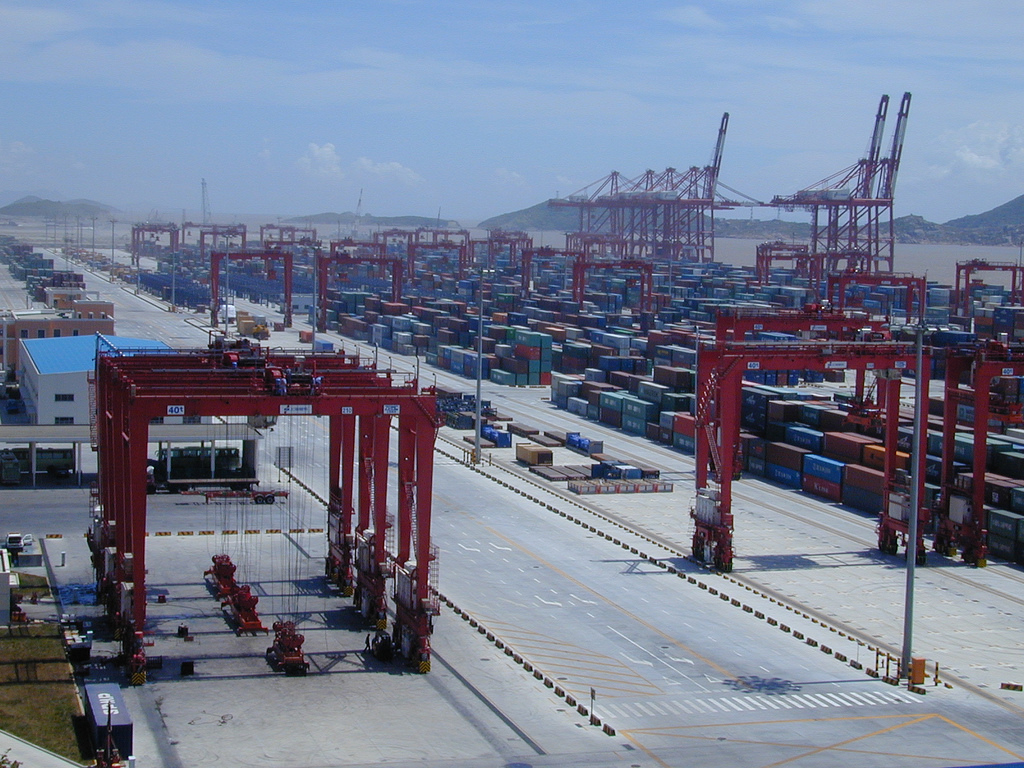
上海洋山深水港是世界上最繁忙的集装箱港口之一

2023年末中华人民共和国港口生产用码头泊位为22023个，万吨级及以上泊位2878个。2023年，上海港、宁波舟山港、深圳港、青岛港、广州港、天津港、香港港的集装箱吞吐量名列世界前十名，其中上海港自2010年超越新加坡港以来一直为世界第一大港。此外中华人民共和国还建成了以长江干线、西江航运干线、京杭运河、长三角和珠三角高等级航道网为主体、干支衔接、通江达海的内河航道体系，内河航道通航里程12.82万公里，其中长江干线2024年港口货物吞吐量超40亿吨，连续多年位居世界内河航运第一位。

### 商贸合作

一带一路简图。红色为中华人民共和国，橙色为亞投行成员国，黑色、蓝色线条为六大经济走廊

中华人民共和国是世贸组织、亞太經合組織的成員，亦是金砖国家之一。2020年中国签署《区域全面经济伙伴关系协定》，这是世界上最大自由貿易經濟體系。中国是世界第一大贸易国，2022年出口額3.7万亿美元位居世界第一、進口額2.7万亿美元位列世界第二，进出口保有大量顺差，前三大外贸伙伴是东盟、欧盟和美国。
2009年推動人民幣國際化，2016年國際貨幣基金組織將人民幣納入特別提款權。截至2022年4月，人民币占外汇交易量的7%，排名第五。截至2023年5月，包括阿根廷、巴西、俄羅斯、沙烏地阿拉伯、法國等30個國家與中國大陸進行貿易時都用人民幣進行結算。
2013年中国政府提出一带一路倡议，筹建亚投行。截至2023年有109个国家和地区加入亚投行，有152个国家、32个国际组织签署了200多份共建“一带一路”合作文件，建设了中欧班列、西部陆海新通道、中老铁路等一批标志性项目。预计到2030年，共建“一带一路”可使相关国家760万人摆脱极端贫困、3200万人摆脱中度贫困，将使全球收入增加0.7%至2.9%。
截至2023年8月末，中华人民共和国外汇储备规模为31,601亿美元。中华人民共和国是2022年第二大的外商直接投資國和第二大对外投资国。截至2023年3月，中国大陆持有8054亿美元美国国债，是第二大海外持有者。

## 人口

### 人口

#### 数量与结构

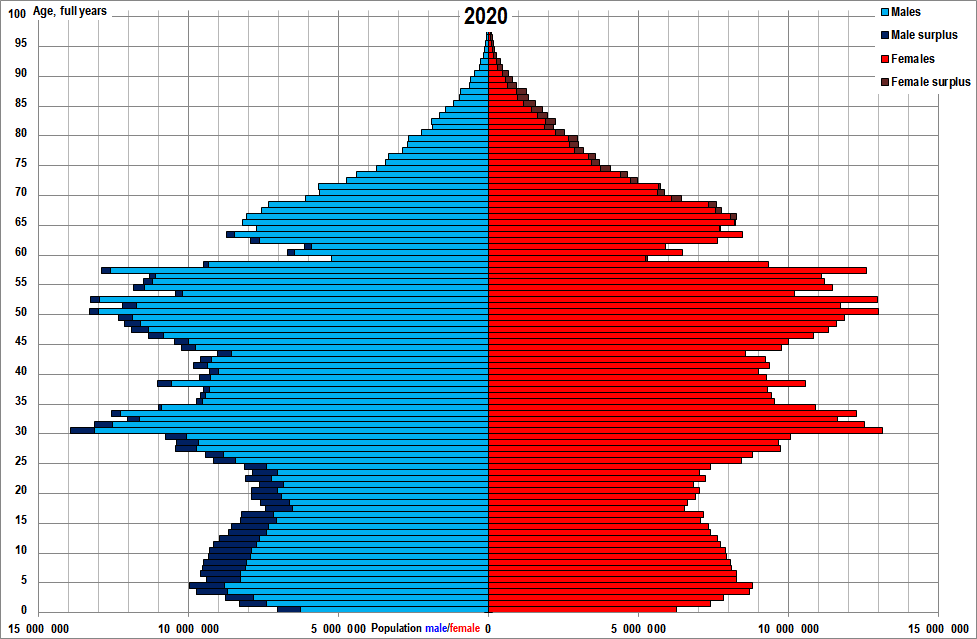
中华人民共和国人口金字塔（2020年）

根據2020年的第七次全國人口普查，中华人民共和国人口數約有1,419,936,142人。但是根据最新的数据，中华人民共和国是世界上人口第二多的國家（现第一为印度）；其中中國大陸人口達1,411,778,724人，香港和澳門人口分別有7,474,200人與683,218人。14歲以下的人口佔16.60%，15歲至59歲的人口佔70.14%，而60歲以上的人口佔13.26%。2013年時，中华人民共和国人口增長率估計為0.46%。中华人民共和国在1978年約有64%民眾為貧窮人口，但1978年經濟快速增長後，已經有數億名民眾脫離窮困生活。今日約有10%人口仍處在貧窮線以下，城鎮失業率在2007年一度降到4%以下，目前城鎮失業率則在4.1%。
中华人民共和国新生嬰兒的男性比例偏高，2010年人口普查显示男女比例為118.06比100，比正常的105比100的男女比例高。2010年人口普查中，男性佔總人口的51.27%左右；不過相較於1953年男性佔總人口51.82%左右，今日中华人民共和国性別比例較為平衡許多。据全国老龄委2015年预计，未来20年中华人民共和国将进入老龄化高峰。到2050年左右，中华人民共和国老年人口将达到全国人口的三分之一。人口老龄化将使中华人民共和国劳动力人口逐渐减少。截至2017年底，中华人民共和国60岁以上老年人口约2.41亿，占总人口的17.3%，高于10%的联合国传统老龄社会标准。

#### 各地區人口密度

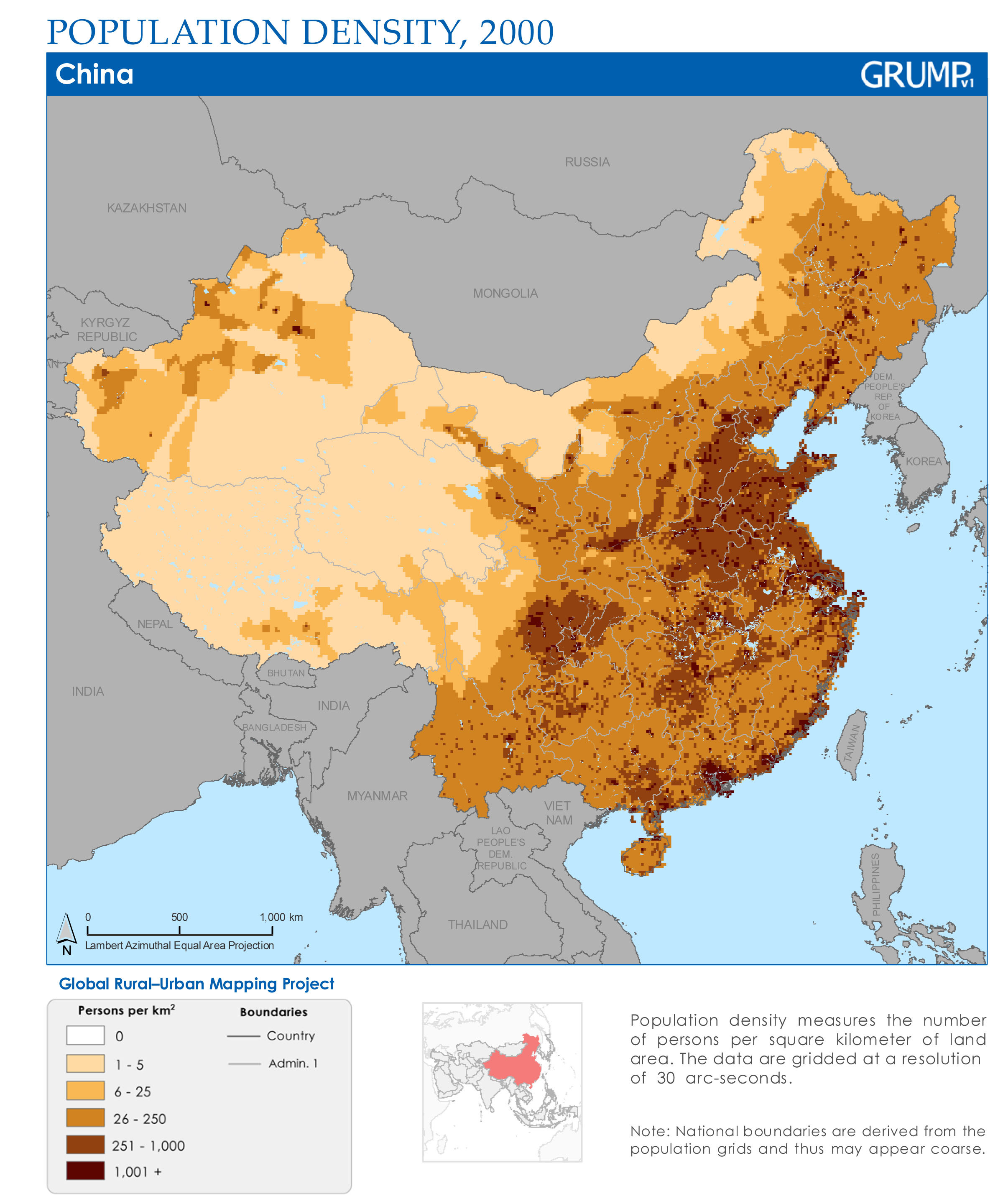
中华人民共和国人口密度图（2000年）

中华人民共和国整体人口密度是每平方公里145人，有96%的人口生活在占全国总面积36%的土地上。最近几年，中华人民共和国常住人口分布出现了新的变化，东部人口增长在放慢，中西部常住人口增长加快。上海常住人口总量与新增量从2015年开始负增长，而以往人口净流出的省份如湖北、河南、安徽、四川、贵州等人口却在反弹。不变的是，东南沿海（广东、福建）的常住人口新增量仍在增加，而东北地区的人口依旧在减少。

中国大陆乡镇（街道）人口密度图（2010年）

中华人民共和国近十年來有大規模的都市化，城市人口百分比從1980年的20%，在2015年時增加到55.6%；同時預估城市人口將在2030年達到10億人，占世界人口的8分之一。2012年，中华人民共和国有超過2.62億名前往城市尋找工作的民工。中华人民共和国有超過160個城市的人口超過100萬人，估計在2025年會有221個城市超過100萬人。國務院將常住人口1,000萬人以上的城市列為超大城市。其中人口数量排名前四的上海、北京、广州和深圳被稱為一線城市；另外成都、杭州、南京等新一線都市也正在崛起，并以加入國家中心城市為奮鬥目標。超過500萬人的城市列為特大城市，以區域中心城市的身份和功能參與經濟舞台，使國家各區域能均衡發展或輔助經濟圈的周邊發展，多數正在建設機場、地鐵、醫院、電視台等基礎建設，以圖追趕上一線城市的生活品質和城市影響力。而100萬人至500萬人的城市為大城市，是都市化进程以及推動各省地方性文化发展的主力，其對中华人民共和国城市的未來樣貌有著重要影响。

#### 族群与移民

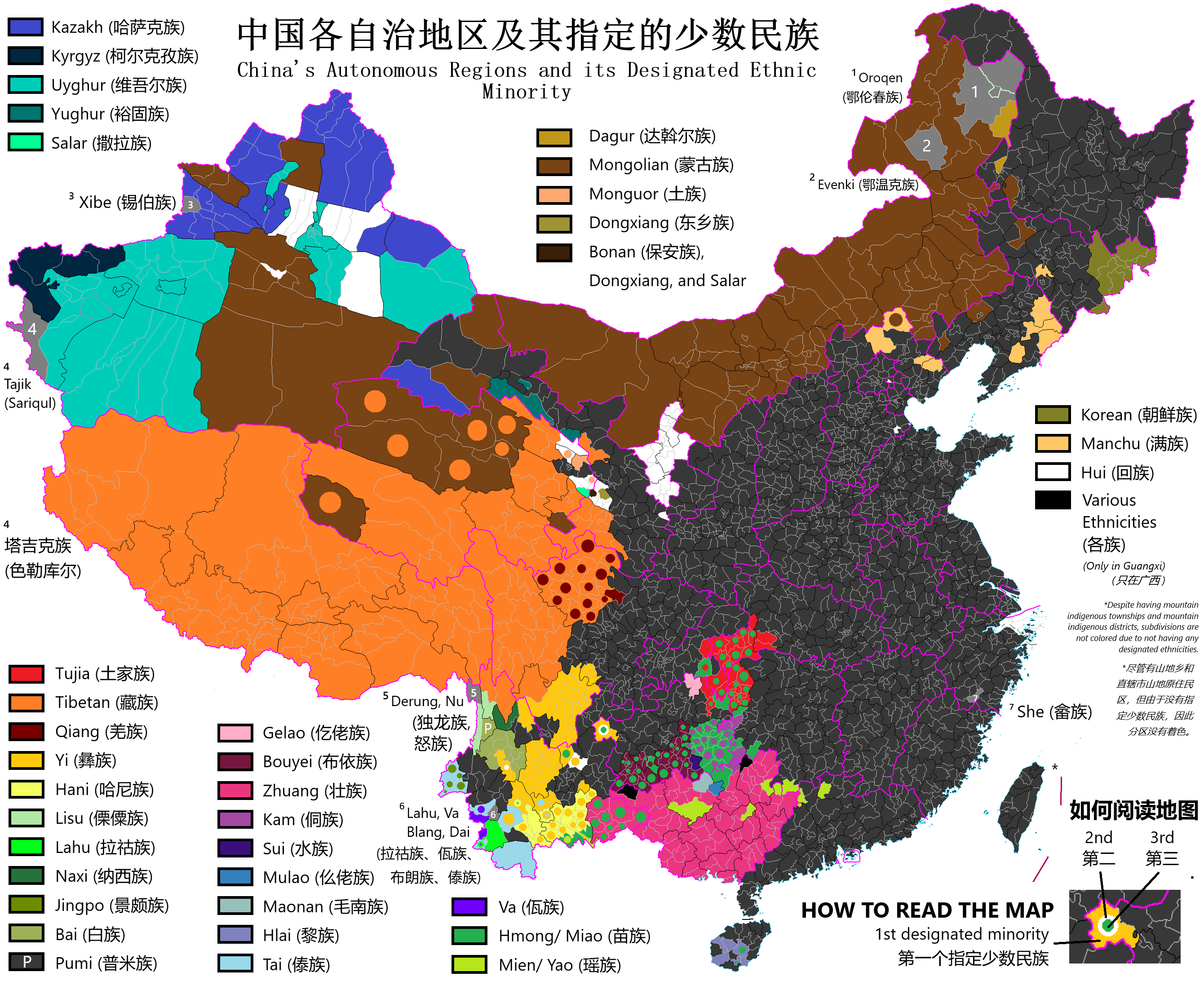
该地图表示了中华人民共和国的民族自治地方及其指定的少数民族

中华人民共和国是多民族國家，政府登記而正式承認的民族群體共有56個，合稱「中華民族」。中华人民共和国最大族群為漢族，佔總人口約91.51%。中华人民共和国的漢族是世界上最大的漢族族群，漢族在大部分省級行政區中多於其他族群，僅有西藏自治區和新疆維吾爾自治區為例外。漢族以外的55個民族則被稱為「少數民族」，人數較多者有壯族（1.30%）、滿族（0.86%）、回族（0.79%）、苗族（0.79%）、維吾爾族（0.72%）、彝族（0.65%）、土家族（0.62%）、藏族（0.47%）、蒙古族（0.44%）、布依族（0.26%）、朝鮮族（0.15%）等。根據2010年的人口普查，少數民族約佔中华人民共和国人口8.49%。而與2000年人口普查相比，漢族人口增加66,537,177人，而少數民族人口總和則增加7,362,627人。2000年普查显示，中华人民共和国有未識別民族人口约73万人，部分被划入汉族或其他少数民族。在2010年人口普查紀錄中，有593,832名外國公民居住在中华人民共和国，前三名分別來自韓國（120,750人）、美國（71,493人）和日本（66,159人）。

#### 人口政策
1955年，政府開始宣傳節制生育政策。自1979年後政府正式推行人口政策，為社會帶來一定影響。各個省級行政區實行嚴格的計畫生育方針，一胎化政策限制每個家庭僅能生育一個孩子，並在城鎮地區推廣避孕措施；僅有法律規定下，同意少數民族和農村地區有例外情況。同時還立法禁止在非醫療需要下，對胎兒性別鑒定和實施墮胎。但计划生育亦引起社會反彈，由於限制家庭只能撫養一個孩童，在傳統偏愛男孩的觀念和務農需勞動力的情況下，以農村為首的地區常違背此規定，按規定超生需上交罰款。根據2010年人口普查，当时中华人民共和国的總和生育率可能達1.4左右，沒有登記的黑戶非常多，因而這些人常沒有基本公民應有的保障以及可能伴隨之而來的家庭衝突成為急需解决的社會問題。
在中华人民共和国人口持續增長而超過13億人、及自然資源日益減少的情況下，政府起初非常關心人口的增長率，並利用政策工具進行控制。然而21世紀以後生育率長期較低，不足以撫養老年人，為了解決中华人民共和国的老齡化危機，2013年，政府在《中共中央關於全面深化改革若干重大問題的決定》頒布新政策，同意父母一方為獨生子女時，家庭便能生育2名孩童，藉此促進人口均衡發展，以放開壓縮的出生率，專家預期可達到2甚至以上被釋放出來，但次年統計後發現存在嚴重誤判，生育反響出乎意料的微弱，顯示生育率並非受到政策壓力而低，而是处於危險的下降水平已久。國家人口和計劃生育委員會原本计划一胎化政策會延續到2020年甚至更久，但政府考慮形勢變化異常嚴峻，在2015年加速提前取消一胎化政策，改以兩孩政策取代，政策轉變僅用时4年，但仍被認為為時已晚，隨後數年的統計數據發布，顯示中华人民共和国的生育率甚至還能繼續下跌，為了解社會原貌，媒體對處於生育年齡的人群進行訪查，證實由因老一辈政策專家的世代差距，導致對青年生育意願極低的原因存在誤解，2019年中华人民共和国人口雖正式突破14億，人口失衡的憂慮卻持續加深，有鑒於出生率幾乎不可能反彈，外媒呼籲對不可避免的重大社會衝擊進行準備。

### 語言和文字

中华人民共和国语言分布图

中华人民共和国語言為數眾多，其中以漢藏語系語言為主。中华人民共和国政府在2000年通过《中華人民共和國國家通用語言文字法》，依法將普通話和規範漢字定為國家通用語言文字，以便全國各族人民溝通交流。同时政府允许在特定情况保留繁体汉字，並讓各民族得以使用和發展自己的語言文字。國家通用語普通話以北京語音為標準音，以北方方言為基礎方言，以典範的現代白話文著作為語法規範。而漢語分为官話、吳語、粵語、閩語、湘語、贛語、客家語等方言。另外一方面，現今少數族群使用的地方口語語言，則有蒙古語、藏語、維吾爾語、哈薩克語、朝鮮語、彝语、壯语等。

### 教育
2018年中华人民共和国6岁以上人口受教育程度百份比分布（抽样比：千分之0.820）
中华人民共和国自1986年以來实行九年义务教育，包含6年小学和3年初级中学，学生年龄在6岁至15岁之间。2010年，約有82.5%的學生會選擇繼續為期3年的高級中學教育。由政府舉辦的普通高等學校招生全國統一考試，則是進入大多數高等教育機構的先決條件。2010年，27%的高級中學畢業生會繼續接受4年的本科教育。另外政府還設立中級和高級專科學校，提供學生職業教育內容。2019年，中华人民共和国共计有161,811所小学、51,982所初级中学、13,737所高级中学、10,299所中等职业学校、以及2663所普通高等学校和1418所高职（专科）院校。

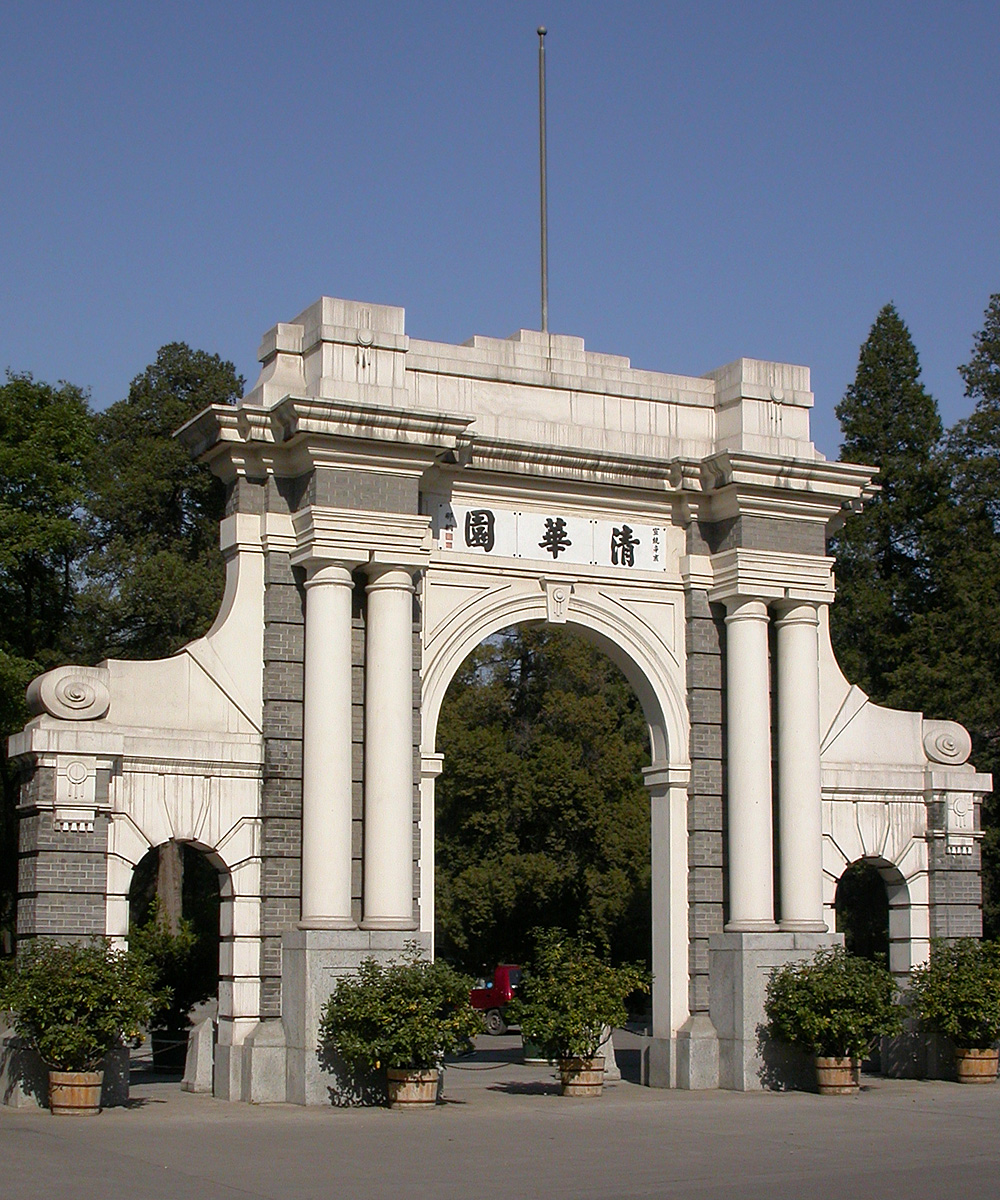
清华大学常被认为是中华人民共和国排名第一的大学。图为清华大学的二校门。

2010年数据显示，15歲以上人口中有94%接受過教育訓練、而得以識字；約有88.173%民眾在不同地方接受過中學教育後畢業。中华人民共和国高等教育毛入学率达57.8%，在学总规模达4430万人。截至2019年，中国累计被授予博士学位者约88万人。由北京大學、清華大學等高校组成的九校联盟基本代表了中国内地高等学校的最高水平。2019年举行的国际学生能力评估计划中，北京、上海、江苏、浙江学生于阅读、数学和科学領域上均取得第一名的成绩。
自2005年開始，中华人民共和国各級政府便籌划经费以減免農村地區孩童的學雜費。2006年，政府更承諾9年義務教育完全免費，並提供小學和初級中學階段的課本和學費等補助。這使得政府每年教育預算從2003年不到500億美元，增加至2018年实际支出6590.7亿美元。另外，中华人民共和国各地教育資源分配不均，每名中學學生的教育支出因其所在地有所差異。2010年，北京市投資的每人教育總額達人民幣20,023元，但中华人民共和国当时最貧窮的省份貴州省只有人民幣3,204元。

### 宗教

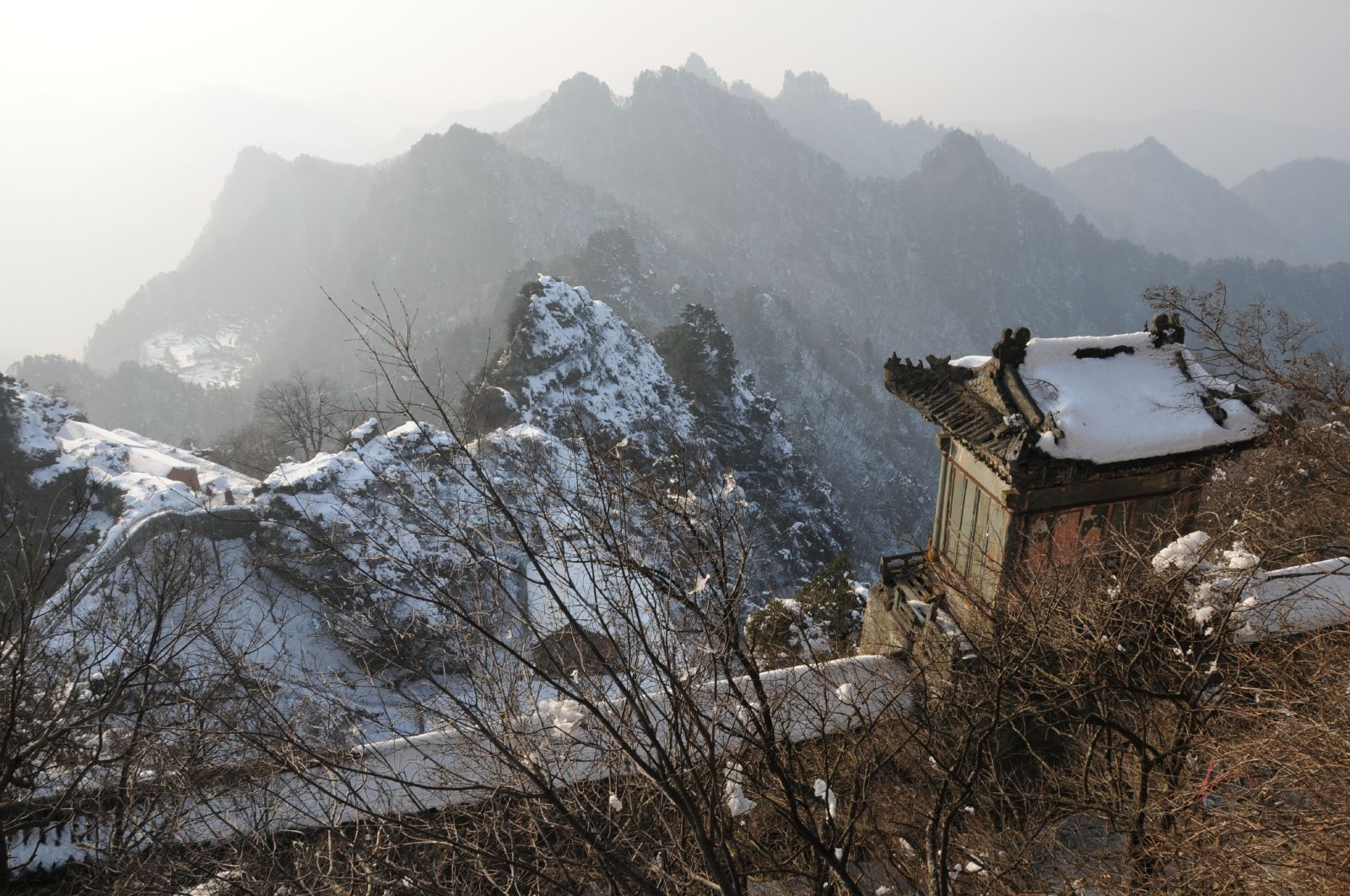
湖北省的武当山是道教四大名山之首

中华人民共和国政府官方立場為無神論，未設置法定宗教，政府支持并展开反宗教运动。憲法保障宗教自由並允許多種宗教；國家宗教事務局管理國內宗教事務，未獲批准的宗教組織会遭到政府機關的壓制。根據2015年國際蓋洛普進行的民意調查，61%民眾認定自己為「堅定的無神論者」。2006年研究指出，有46%民眾信奉宗教；而2007年調查指出，16歲以上人士中有31.4%信奉宗教。數千年來，中华人民共和国文明受到各種宗教運動的影響；其中有道教、佛教和儒教，常被納入民間信仰中。許多知識分子將儒家視為宗教。
從人口結構來看，分佈最廣的宗教是和道教結合的傳統民間信仰。2008年的一項民意調查，有信仰者多相信超自然力量能主宰並影響命運，而自身命運能藉祭祀神明或祖先改變，信仰儀式則與傳統文化和當地習俗有關。人們所崇拜的人格化神明，個別概念源自於自然環境、特定概念群體、偉人祖先、神話人物等，最多民眾信奉者有媽祖、黃帝、關羽、財神、盤古等。中华人民共和国各類宗教信徒約有1億多人，有30%至80%會從事某些民間信仰和道教活動，主要宗教有佛教、道教、伊斯蘭教、基督宗教（天主教和新教）、中國民間信仰。
根據2007年的調查，有18%至19%成年人口自認為佛教徒，另有3%至4%為基督徒及1%為穆斯林。除了漢族信奉的宗教習俗外，少數民族群體也保有各自的傳統信仰，信奉民族宗教者約佔人口2%至3%。著名的傳統民族信仰有納西族的東巴教、壯族的麽教、羌族的多神信仰、及回族和維吾爾族的伊斯蘭教。伊斯蘭教最早在唐朝由穆罕默德叔父瓦卡斯出使唐朝時引入，之後因阿拉伯商人而在南方沿海發展，並於廣州市建立首座清真寺懷聖寺。現今中华人民共和国穆斯林人口約有2,000多萬人，在非穆斯林為主的國家中排名第三。過去藏區信奉的傳統宗教為苯教，不過今日大部分藏族則信奉受密宗影響的藏傳佛教。

## 社會

### 醫療衛生

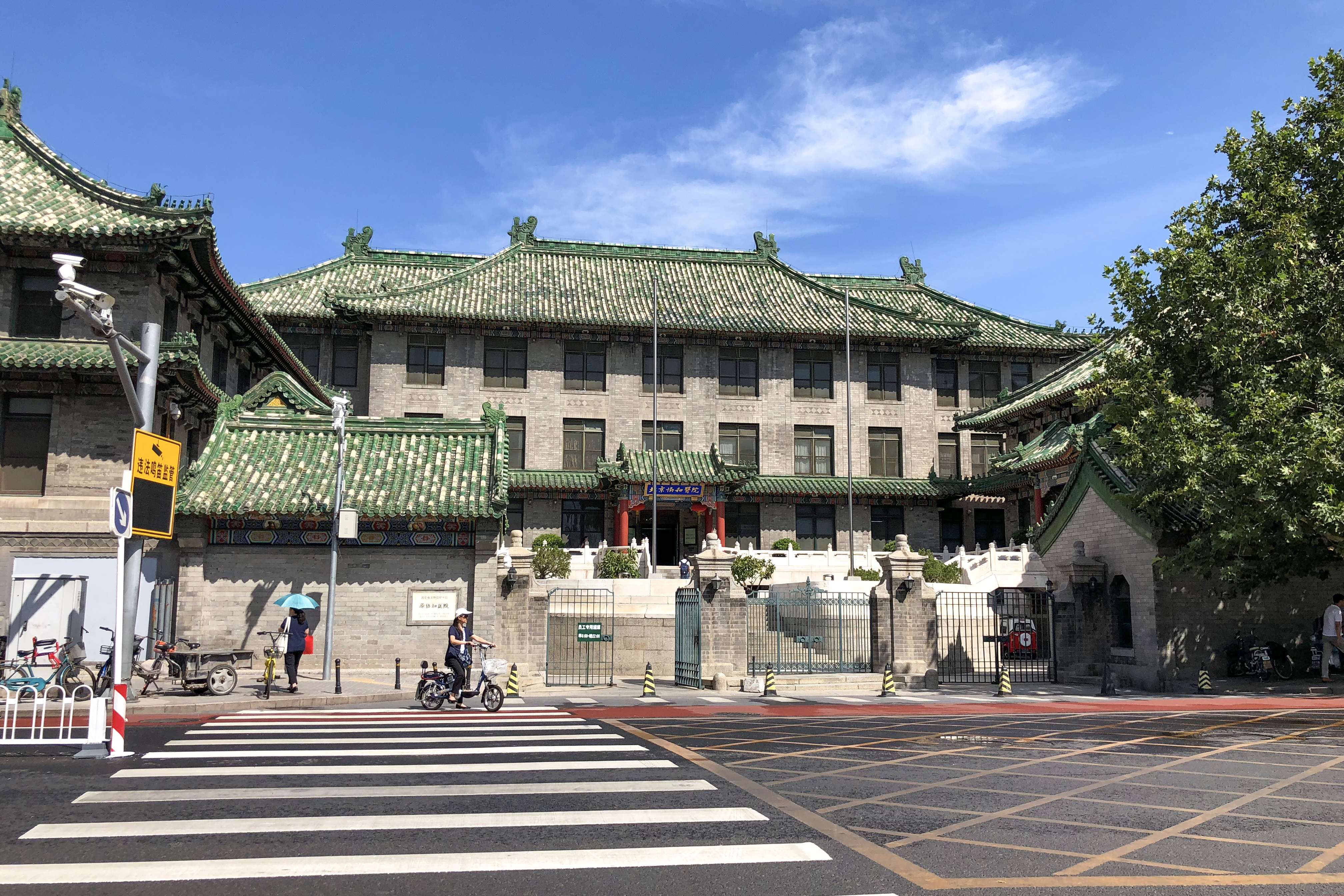
北京协和医院是中国最早承担外宾医疗任务的医院，截至2023年在复旦大学医院管理研究所公布的中国医院排行榜中连续十四年名列榜首

国家卫生健康委员会連同轄下各行政區的地方委員會，負責管理民眾健康事務。中华人民共和国社会医疗保险依不同人群而有不同就医支付保障，如城鎮居民享有城镇居民医疗保险、农村居民則由新型农村合作医疗制度提供保障。2009年，政府宣布展開為期3年的大規模醫療保健制度，提供醫療補助和相關健保，並主動投資1,240億美元。2011年時，該計畫讓95%人口擁有基本的醫療保險。2013年，中华人民共和国藥品市場排行世界第二名，但自身藥品開發和經銷則受仿冒藥品以及廠商長期科研投入的影響，製藥產業水平還力有未逮。
1950年代時，中华人民共和国平均壽命和嬰兒死亡率都有顯著的改善。截至2016年，民眾出生預期壽命為75.50歲，在224個國家中排行第101名，而嬰兒的死亡率為9.2‰。政府計畫2020年時，能夠將人均預期壽命拉高至77歲。中华人民共和国20岁男性平均身高為171.9公分，女性平均身高則為159.9公分。過去因營養不良而造成的阻礙生長問題，則從1990年的33.1%下降到2010年的9.9%。1990年代，中华人民共和国自殺率曾是國際年平均數的2.3倍；2009年至2011年間，自殺率下降到每10萬人中有9.8例，降幅達到58%、而成為自殺率最低的國家之一。
根據世界衛生組織和聯合國兒童基金會在2015年提出的供水及廁所衞生聯合監察報告，中华人民共和国卫生设施的城乡差距巨大，64%的農村人口仍未擁有現代化廁所設備。中华人民共和国的供水和衛生基礎設施雖然同樣受快速的城市化影響，但也面臨水資源來源短缺和污染影響。2010年6月，中华人民共和国境內共有1,519座污水處理廠，同時每星期增加18座處理廠。儘管民眾健康狀況顯著改善、而先進醫療設施陸續建設，中华人民共和国開始出現一些新興的公眾健康問題，包括嚴重空氣污染所引起的呼吸系統疾病、數百萬名吸煙人士、及城市地區青年人口不斷增加的肥胖症。

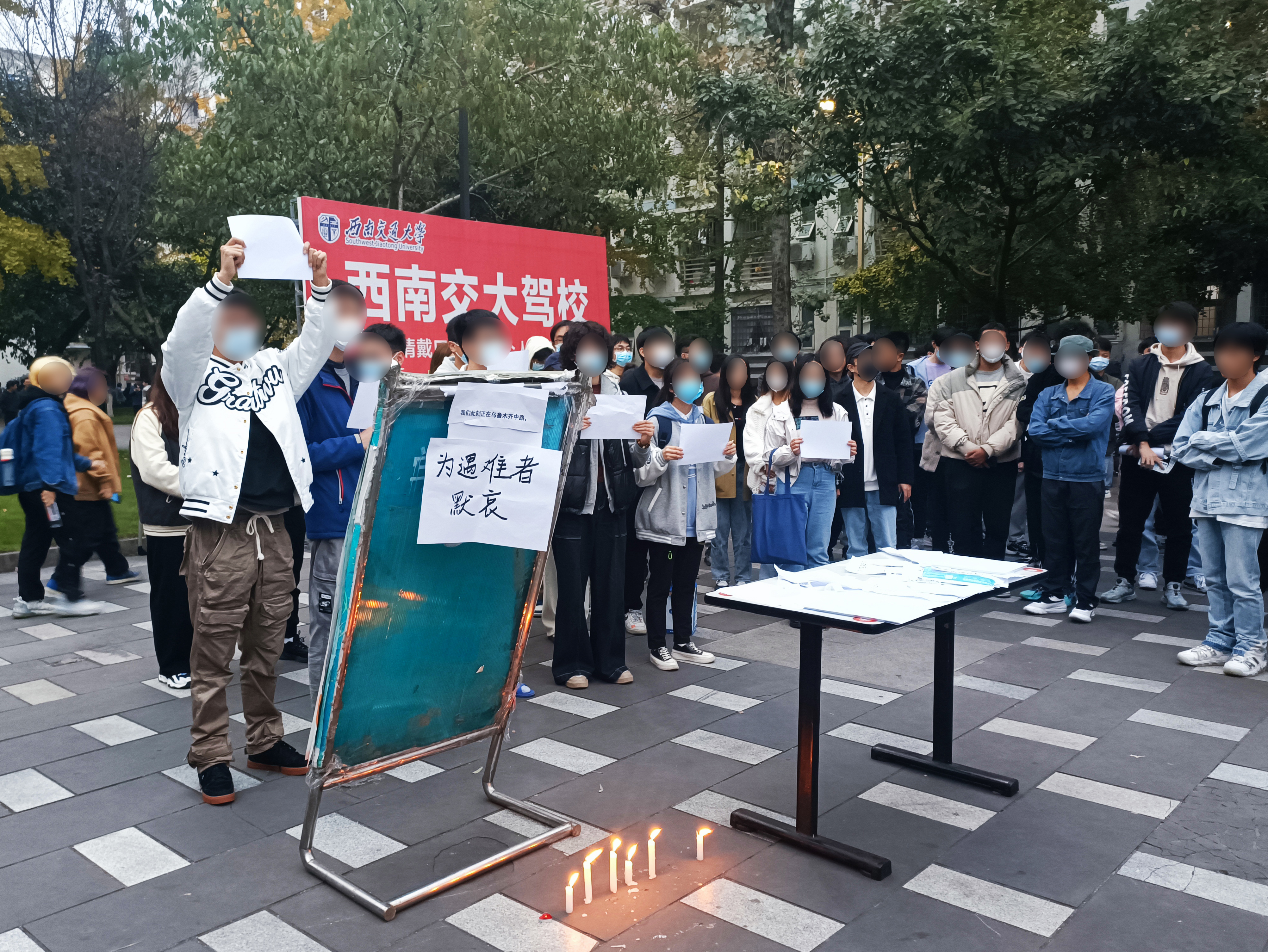
白纸运动是六四事件以来中华人民共和国爆发的最大规模的一系列集会示威运动，多由反对清零政策的学生发起

中华人民共和国发生的重大疫情有：从70年代开始的乙肝大爆发，在短短20年中，中华人民共和国乙肝病毒携带者增长至1.2亿人，成为世界第一乙肝大国；1990年代中期的艾滋病大规模传播事件，目前中國大陸愛滋病感染人數估計約有43萬至150萬人間，2014年有49.7萬起感染愛滋病案例、及15.4萬名患者喪生，而在該年度則新增10.4萬例感染患者；2002年底爆發的SARS疫情，持续到2003年才得以控制；2019年底湖北省武汉市爆发了2019冠状病毒病疫情，疫情严重程度远超2003年的SARS疫情。2020年1月，全国陆续采取“封城措施”阻止病毒蔓延。通过严格的清零政策，中华人民共和国一度控制住了境内疫情。随着自身經濟發展受严重影响，民众对「過度防疫」的批评不断增多和全国各地陆续爆发白纸运动的形势下，国务院联防联控机制于2022年12月7日发布“新十条”，结束了自2020年1月下旬起实施的清零政策。

### 傳播媒體
1980年代末前，幾乎所有新聞媒體屬於中华人民共和国國有企業，少數自家品牌則在改革開放後出現。由中共中央宣傳部管理的新華社、中央广播電視总台和《人民日報》，接掌大部分公共廣播、報紙、電視等管道，前兩者更壟斷國際新聞的來源。中國中央電視台（CCTV）是世界上最大的電視台之一，包含45個電視頻道，並有超過10億名觀眾和聽眾。電視播出的新聞、紀錄片、連續劇和動畫片等大多是國內製作，國外節目需依規定授權、並在特定頻道上播放。新聞媒體能在特定時間安排商業電視廣告，也須提供公益性內容。近年來，中华人民共和国出現受日本漫畫與動畫影響的作品和bilibili等网站。同時越來越多電視節目受到閱聽人歡迎，包括《中國好聲音》《我是歌手》《爸爸去哪兒》等綜藝節目。今日由国家广播电视总局依法負責監管境內新聞、出版、廣播、電影、電視劇、娛樂節目等內容，嚴格審查個別通訊傳播的不當內容、及核准外國作品上市。政府禁止發布的主題有西藏自治區和新疆維吾爾自治區的抗議事件、公眾示威、反政府制度、不同政見者等，避免出現威脅國家統一、主權、領土完整和安全的內容。這讓一些外國電影因政府審查而遭取締禁止，國外傳播媒體亦受嚴格限制。
隨著網際網路在中华人民共和国國內普及，政府也對網際網路的內容進行系統性審查。Google、Facebook、Twitter（X）、YouTube、Flickr、LINE、Instagram、路透社、BBC、維基百科、Whatsapp等源于外國的网络服务，因不同意接受自我审查，而無法進入中國大陆。因不符合中华人民共和国的網路安全法，這些網站遭中华人民共和国政府相關的網絡安全管理中心屏蔽，中国大陆的網民亦無法直接訪問這些網站；而部分網站如、Flipboard、聯合早報等則事前接受審查標準，再推出特别的中國大陸地區服務。另外中华人民共和国也有類似功能的網站服務以取而代之，包括QQ空間、新浪微博、百度。2019年6月30日，QQ空間月活跃账户数达到5.53亿名，微信的月活跃账户数达到11.32亿。隨著的快速發展，中华人民共和国在2015年時用戶於的使用時長首次超過傳統媒體。

### 社會問題
中华人民共和国數十年來有顯著經濟增長同时，亦有食品安全、住房問題、貧富差距、社會治安、官員腐敗等問題。中华人民共和国食品安全受国家市场监督管理总局監管，並受到民眾關注。為此政府加快建立食品安全標準、推廣科普知識，及借產業併購重組強化食品安全。2015年，中國大陸房價收入比位居世界第14名，約23%。政府積極推動經濟適用房、廉租房等公營住宅。2015年11月底，商品房待售面積達6.96億平方公尺，可讓2.2億人居住。中华人民共和国有89%的家庭擁有住房，但一線城市房價居高不下，其他城市則庫存嚴重。
政府為推動福利國家發展的戶籍制度，因採取住房登記制，使得前往城市的農業戶口常被視為二等公民。政府未能妥善保護弱勢公民的財產權，並對民工實施不成比例的稅收，這讓許多民眾陷入貧窮。2000年代初開始，農村的徵稅已經降低或取消，並為提供居民更多社會服務。2013年，中國共產黨將土地、財稅、金融、收入分配等問題視為實行改革的目標。隨著貧富差距加大，犯罪率在2000年代初平均每年增長約14%，並在一定時間內持續成長。2009年，中华人民共和国發生990萬起治安案件，案件增長率達20%，謀殺案發生率為每10萬人1.1起。但经过多年持续整顿与打击，2023年中国每十万人命案发生数已下降至0.46起，全国现行命案破案率为99.94%，达到历史最高水平，中国已成为世界上命案发案率最低、枪爆案件最少、刑事犯罪率最低的国家之一。自2008年以來，境內恐怖主義活動明顯增加，在2011年時全球恐怖主義指數超過美國、而接近以色列，但在2024年时已大幅回落至“非常低”水平，与瑞典、瑞士、荷兰等国家相近。
2012年，國家預防腐敗局指出過去30年有420多萬名黨政人員受懲處，465人是省部級官員。在2014年時，中华人民共和国清廉印象指數得分僅36分而屬於高腐敗國家。在中共中央委員會總書記習近平和中央紀律檢查委員會書記王岐山上任後，第十八次全國代表大會後的反腐敗工作持續擴大與深入。2014年在北京市召开的APEC峰會前的部长级会议上，中华人民共和国政府与其他与会各成员经济体政府部长通過打擊跨國腐敗的《北京反腐敗宣言》。國際透明組織認為在透明度、問責制、新聞自由和公民社會不成熟的情況下，從上而下的反腐工作的有效性與持續時間未能確定。中華人民共和國外交部則批評國際透明組織的評分和排名，認為並不符合實際反腐工作的情況。

## 文化
中華人民共和國建國初期，中共反對中國傳統文化，視為舊中國封建遺產，主張以共產主義重新改造文化。隨著文化大革命結束與中國民族主義崛起，各種形式的中國傳統藝術、文學、音樂、電影、時尚和建築等都出現大規模的復興運動。

### 文學
因五四運動和新文化運動的推動，普通民眾開始閱讀官話白話文。其間，中國大陸出現許多傑出的文學家，胡適、魯迅等人成為中國現代文學先驅。中華人民共和國成立后，現代文學則依循社會主義方向，表現社會大眾革命精神與歌颂新生活樣貌。文化大革命結束後，受魔幻寫實主義影響而出現朦朧詩、傷痕文學、尋根文學等新興體裁。受到金庸武俠小說影響，虛構小說在漢字文化圈廣為流行。2000年，高行健成為首位獲得諾貝爾文學獎的华裔作家；2012年，莫言則成為首位獲得此獎的中华人民共和国作家。另外劉慈欣的科幻作品《三體》，則接連獲得星雲獎提名和雨果獎最佳小說獎。路遥、汪国真、王朔、余華、王小波、韩寒等作家也红极一时。

### 表演艺术

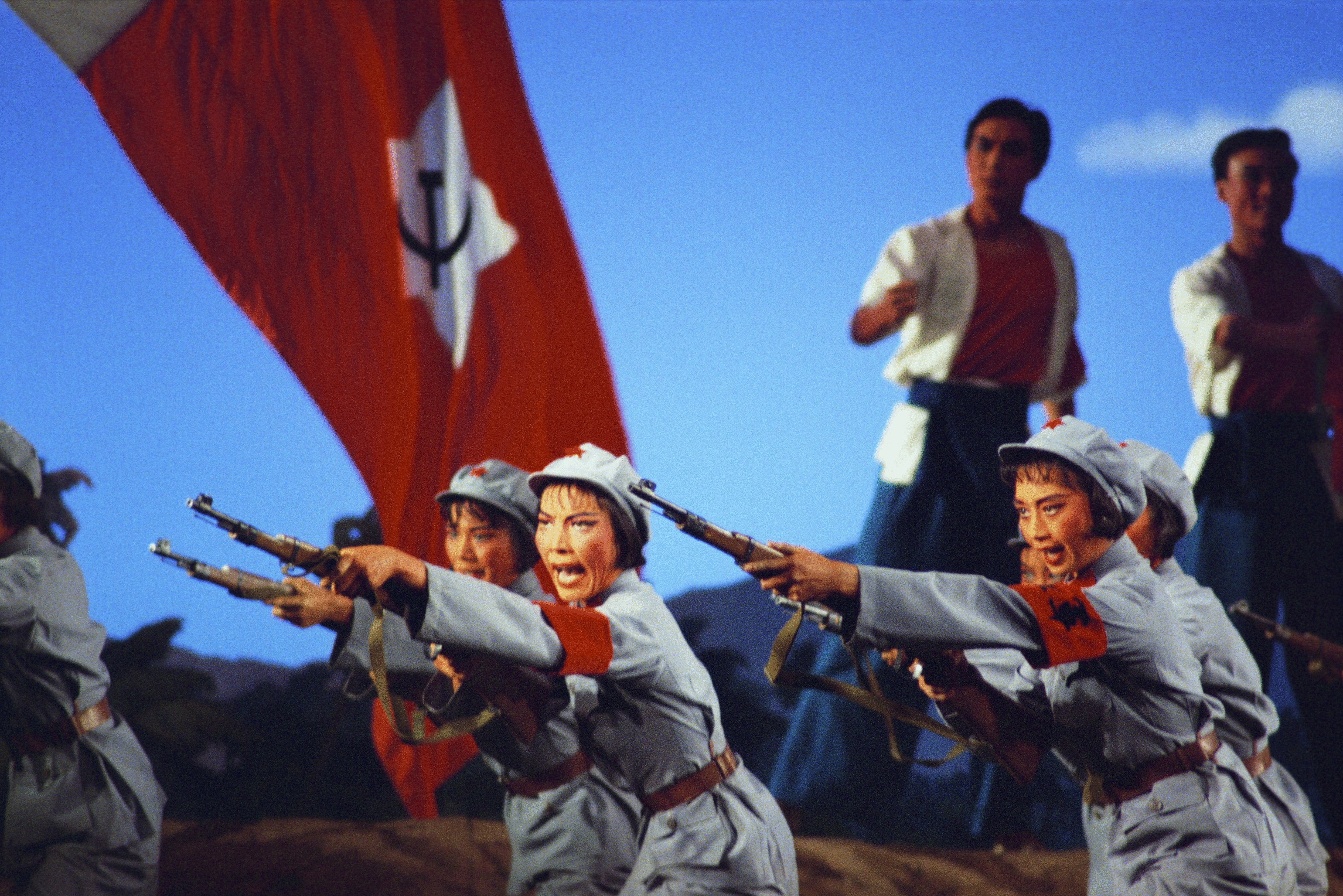
红色娘子军为文革时期样板戏的代表作，也是全球范围内知名度最高的中国芭蕾舞剧之一

中华人民共和国民族音樂包括汉民族音乐和少数民族音乐，也包含传统音乐与新音乐。其中，新音乐是在20世紀至21世紀受西方樂曲影响而出現的新風格音樂。許多流行音樂結合過去傳統元素，發展出具特色的中文流行音樂。
中华人民共和国舞蹈表演包括民間舞蹈、傳統舞蹈、歌劇、芭蕾舞劇、現代舞等，部分舞蹈延續古代表演，甚至源自於周朝的演出；也有舞蹈在慶典、禮儀和儀式上表演，像廣為流行的舞龍舞獅等。同時每個少數民族都有傳統民族舞蹈，如維吾爾族木卡姆、傣族帕凡舞、苗族蘆笙舞等。中华人民共和国在1980年代中期引進街舞表演，舞蹈樂團也在1990年代朝向國際化發展。到了21世紀，不同風格的大型舞蹈劇興起，包括具民族舞劇《媽勒訪天邊》、芭蕾舞劇《大紅燈籠高高掛》、現代舞劇《雷和雨》等，並獲得觀眾喜愛；今日還有全國舞蹈比賽、桃李盃、中國舞蹈荷花獎、CC相應網站，如BiTV舞蹈大賽、国家舞台艺术十大精品工程、中國藝術節等比賽獎項。
中國戲曲為包含文學、音樂、舞蹈、美術、武術、雜技、表演藝術等元素的傳統藝術，中華人民共和國成立之初約有300多種劇種與大量劇目；但隨著外來文化的影響，在2005年時中华人民共和国僅剩下267個劇種，主要的大剧种有京剧、豫剧、越剧、黄梅戏、评剧等。相聲藝術部分，自2005年左右開始隨著德雲社郭德綱的表演而重新受到歡迎，並於2011年首次在海外演出。其他比较流行的曲艺表演藝術形式，还包括有话剧、评书、喜剧小品、二人转、双簧、快板书等。
1896年出現首部中國題材的電影，但首部中國製作的電影為1905年《定軍山》，由當時京剧演員演出。在整個20世紀，中国大陆电影因政治局勢的發展而有所波折。1970年代後，中华人民共和国電影開始在其他國家放映。直到1997年，馮小剛執導的《甲方乙方》成為首部獲商業成功的中华人民共和国電影，在西方評論界取得廣泛讚譽。中华人民共和国所有放映的電影都須經過國務院批准，並要求刪除暴力、情色或敏感政治議題等場景，也限制外國電影進口數量，此舉協助自身電影產業發展。在中华人民共和国，10部票房最成功的電影中，就有7部為中华人民共和国國內自行製作。隨著中國大陸電影產業不斷發展，2010年時規模達到人民幣164億元；同年的《人再囧途之泰囧》成為首部票房超過10億元的中國大陸電影，而2016年的《美人魚》票房更超過30億元。2015年，中國大陸電影票房達到人民幣440.69億元，僅次於美國。2017年，中华人民共和国电影《战狼2》票房56.8亿人民币，超过《美人魚》成为中国大陆影史以及华语电影影史票房冠军，跻身世界影史票房前100，排55名，是票房前百里唯一一部非英语电影，同时以1.59亿的观影人次，暂列全球影史单一市场观影人次第一。

### 建築艺术

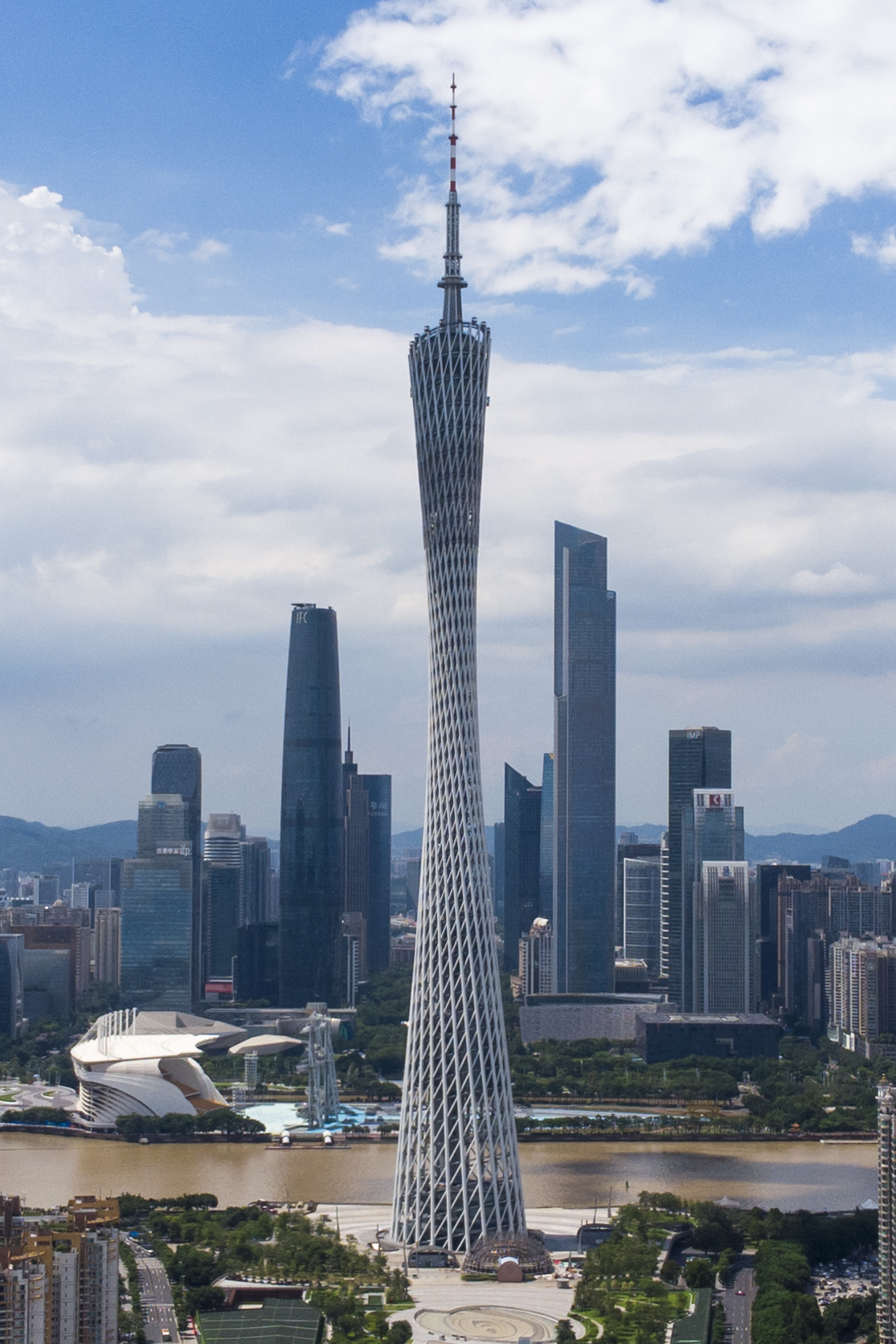
广州塔被认为是“中国现代建筑的典范”之一。

20世纪20年代以来，中國建築在現代主義影響下，发展出了中國現代建築。中華人民共和國成立後，于1950年代确定了“实用、经济、可能条件下注意美观”建筑设计基本方针，該實用為主的思維指导中国现代建筑创作三十多年，直到1980年後才恢復多樣化設計，建築風格恢復生機和有所突破。但過度發展也帶來一些問題，故2016年2月，《中共中央国务院关于进一步加强城市规划建设管理工作的若干意见》颁布，确立了“适用、经济、绿色、美观”要求新的具備藝術性的建筑设计基本方针。中国现代建筑的代表有東方明珠廣播電視塔、上海中心大厦、上海環球金融中心、國際金融中心、廣州塔等高层建筑或摩天大楼，以及國家體育場（鸟巢）、国家游泳中心等结构独特的建筑。

### 節日

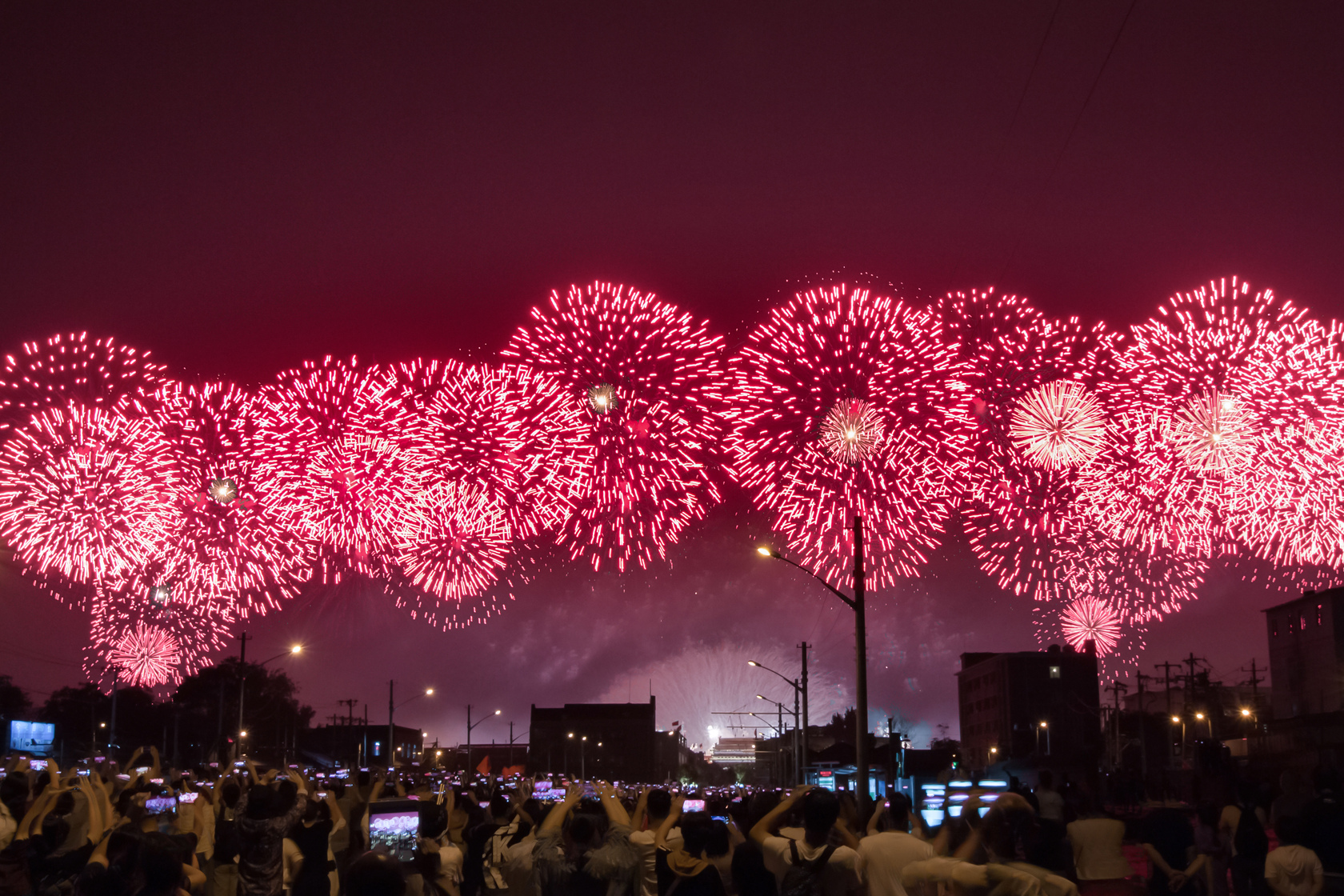
2019年国庆节，庆祝中华人民共和国成立70周年联欢活动的焰火表演

中國大陸境內主要使用公曆和農曆，國務院將新年、春節、清明節、勞動節、端午節、中秋節和國慶節訂為“全體公民放假的節日”。此外，國務院還訂有國家公祭日、抗戰勝利紀念日等歷史紀念日；國際婦女節、五四青年節、兒童節、建軍節等特定紀念日。此外，民族自治地方亦有特定的假日，如藏族雪頓節、穆斯林古爾邦節和開齋節、傣族潑水節、壯族三月三等。中國大陸實行五天工作制，規定雙休日、法定假日和帶薪休假為公眾假期。政府還設有調休制度，將雙休日與法定假日相連為「小長假」或「黃金周」；2011年後，當法定假日適逢周末時，則會在工作日補假。

### 旅遊業
2010年代中华人民共和国文化产业和旅游产业的融合发展，文化旅游已上升为该国国家战略，其国务院于2018年组建了文旅部。该国通俗文化和各類藝術亦引起世界许多游客的興趣，旅遊業成為中华人民共和国扩大國際影响力的重要因素。改革開放後，旅遊業成為新興的大產業；2007年時占國內生產毛額的6.1%，並預計在2020年成長至11%。2012年，政府增加多達1倍數量的簽證，向旅遊業發出500,000張允許入境的簽證。中华人民共和国在2014年是世界上遊客參訪數第三多的國家，接待入境游客12,849.83万人次。2015年，中华人民共和国於旅遊業競爭力排名中上升至第17名。同時中华人民共和国自身也有龐大的國內旅遊市場，估計在2012年10月便有7.4億名中华人民共和国遊客在國內各處遊玩。2019年全年，中国大陆境内旅游收入57251亿元，国际旅游收入1313亿美元。
截至2025年7月，中華人民共和國擁有60項世界遺產，其中包括15項自然遺產、41項文化遺產和4項雙重遺產，這讓中华人民共和国的世界遺產總數位居全球第二，僅次於意大利。中華人民共和國境內熱門的旅遊目的地城市有北京市、上海市、廣州市、西安市、成都市、青島市、廈門市、杭州市、重慶市等，而著名景點有長城、北京故宮、秦始皇陵兵馬俑、桂林山水、長江三峽、莫高窟、布達拉宮、九寨溝、黃山、苏州古典园林、西湖、泰山等。

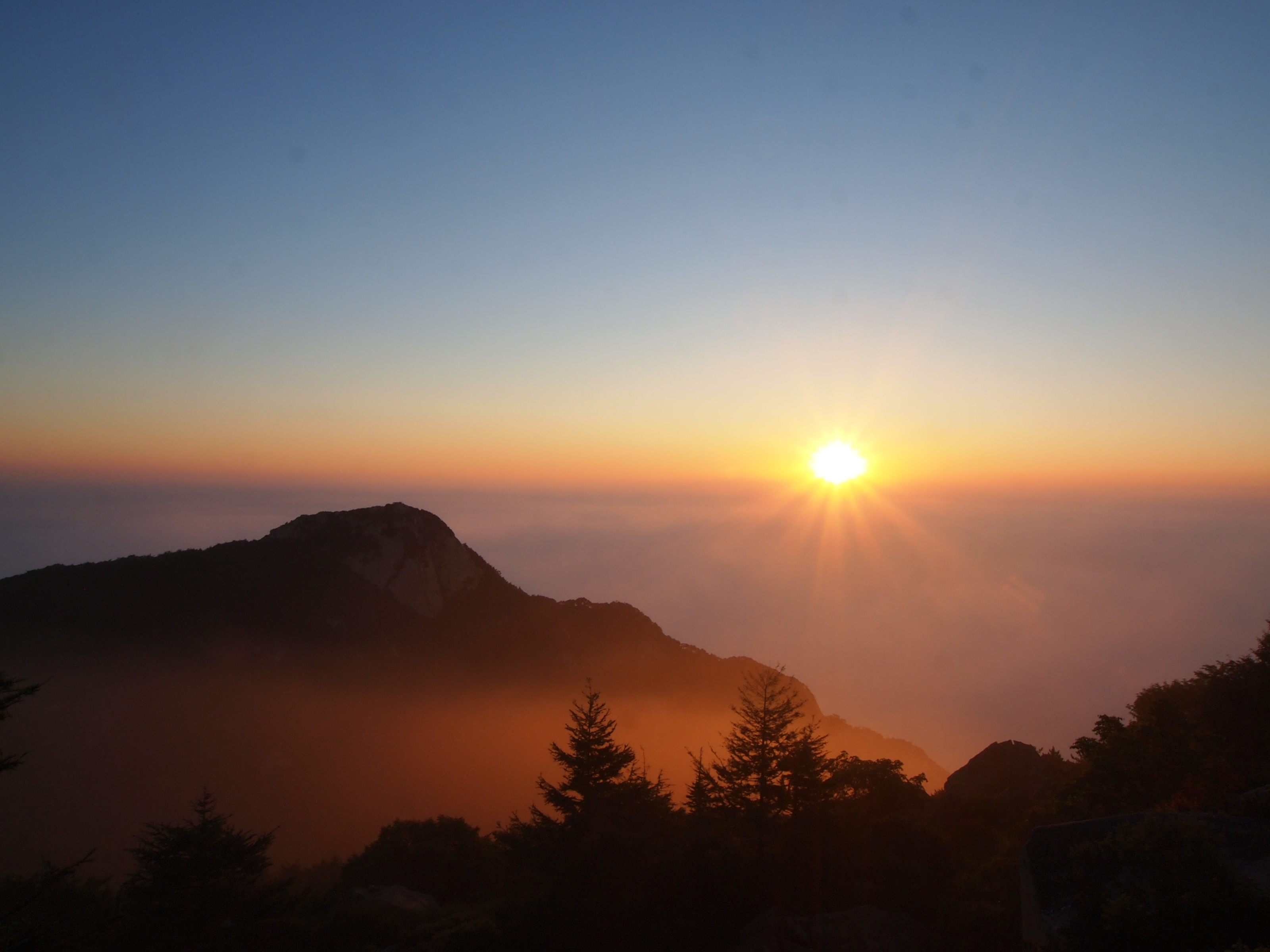
山东的泰山为五岳之首，亦为符合最多标准的世界遗产。图为从瞻鲁台上看到的日出之景
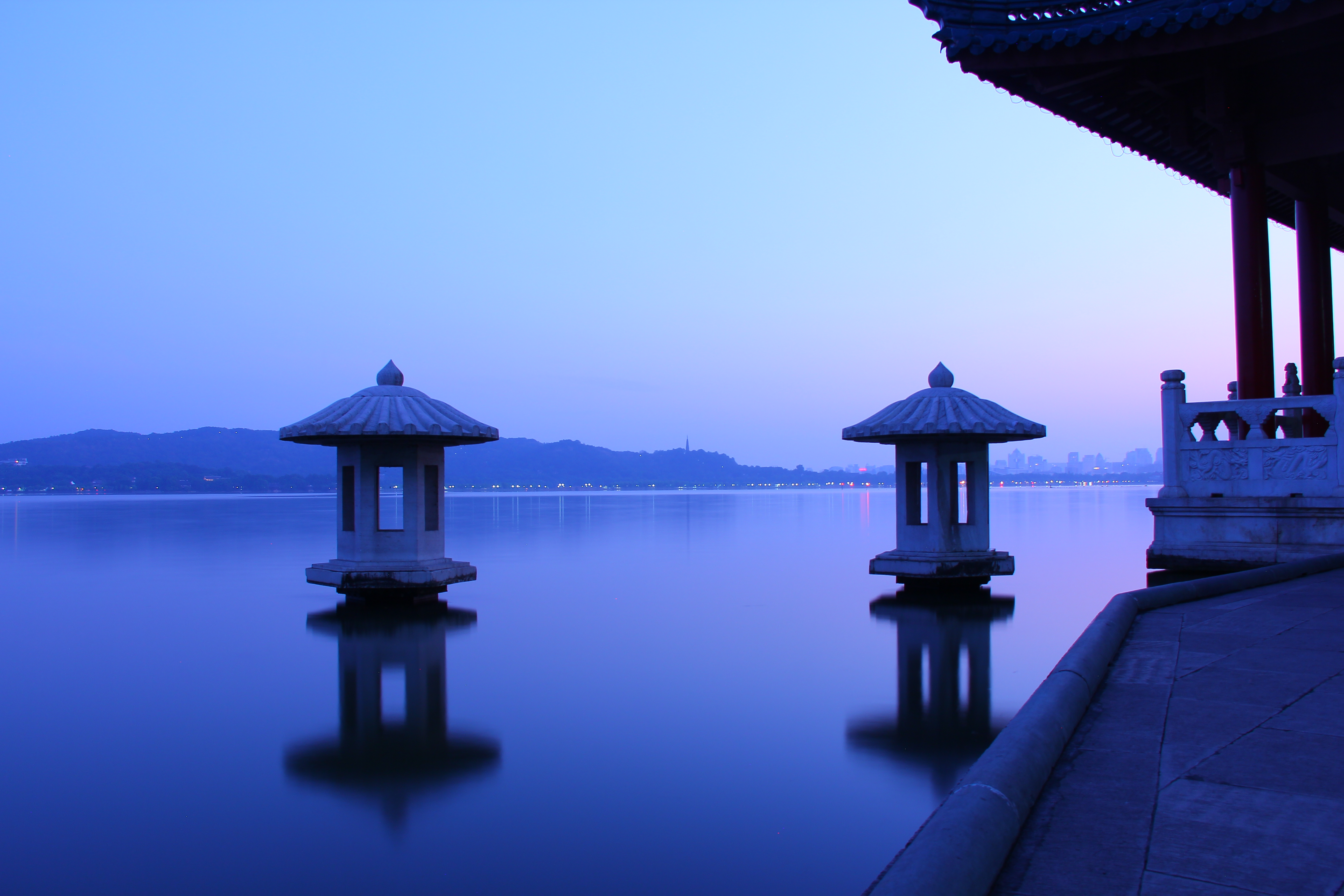
杭州西湖为中国传统文化的代表性景观之一。图为西湖十景之首“平湖秋月”
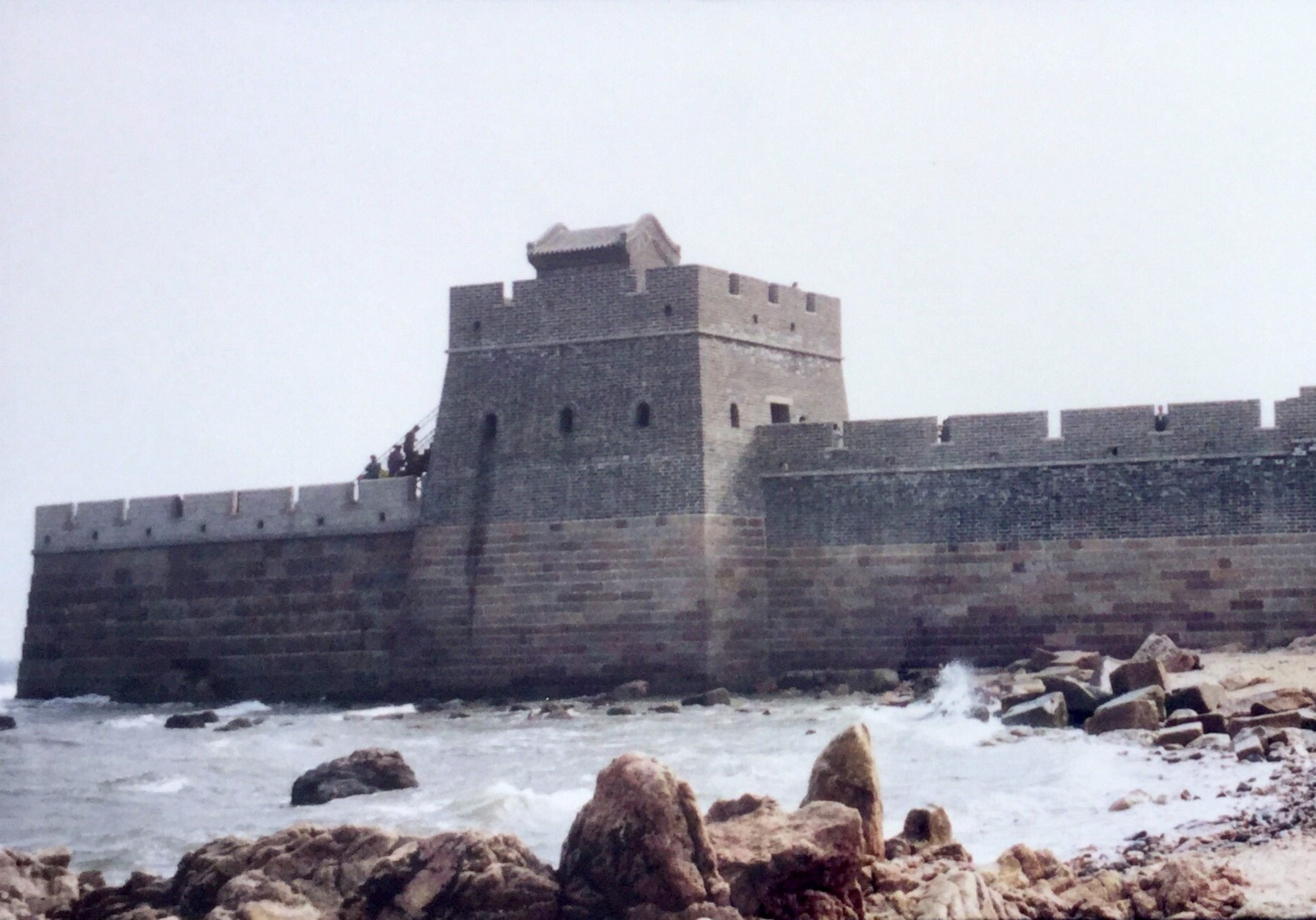
万里长城是中华文明的重要象征。图为位于河北秦皇岛的明长城的入海处“老龍頭”
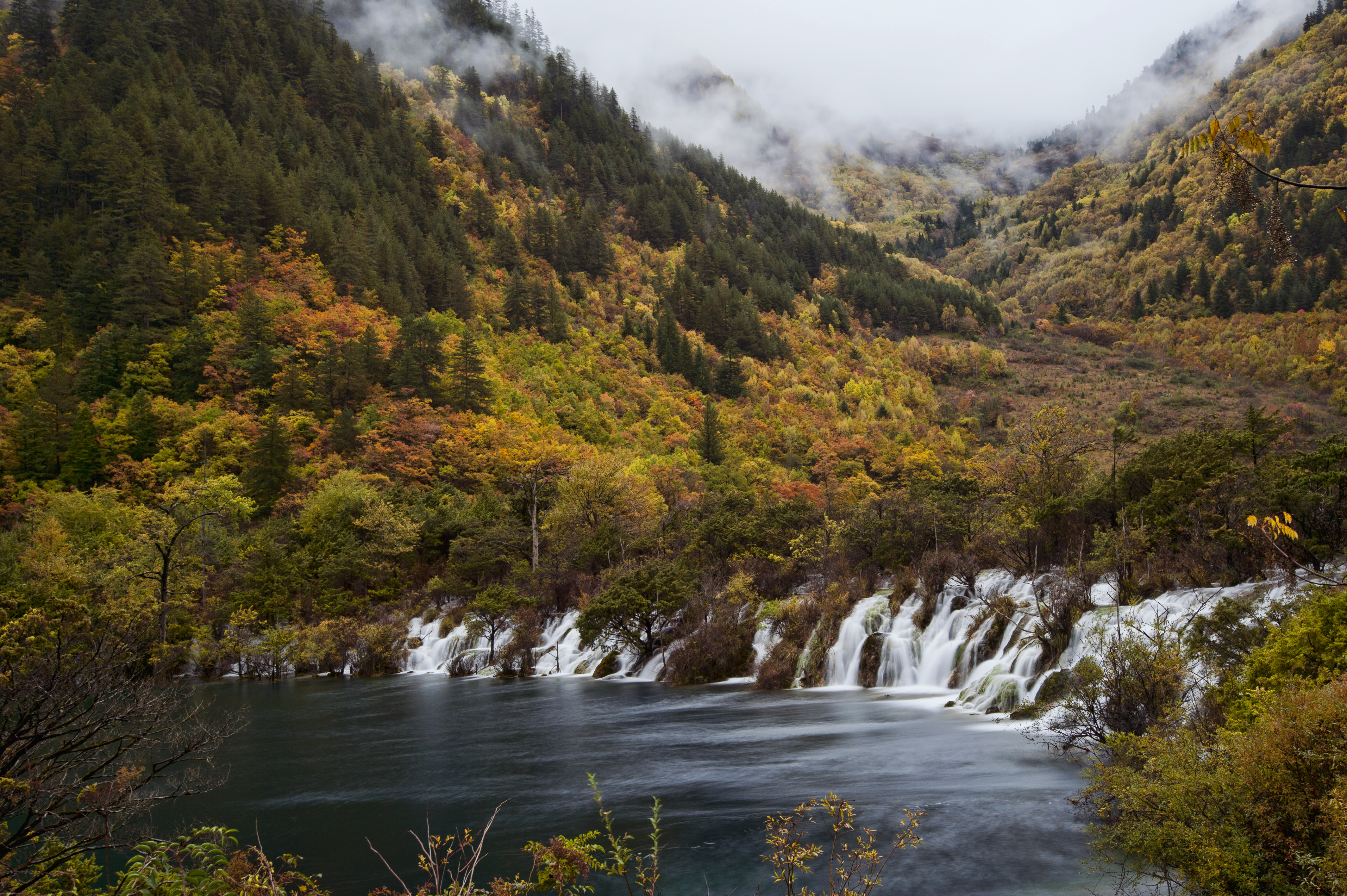
四川九寨溝風景名勝區于1992年被联合国教科文组织列為世界遺產[789]。图为九寨沟的卧龙海
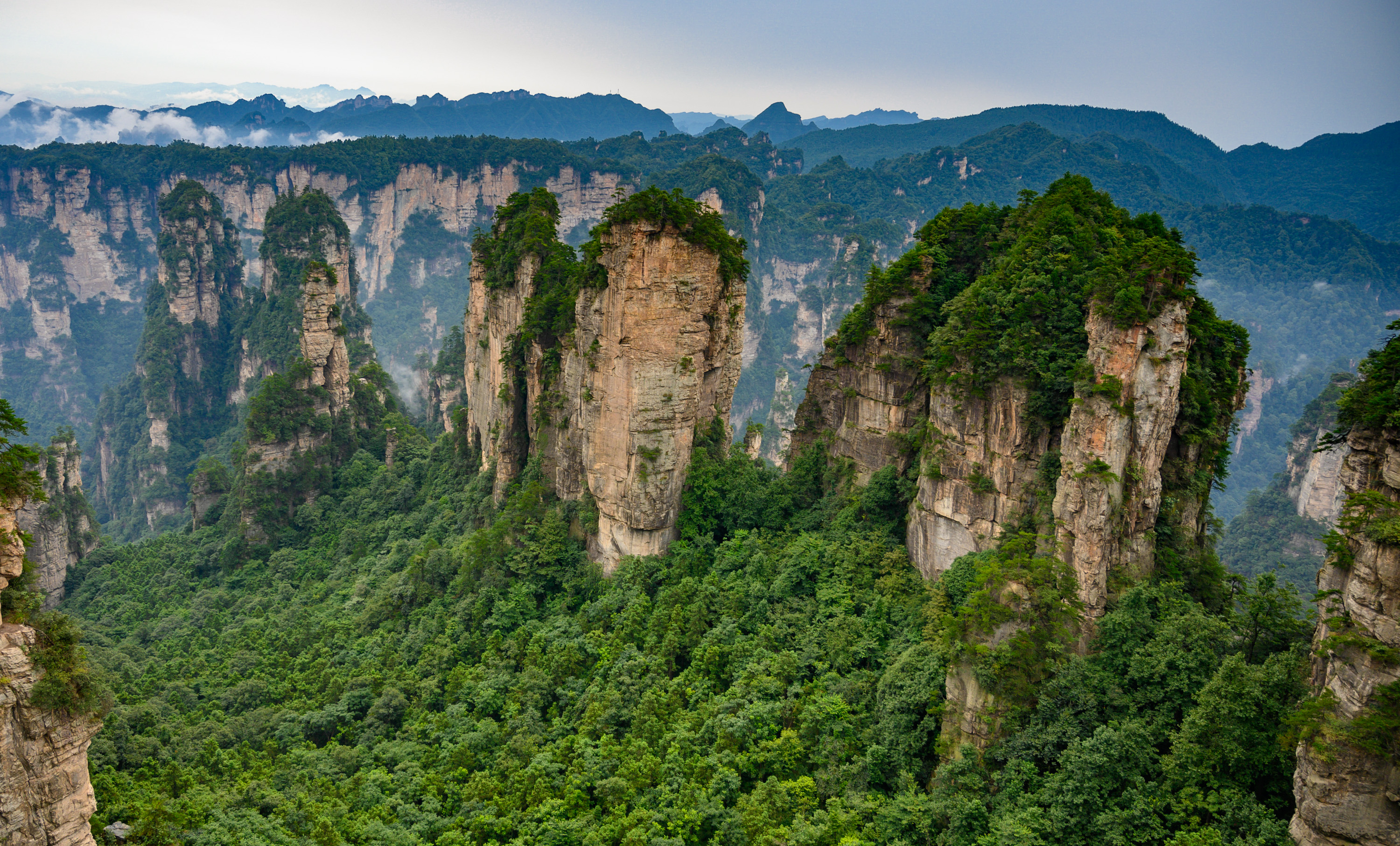
张家界武陵源的石英砂岩峰林地貌为世界罕见的自然奇观
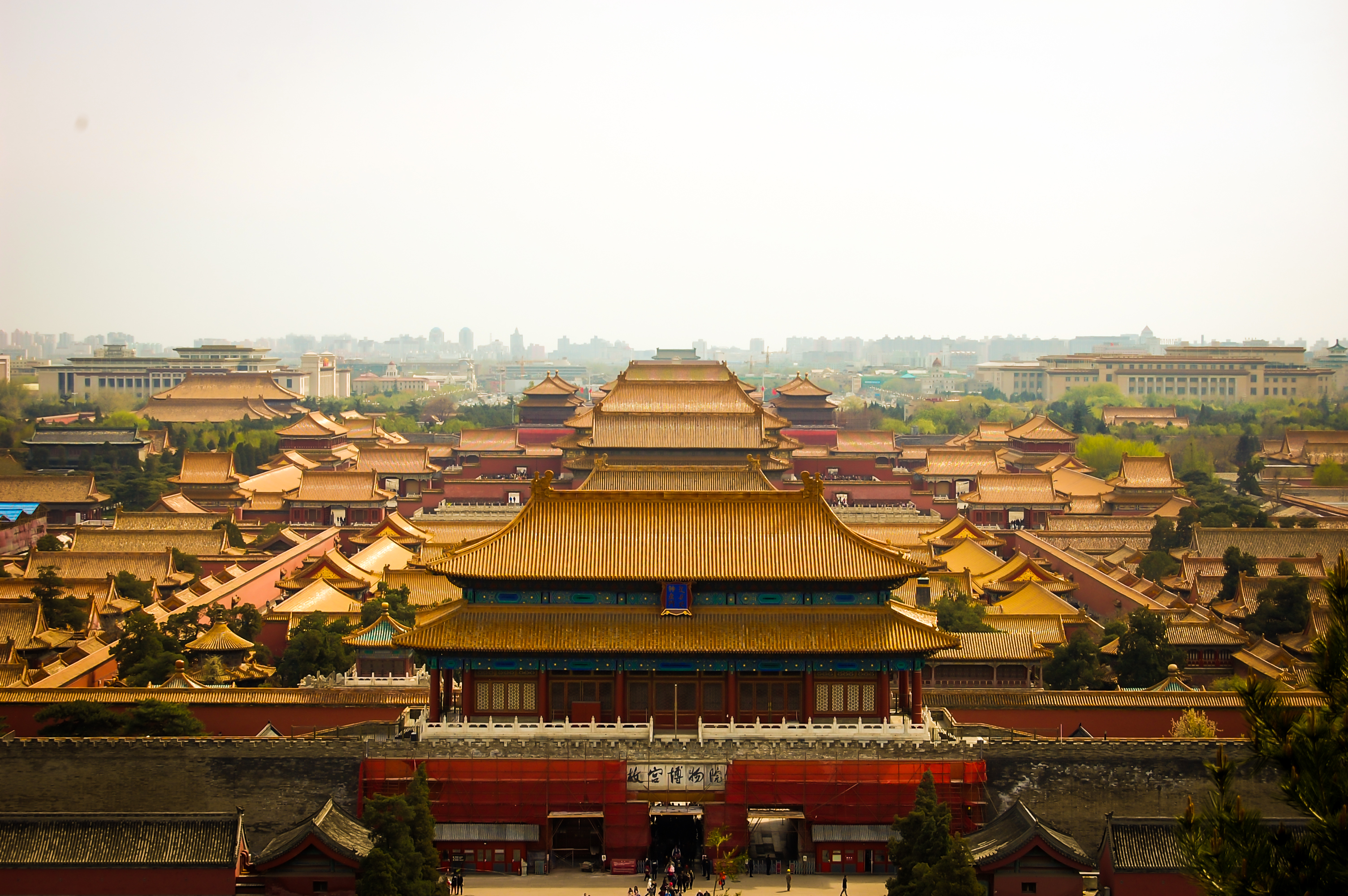
北京故宫为世界上现存规模最大、最完整的宫殿型建筑
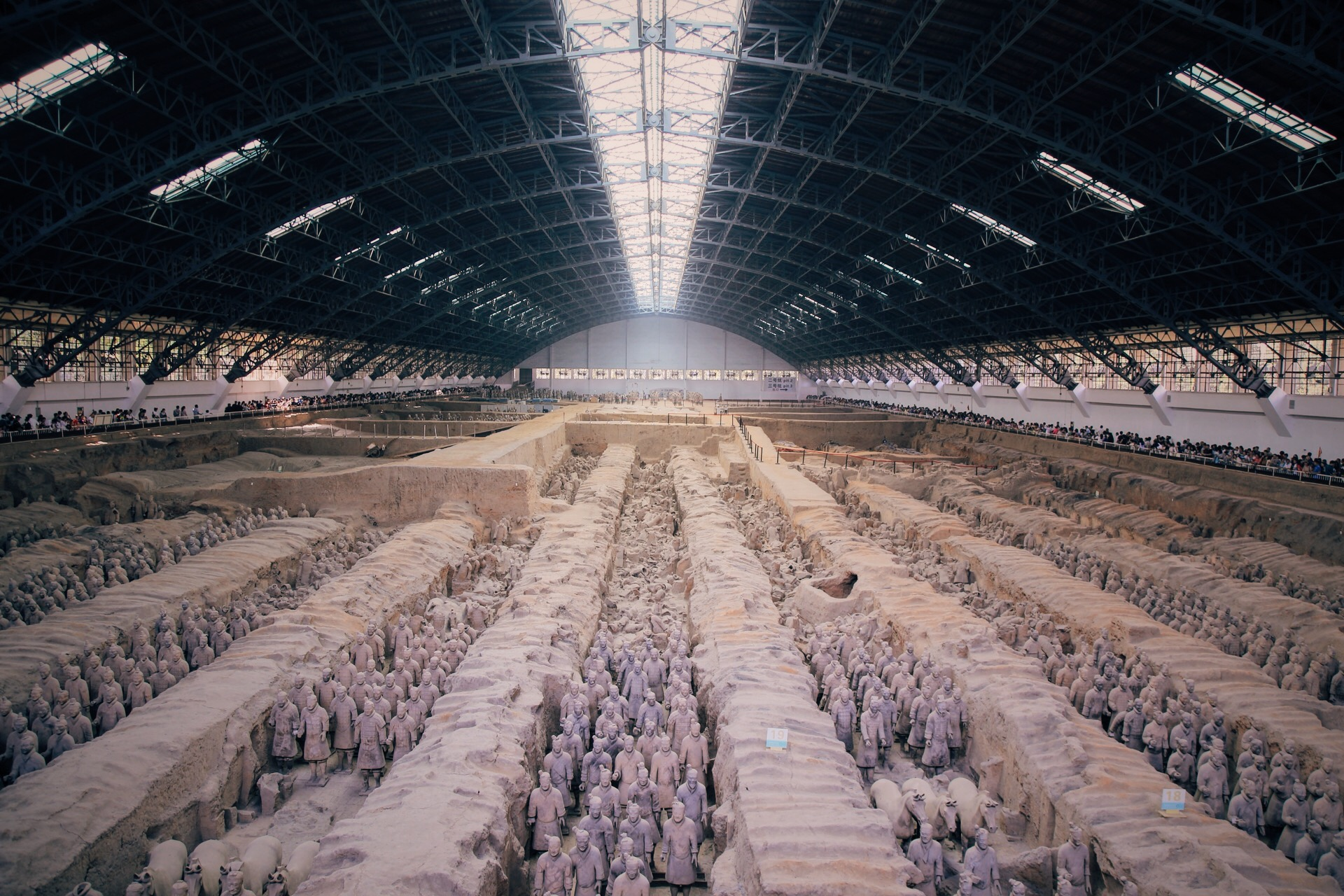
位于陕西西安的秦始皇陵兵马俑被誉为世界第八大奇迹。图为一号坑俯瞰图
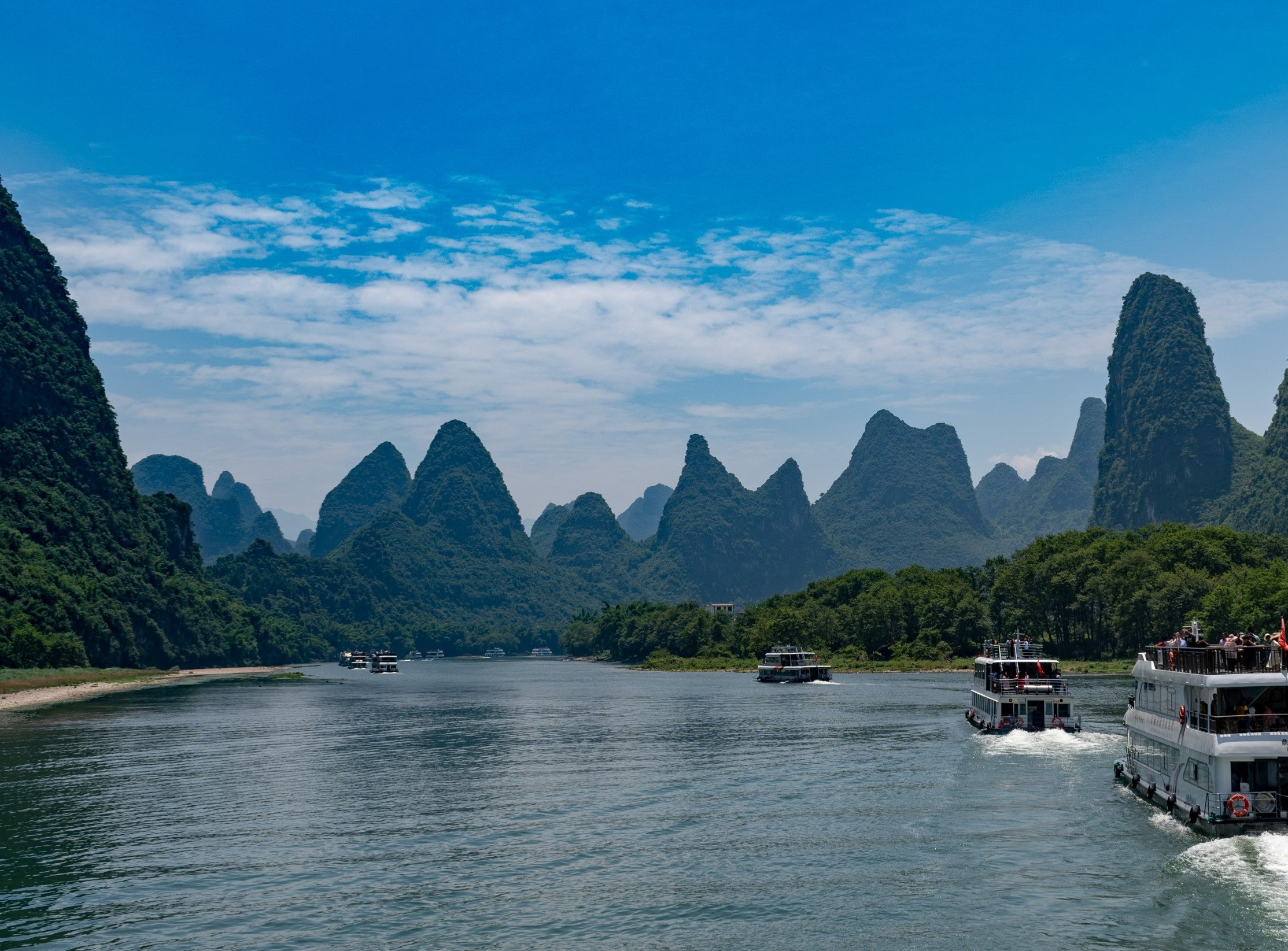
桂林漓江的山水风景为喀斯特地貌的著名代表
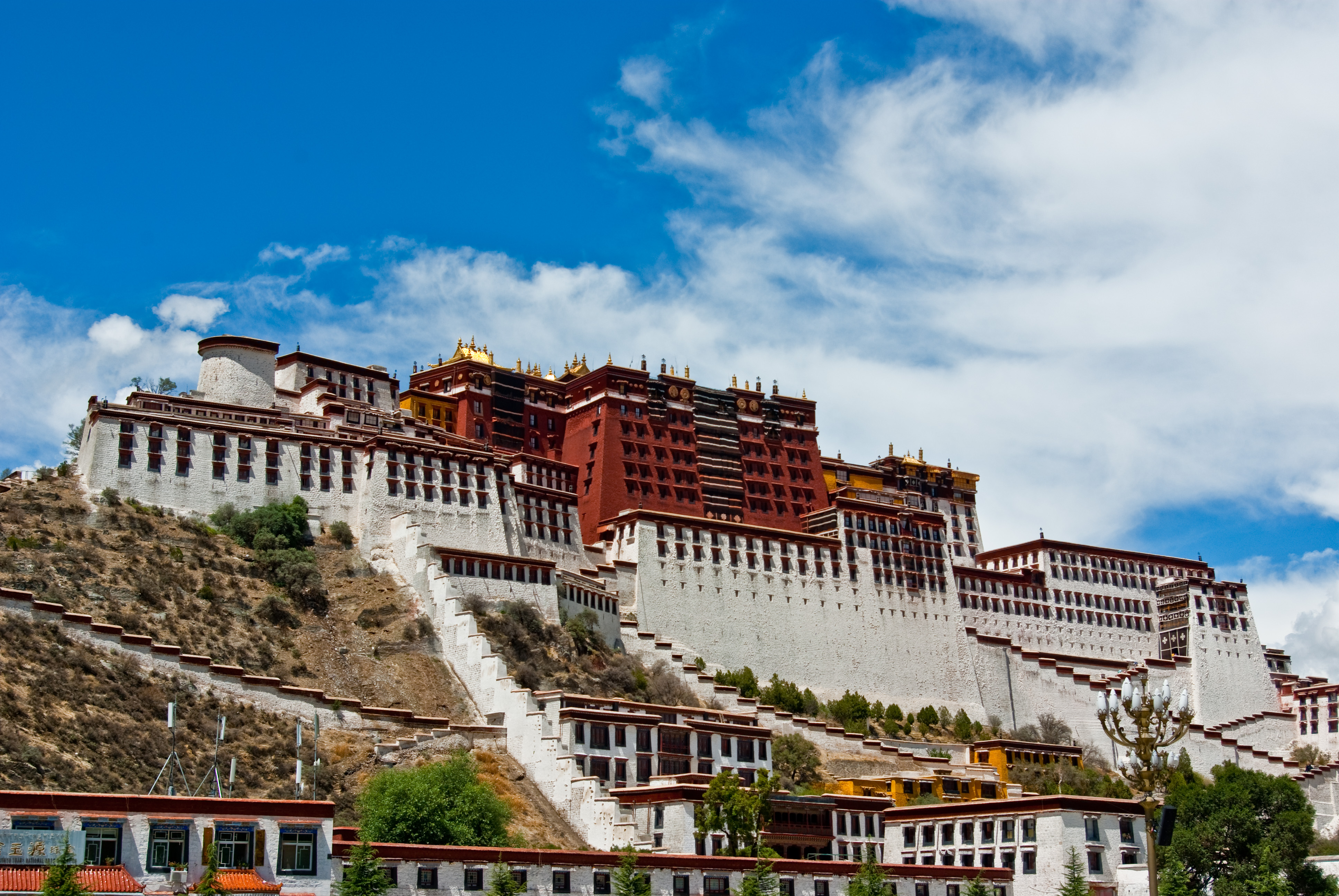
西藏的布达拉宫是一座规模宏大的宫殿式建筑群
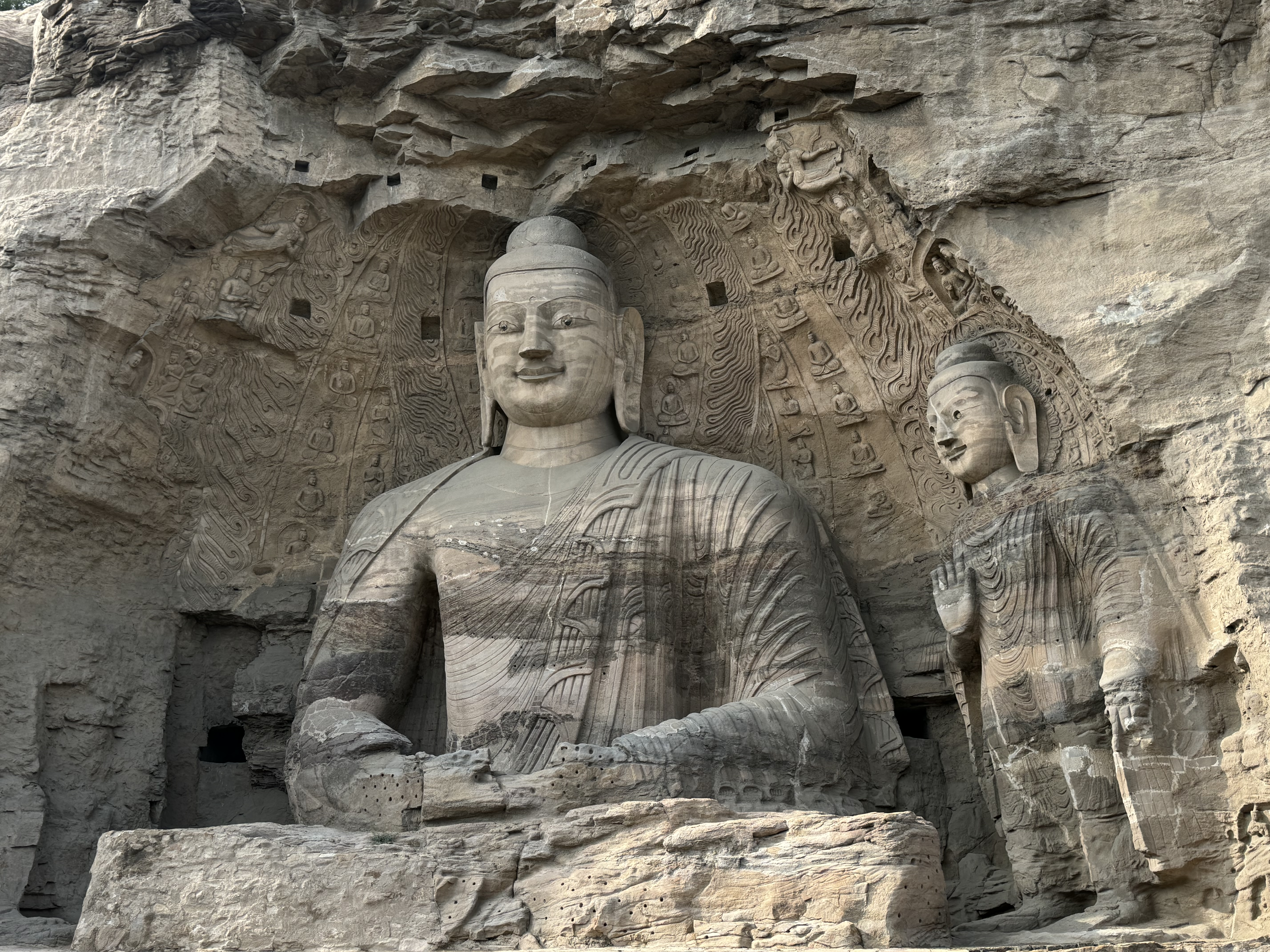
云冈石窟
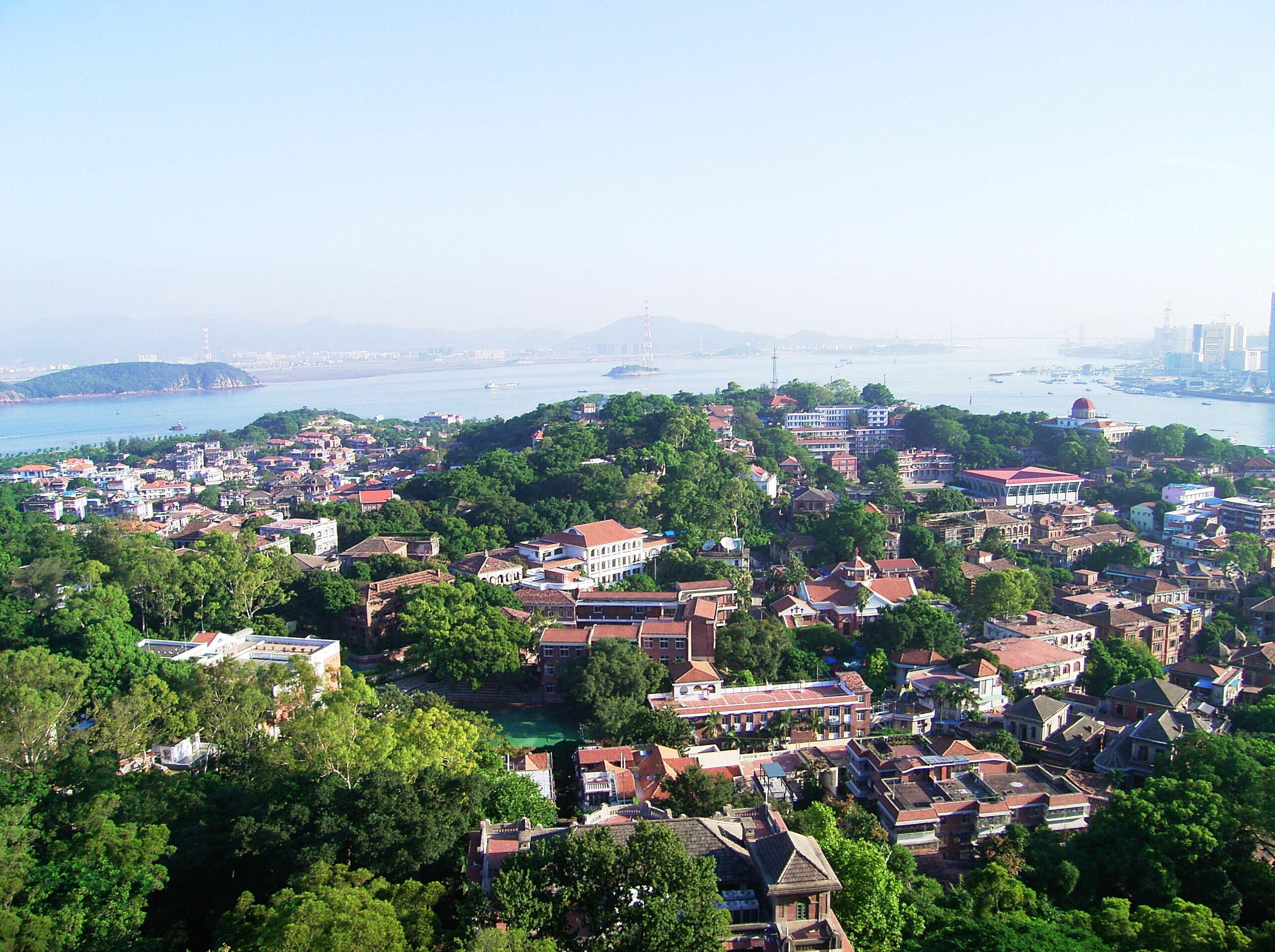
鼓浪屿国际历史社区作为“中国步入近代化历程的缩影”，于2017年被被联合国教科文组织列為世界遺產。
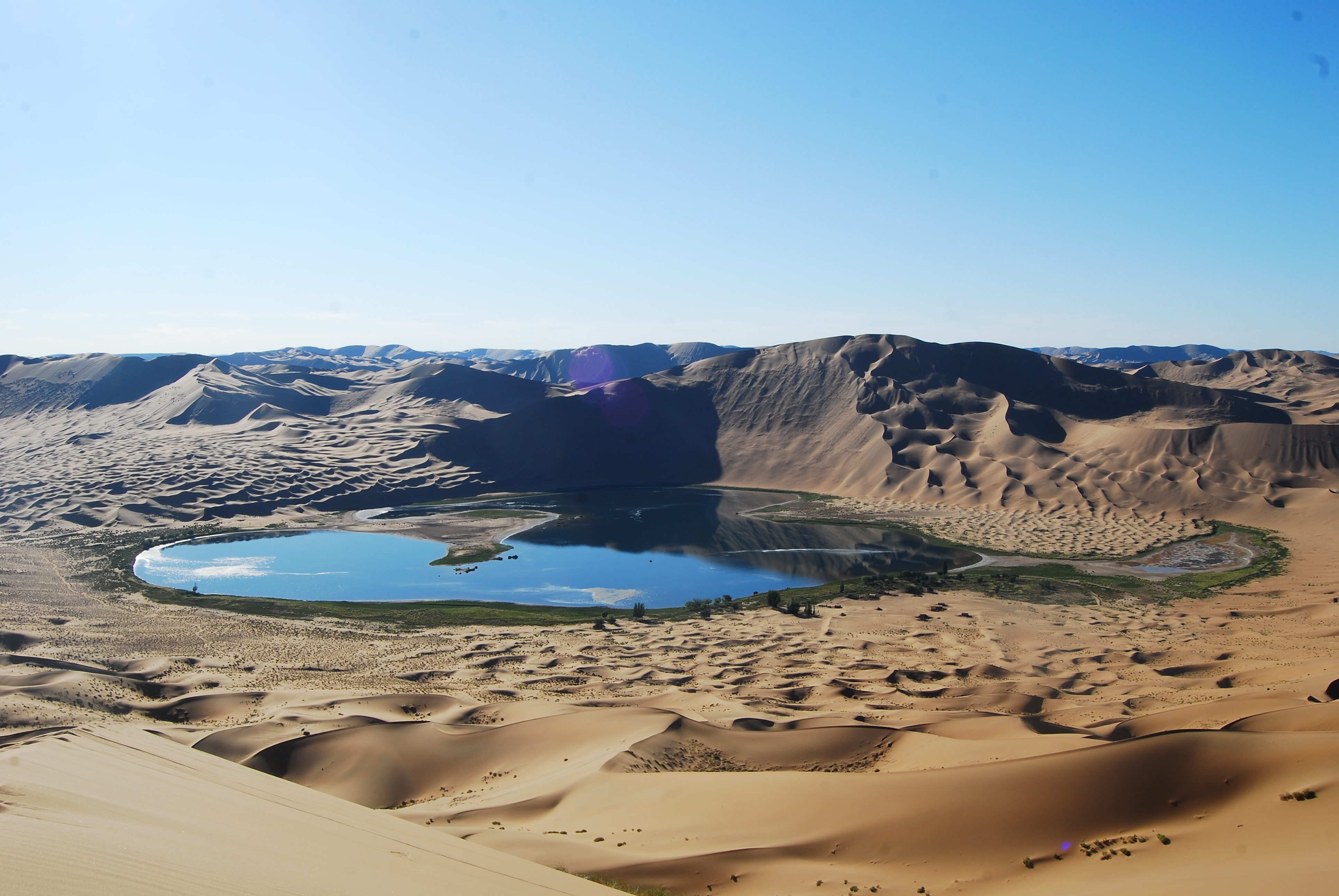
巴丹吉林沙漠——沙山湖泊群

### 體育

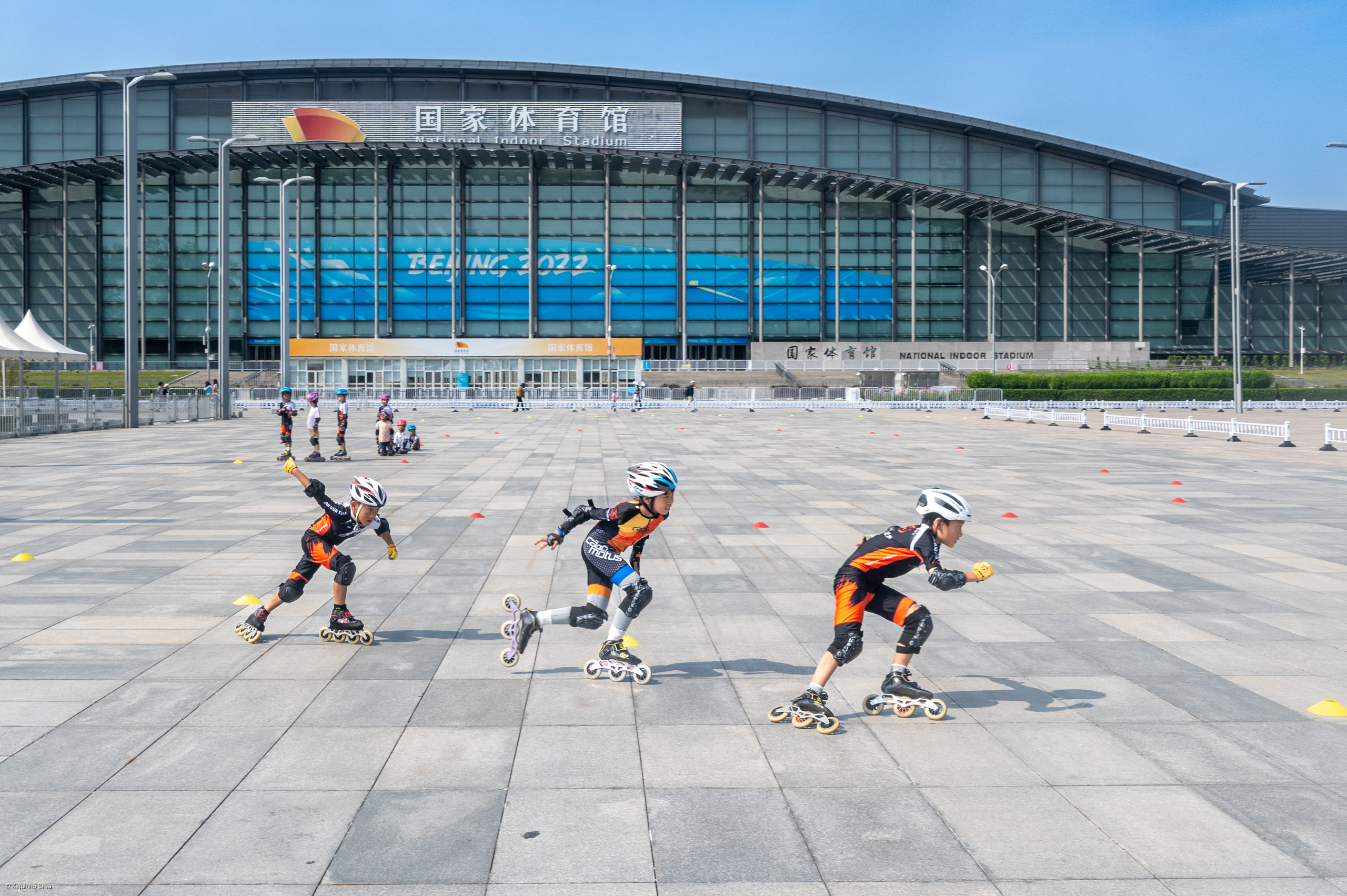
在国家体育馆前进行轮滑活动的儿童

1949年，中华人民共和国成立後，成立了中华全国体育总会，发展体育事业，1951年，中央人民政府政务院发出了关于改善各级学校学生健康状况的决定，同年11月，中华全国体育总会公布推行第一套適合廣大群眾參與的广播体操，全中国大陸掀起锻炼热潮。
1995年，政府頒布《全民健身計劃綱要》，對群眾體育事務的發展有所規劃，今日各地普遍設有商業體育館和健身俱樂部。為了滿足民眾體育需求和發展全民健身運動，政府規定每年8月8日為全民健身日。由於氣功、太極拳、廣播體操、廣場舞等運動能提升身體體適能能力，而在中华人民共和国廣受歡迎。2015年，國家體育總局推出12套廣場舞優秀作品；同年中华人民共和国舉辦133場馬拉松活動，並計畫在隔年增加至200場。

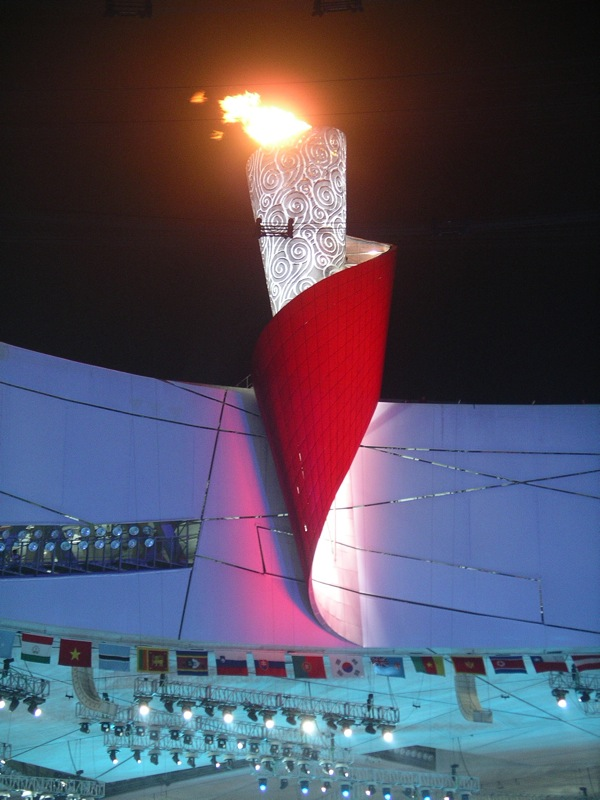
2008年北京夏季奥运会开幕式中，于北京国家体育场点燃的奥运圣火

今日中华人民共和国社會歡迎的運動有中國武術、籃球、足球、乒乓球、羽毛球、游泳等，當中許多城市年輕民眾喜愛練習足球和籃球。中國足球協會超級聯賽於1994年成立後，發展出亞洲最大的職業足球市場。在中华人民共和国，許多年輕球迷關注中國男子籃球職業聯賽和美國NBA，也有像姚明、易建聯等球員參與這兩項職業籃球聯賽。中华人民共和国也流行圍棋、象棋、麻將、西洋棋等圖版遊戲，除了舉辦專業比賽外，還培養出職業圍棋選手柯潔、西洋棋大師侯逸凡等人。同時還有許多參與的民眾。另外許多傳統體育項目也獲得廣泛歡迎，包括龍舟競賽、蒙古搏克、賽馬比賽等。
1984年，許海峰在夏季奧林匹克運動會上贏得首枚金牌。隨著體育競賽水準提升，中华人民共和国在夏季奧林匹克運動會贏得的金牌數量快速增加，也因而被譽為「體育大國」。中华人民共和国在2008年於北京舉辦夏季奧林匹克運動會，中华人民共和国代表團共獲得51枚金牌，位居金牌榜榜首。在獲得231面獎牌，位居榜首。2022年第24届冬季奥林匹克运动会在北京举办，中华人民共和国取得了9金4银2铜的成绩，位列奖牌榜第三。

### 引用
1. 1 2 3 4 5 6  全国人民代表大会.  . 维基文库. 2018.
2. 自然资源部. . 中国政府网. 2023-02-06  [2024-06-24]. （原始内容存档于2024-07-22）.
3. ↑  自然资源部. . 中国政府网. 2023-02-06  [2024-06-24]. （原始内容存档于2024-07-22）.
4. ↑  国务院第七次全国人口普查领导小组办公室．中国人口普查分县资料：2020 [DS]．北京：中国统计出版社, 2022: 2-117.
5. ↑  中华人民共和国住房和城乡建设部．2022年城市建设统计年鉴 （页面存档备份，存于） [DS/OL]．北京 (2023-10-13).
6. ↑  郭龙生． （页面存档备份，存于） [DB/OL] (2023-11-10) [2024] // 陈奎元．中国大百科全书. 3版网络版．北京：中国大百科全书出版社.
7. ↑  中華人民共和國主席令 （页面存档备份，存于）. 中華人民共和國政府. 2005年8月31日 [2016年1月22日] （简体中文）.
8. ↑  陈燕. . 中国政府网.   [2023-12-08]. （原始内容存档于2024-06-01）.
9. ↑  . www.gov.cn.   [2023-06-30]. （原始内容存档于2023-07-06）.
10. ↑   (PDF).   [2023-06-19]. （原始内容存档 (PDF)于2021-09-15）.
11. ↑  . 中央情報局.   [2018-08-06]. （原始内容存档于2016-10-13）.
12. ↑  . 国家统计局.   [2021-05-13]. （原始内容存档于2021-05-11）.
13. 1 2 3 4 5 6  國際貨幣基金組織. . 《全球經濟展望》. 2023年4月  [2023-04-13]. （原始内容存档于2023-04-17） （英语）.
14. ↑  . 世界银行.   [2022-05-24]. （原始内容存档于2024-03-19）.
15. ↑   (PDF). 联合国开发计划署 （英语）.
16. ↑  . 中华人民共和国中央人民政府.   [2020-01-29]. （原始内容存档于2020-01-31）.
17. ↑  Countries of the world ordered by land area 的存檔，存档日期2010-03-05.. List of countries of the world in alphabetical order. [2016年1月22日] （英文）.
18. ↑  . 中国青年. 2024-01-17  [2024-02-10].
19. ↑  . 国家统计局.   [2024-09-24]. （原始内容存档于2025-02-10）.
20. ↑  网易. . www.163.com. 2022-05-21  [2022-05-22]. （原始内容存档于2022-05-23）.
21. ↑  . 中国国家统计局. 2020-05-20  [2024-03-19]. （原始内容存档于2024-03-19）.
22. 1 2  Garry White. . 每日電訊報. 2013-02-10  [2016-01-22]. （原始内容存档于2013-02-14） （英语）.
23. ↑  Carl J. Dahlman和Jean-Eric Aubert. . 教育文獻資料庫（英语：Education Resources Information Center）. 2001年  [2016-01-22]. （原始内容存档于2018-01-13） （英语）.
24. ↑  安格斯·麥迪森.  (PDF). 經濟合作暨發展組織. 2007年  [2016-01-22]. （原始内容 (PDF)存档于2014-10-15） （英语）.
25. ↑  . 央视网. 2020-11-23  [2020-11-24]. （原始内容存档于2020-12-08）.
26. ↑  李克强：逐步减少大规模人口“候鸟式”迁徙 （页面存档备份，存于）中国政府网.2014-09-17
27. ↑  . 人民论坛. 2015-12-30  [2016-02-17]. （原始内容存档于2016-03-04）.
28. ↑  . World Directory of Modern Military Warships.   [2024-05-13]. （原始内容存档于2024-09-12）.
29. 1 2   (PDF). 美國國防部. 2013年  [2016-01-22]. （原始内容 (PDF)存档于2015-04-13） （英语）.
30. ↑  . 中国载人航天. 2008-09-17  [2021-07-12]. （原始内容存档于2021-07-12）.
31. ↑  .   [2013-12-16]. （原始内容存档于2013-12-20）.
32. 1 2  . 国家航天局. 2020-12-17  [2021-12-12]. （原始内容存档于2021-11-06）.
33. 1 2  . 新华网. 2020-05-15  [2021-05-21]. （原始内容存档于2021-05-21）.
34. ↑  . www.unmultimedia.org.   [2024-03-19]. （原始内容存档于2019-03-06）.
35. ↑  . 中华人民共和国外交部.   [2024-03-19]. （原始内容存档于2020-11-04）.
36. ↑  . World Bank.   [2024-03-19]. （原始内容存档于2022-05-18） （英语）.
37. 1 2  . 参考消息.   [2020-11-26]. （原始内容存档于2020-12-09） （中文（中国大陆））.
38. ↑  Joshua Muldavin. . 卡內基國際和平基金會. 2006-02-09  [2016-01-22]. （原始内容存档于2016-03-04） （英语）.
39. 1 2  . 英國廣播公司新聞網. 2012-10-19  [2016-05-22]. （原始内容存档于2016-05-13） （英语）.
40. ↑  . 中国共产党新闻网.   [2020-08-08]. （原始内容存档于2020-08-09）.
41. ↑  . www.bjd.com.cn.   [2020-08-08]. （原始内容存档于2020-08-09）.
42. ↑  朱月怡. 新中國國號誕生內幕揭秘 （页面存档备份，存于）. 人民網. 2006年7月20日 [2016年1月22日] （繁體中文）.
43. ↑  . 中国网. 人民日报. 2012-09-03  [2017-06-16]. （原始内容存档于2017-07-14）.
44. 1 2  洪健昭. Taiwan, Taipei — What’s in a name? （页面存档备份，存于）. 《英文中國郵報》. 2009年10月15日 [2015年1月22日] （英文）.
45. ↑  汪園斐. 臺灣是中國一省嗎？ 的存檔，存档日期2016-03-04.. 《黃花崗雜誌》. [2016年2月11日] （繁體中文）.
46. ↑  《中共黨政軍機關企業學術機構團體旗歌及人員職銜統一稱謂實施要點》. 臺灣臺北: 行政院大陸委員會. 1992年11月19日. （繁體中文）.
47. ↑  . 大陸委員會.   [2021-03-21]. （原始内容存档于2021-06-16）.
48. ↑  . 中華民國總統府.   [2019-01-02]. （原始内容存档于2022-01-22）.
49. ↑  . 中華民國外交部.   [2005-03-29]. （原始内容存档于2021-06-16）.
50. ↑  . 大陸委員會. 中華民國外交部.   [2018-07-25]. （原始内容存档于2024-08-02） （中文（臺灣））.
51. ↑  中共中央党史研究室. . 中国共产党新闻. 中共党史出版社.   [2016-09-20]. （原始内容存档于2012-01-25）.
52. ↑  . People.com.cn.   [2017-05-22]. （原始内容存档于2016-03-04）.
53. ↑  沈谦芳. . 中国共产党新闻网. 中共江西省委党史研究室.   [2016-09-20]. （原始内容存档于2015-09-26）.
54. ↑  . 人民网.   [2019-10-14]. （原始内容存档于2019-10-24）.
55. ↑  孔祥熙：〈西安事變回憶錄〉，刊羅家倫主編：《革命文獻》第九十四輯，台北：中國國民黨中央委員會黨史史料編纂委員會
56. ↑  . 江苏发行网. 2016-06-30  [2016-09-20]. （原始内容存档于2016-09-23）.
57. ↑  周鴻、朱漢國主編：《中國二十世紀紀事本末》第五卷，濟南：山東人民出版社，2000年3月，ISBN 978-7-209-02403-7
58. ↑  . theory.people.com.cn.   [2018-05-21]. （原始内容存档于2012-12-21）.
59. ↑  .   [2019-09-10]. （原始内容存档于2019-09-04）.
60. ↑  . 德国之声. 2019-09-09  [2024-03-16]. （原始内容存档于2022-11-22） （中文（中国大陆））.
61. ↑  Garver, John W. . M.E. Sharpe. 1997. ISBN 978-0-7656-0025-7 （英语）.
62. ↑  人民網. 1950年3月16日 全國展開大規模剿匪斗爭 （页面存档备份，存于）. 中國共產黨新聞網. [2016年1月22日] （简体中文）.
63. ↑  中國共產黨中央委員會. 中共中央關於鎮壓反革命活動的指示 （页面存档备份，存于）. 中國共產黨新聞網. 1950年10月10日 [2016年1月22日] （简体中文）.
64. ↑  李良玉. 建國初期的土地改革運動. 國學網. 2005年2月26日 [2016年1月22日] （简体中文）.
65. ↑  Donald F. Busky. Communism in History and Theory: Asia, Africa, and the Americas. 美國聖塔芭芭拉: 格林伍德出版集團. 2002年9月30日: 第11頁 [2016年1月22日]. ISBN 978-0275977337 （英文）.
66. ↑  . 中国广播电视出版社. 1998: 5  [2021-09-01]. ISBN 978-7-5043-3022-2 （中文）.
67. ↑  西默·托平（英语：Seymour Topping）. . 《杜斯卡洛薩報（英语：The Tuscaloosa News）》. 1950-05-09  [2016-01-22]. （原始内容存档于2016-02-07） （英语）.
68. ↑   (PDF). 南加州大學.   [2016-01-22]. （原始内容 (PDF)存档于2013-10-16） （英语）.
69. ↑  Madelyn Holmes. Students and Teachers of the New China: Thirteen Interviews. 美國傑斐遜: 麥克法蘭公司出版社. 2007年8月29日: 第185頁 [2016年1月22日]. ISBN 978-0786432882 （英文）.
70. ↑  . 中华人民共和国实录. 吉林人民出版社. 1994  [2021-09-01] （中文）.
71. ↑  . 江苏人民出版社. 1995: 203-205  [2021-09-01]. ISBN 978-7-214-01468-9 （中文）.
72. ↑  . 中华人民共和国厂史纪实. 红旗出版社. 1994: 19  [2021-09-01]. ISBN 978-7-80068-599-6 （中文）.
73. ↑  著杨继绳. . 天地图书. 2017: 353  [2021-09-01] （中文）.
74. ↑  李成瑞. . 人口研究. 1998, 21 (1): 3  [2018-11-09]. （原始内容存档于2013-05-13）.
75. ↑  侯楊方. 《中國人口史：第六卷·1910～1953年》. 上海: 復旦大學出版社. 2001年1月1日: 第384頁至第415頁. ISBN 978-7309029437 （简体中文）.
76. ↑  . 乌有之乡网刊.   [2018-09-18]. （原始内容存档于2016-06-25）.
77. ↑  贺艳青. . 中共党史研究. 2005, (3)  [2017-07-13]. （原始内容存档于2017-07-14）.
78. ↑  聯合國大會.《聯合國大會2758號決議》：关于“恢復中華人民共和國在聯合國組織中的合法權利問題”的決議
79. ↑  Michael Y.M. Kao. Taiwan's and Beijing's Campaigns for Unification. 美國紐約: Taiwan in a Time of Transition. 1988年: 第188頁 （英文）.
80. ↑  1979年1月1日.《中华人民共和国和美利坚合众国关于建立外交关系的联合公报》
81. ↑  梅宏. 如何正確評價改革開放前後的兩個30年 （页面存档备份，存于）. 中國共產黨新聞網. 2013年2月19日 [2016年1月22日] （简体中文）.
82. ↑  鄧小平. 《邓小平文选》第二卷. 北京: 人民出版社. 1994年. ISBN 978-7506525237 （简体中文）.
83. ↑  . www.hprc.org.cn.   [2018-05-21]. （原始内容存档于2018-05-21）.
84. ↑  . 2016-05-17  [2018-07-19]. （原始内容存档于2018-06-24）.
85. ↑  《胡耀邦思想年谱，1975-1989》. 泰德时代出版社. 2006年. ISBN 978-9889875572 （简体中文）.
86. ↑  獨立電視服務（英语：Independent Television Service）. . Long Bow Group. 1995年  [2013-12-28]. （原始内容存档于2012-01-12） （英语）.
87. ↑  趙紫陽.  [Prisoner of the State: The Secret Journal of Premier Zhao Ziyang]. 美國紐約: 西蒙與舒斯特. 2009-05-19  [2013-12-28]. ISBN 978-1439149386 （英语）.
88. ↑  何漢理. . 國家亞洲研究局（英语：National Bureau of Asian Research）. 1990年12月  [2016-01-22]. （原始内容存档于2014-04-04） （英语）.
89. ↑  童强 汤筠冰. . 光明网.
90. ↑  . news.cctv.com.   [2024-03-19]. （原始内容存档于2024-03-19）.
91. ↑  Martin Hart-Landsberg和Paul Burkett. . 《每月評論》. 2005年3月  [2016-01-22]. （原始内容存档于2016-02-24） （英语）.
92. ↑  Nation bucks trend of global poverty （页面存档备份，存于）. 《中國日報》. 2003年7月11日 [2016年1月22日] （英文）.
93. ↑  China's Average Economic Growth in 90s Ranked 1st in World （页面存档备份，存于）. 人民網. 2000年3月1日 [2016年1月22日] （英文）.
94. ↑  安東尼·湯瑪士（英语：Antony Thomas）. . 《前线》. 2006-04-11  [2016-01-22]. （原始内容存档于2008-07-20） （英语）.
95. ↑  Shan Carter、Amanda Cox、Joe Burgess和Erin Aigner. China’s Environmental Crisis （页面存档备份，存于）. 《紐約時報》. 2007年8月26日 [2016年1月22日] （英文）.
96. ↑  Daniel Griffiths. China worried over pace of growth （页面存档备份，存于）. 英國廣播公司新聞網. 2006年4月16日 [2016年1月22日] （英文）.
97. ↑  China: Migrants, Students, Taiwan （页面存档备份，存于）. Migration News. 2006年1月 [2016年1月22日] （英文）.
98. ↑  Cody, Edward. . 華盛頓郵報. 2006-01-28  [2016-01-22]. （原始内容存档于2017-10-14） （英语）.
99. ↑  . www.gov.cn.   [2021-10-27]. （原始内容存档于2021-10-28）.
100. ↑  . 中国航天科技集团.   [2021-10-27]. （原始内容存档于2022-03-11）.
101. ↑  . wap.sasac.gov.cn.   [2021-10-27]. （原始内容存档于2022-02-01）.
102. ↑  . www.gov.cn.   [2021-10-27]. （原始内容存档于2022-06-15）.
103. ↑  Wong, Edward; Ansfield, Jonathan. . The New York Times. 2009-08-25  [2021-10-27]. ISSN 0362-4331. （原始内容存档于2019-10-14） （美国英语）.
104. ↑  . BBC News 中文. 2011-07-04  [2021-10-27]. （原始内容存档于2022-03-22） （中文（简体））.
105. ↑  从北京奥运到上海世博:改变西方对中国陈腐印象 （页面存档备份，存于）. 新浪. 2010年5月10日 [2016年3月27日] （简体中文）.
106. ↑  房廈. . 2011-02-15  [2016-01-22]. （原始内容存档于2011-02-18）.
107. 1 2  Malcolm Moore和Tom Phillips. Xi Jinping crowned new leader of China Communist Party （页面存档备份，存于）. 每日電訊報. 2012年11月15日 [2016年1月22日] （英文）.
108. ↑  路透社. . Stuff.co.nz（英语：Stuff.co.nz）. 2012-11-06  [2016-01-22]. （原始内容存档于2016-05-15） （英语）.
109. ↑  . 新华网.   [2016-07-07]. （原始内容存档于2016-05-05） （中文）.
110. 1 2  馬修·伊萊夏斯（英语：Matthew Yglesias）. . 《石板》. 2013-11-15  [2016-01-22]. （原始内容存档于2013-11-16） （英语）.
111. ↑  China frees banks to set their own lending rates （页面存档备份，存于）. 英國廣播公司新聞網. 2013年7月19日 [2016年1月22日] （英文）.
112. ↑  安布羅斯·埃文斯－普里查德（英语：Ambrose Evans-Pritchard）. . 每日電訊報. 2013-07-23  [2016-01-22]. （原始内容存档于2013-07-24） （英语）.
113. ↑  加文·戴維斯（英语：Gavyn Davies）. . 《金融時報》. 2012-11-25  [2016-01-22]. （原始内容存档于2012-11-29） （英语）.
114. ↑  China sees both industrial output and retail sales rise （页面存档备份，存于）. 英國廣播公司新聞網. 2012年12月9日 [2016年1月22日] （英文）.
115. ↑  China reports weaker than expected trade data （页面存档备份，存于）. 英國廣播公司新聞網. 2013年7月10日 [2016年1月22日] （英文）.
116. ↑  China orders audit of government debt （页面存档备份，存于）. 英國廣播公司新聞網. 2013年7月29日 [2016年1月22日] （英文）.
117. ↑  Chris Giles. . ftalphaville.ft.com. Financial Times. 2014-10-08  [2018-05-21]. （原始内容存档于2018-05-22） （英国英语）.
118. ↑  顧錢江、張正富和王秀瓊. 習近平首次系統闡述「新常態」 （页面存档备份，存于）. 人民網. 2014年11月9日 [2016年1月22日] （简体中文）.
119. ↑  王靜宇. 俄媒體盤點2015年中國大事 成立亞投行與大閱兵上榜 （页面存档备份，存于）. 新浪. 2015年12月29日 [2016年1月22日] （简体中文）.
120. ↑  . 新浪军事. 2016-08-24  [2016-09-20]. （原始内容存档于2016-08-29）.
121. ↑  杨宁昱. . 参考消息网. 2016-07-14  [2016-09-20]. （原始内容存档于2016-09-20）.
122. ↑  . 中华人民共和国外交部. 2017-05-15  [2017-07-03]. （原始内容存档于2017-05-18）.
123. ↑  . 中华人民共和国中央人民政府. 2021-01-18  [2021-10-27]. （原始内容存档于2021-12-11）.
124. 1 2  .   [2022-10-23]. （原始内容存档于2022-11-22）.
125. 1 2  張有君. . 雅虎新闻. 2021-12-05  [2021-12-17]. （原始内容存档于2022-03-22） （中文（臺灣））.
126. ↑  文灏. . 美国之音. 2022-12-03  [2022-12-04]. （原始内容存档于2022-12-09）.
127. ↑  .   [2022-12-17]. （原始内容存档于2022-12-19）.
128. ↑  . 中国疾病预防控制中心. 2023-01-25  [2023-01-25]. （原始内容存档于2023-03-06）.
129. ↑  . www.ce.cn.   [2023-02-27]. （原始内容存档于2023-03-06）.
130. 1 2  中國地理（１） （页面存档备份，存于）. 中華網科技. [2016年1月22日] （简体中文）.
131. ↑  Amitendu Palit. China-India Economics: Challenges, Competition and Collaboration. 英國倫敦: 羅德里奇. 2012年10月31日: 第4頁 [2016年1月22日]. ISBN 978-0415824569 （英文）.
132. ↑  Adam Gopnik. United States （页面存档备份，存于）. 《大英百科全書》. 2015年9月4日 [2016年1月22日] （英文）.
133. ↑  United States. 《大英百科全書》. [2016年1月22日] （英文）.
134. ↑  Geography （页面存档备份，存于）. 中國網. [2016年1月22日] （英文）.
135. ↑  Land area. 中華人民共和國政府. [2016年1月22日] （英文）.
136. 1 2  福赫伯. China （页面存档备份，存于）. 《大英百科全書》. 2015年12月28日 [2016年1月22日] （英文）.
137. 1 2  聯合國統計委員會（英语：United Nations Statistical Commission）.  (PDF). 《聯合國年鑑》. 2007年  [2016-01-22]. （原始内容存档 (PDF)于2013-01-16） （英语）.
138. 1 2 3  中央情報局. CHINA （页面存档备份，存于）. 《世界概況》. [2016年1月22日] （英文）.
139. ↑  中国政府网. 中华人民共和国版图 （页面存档备份，存于）. 中国政府网. 2017年7月28日 [2019年8月4日] （简体中文）.
140. 1 2  國家測繪地理信息局. 中華人民共和國版圖 （页面存档备份，存于）. 中華人民共和國政府. 2005年6月15日 [2016年1月22日] .
141. ↑  中華人民共和國國家統計局. 行政区划和自然资源. 北京: 《中國統計年鑑—2007》. 2007年 （简体中文）.
142. 1 2  國務院新聞辦公室. 中國海洋事業的發展 的存檔，存档日期2015-11-02.. 新華網. 1998年5月 [2016年1月24日] （简体中文）.
143. 1 2  中華人民共和國國家統計局. 《新中国六十年统计资料汇编》. 北京: 中國統計出版社. 2010年1月1日. ISBN 978-7503758942 （简体中文）.
144. ↑  Which country borders the most other countries? （页面存档备份，存于）. About.com. [2016年1月22日] （英文）.
145. ↑  罗琪. 外交部官员：中国与8个周边邻国存在海上争议 （页面存档备份，存于）. 中国网. 2012年4月10日. [2016年4月46日] （简体中文）.
146. 1 2  地形 （页面存档备份，存于）. 中華人民共和國政府. 2005年6月24日 [2016年1月22日] （简体中文）.
147. ↑  Nepal and China agree on Mount Everest's height （页面存档备份，存于）. 英國廣播公司新聞網. 2010年4月8日 [2016年1月22日] （英文）.
148. ↑  Lowest Places on Earth （页面存档备份，存于）. 美國國家公園管理局. [2016年1月22日] （英文）.
149. ↑  楊明山. 中國的氣候與水文 （页面存档备份，存于）. 臺北市立大理高級中學. [2016年3月15日] （繁體中文）.
150. ↑  Regional Climate Studies of China. 施普林格科學+商業媒體. 2010年11月25日: 第1頁 [2016年1月22日]. ISBN 978-3642098130 （英文）.
151. 1 2 3 4  蘇向東. 中國自然資源概況(組圖) （页面存档备份，存于）. 中國網. 2010年2月2日 [2016年1月22日] （简体中文）.
152. ↑  Swaisgood, R.; Wang, D.; Wei, F. . IUCN Red List of Threatened Species (IUCN). 2016年, 2016: e.T712A45033386  [2016-09-23]. （原始内容存档于2016-10-02） （英语）.
153. ↑  Jann Williams. . 澳洲環境部（英语：Department of the Environment (Australia)）. 2001年  [2016-01-22]. （原始内容存档于2011-08-11） （英语）.
154. ↑  List of Parties Archive.today的存檔，存档日期2017-02-15. 生物多樣性行動計畫. [2016年1月22日] （英文）.
155. ↑   (PDF). 生物多樣性行動計畫.   [2016-01-22]. （原始内容存档 (PDF)于2016-03-07） （中文（简体））.
156. ↑  . Mongabay（英语：Mongabay）. 2004年9月  [2016-01-22]. （原始内容存档于2013-03-26） （英语）.
157. 1 2 3 4  自然資源 （页面存档备份，存于）. 中華人民共和國政府. 2005年7月27日 [2016年1月22日] （简体中文）.
158. ↑  Geographic Patterns （页面存档备份，存于）. 國際自然保護聯盟. [2016年1月22日] （英文）.
159. ↑  . Mongabay（英语：Mongabay）. 2004年9月  [2016-01-22]. （原始内容存档于2013-02-16） （英语）.
160. ↑  . Mongabay（英语：Mongabay）. 2004年9月  [2016-01-22]. （原始内容存档于2013-02-16） （英语）.
161. ↑  Geographic Patterns （页面存档备份，存于）. 國際自然保護聯盟. [2016年1月22日] （英文）.
162. ↑  Meredith Darlington. . 大自然網站（英语：Mother Nature Network）. 2010-03-05  [2016-01-22]. （原始内容存档于2013-04-24） （英语）.
163. ↑  王智. . 光明网. 光明日报. 2015-05-08  [2016-09-23]. （原始内容存档于2016-09-24）.
164. ↑  中國科學院地理科學與資源研究所. 森林資源如何分類? （页面存档备份，存于）. 《中國資源科學百科全書》. 2007年6月15日 [2016年1月22日] （简体中文）.
165. 1 2 3  The Rough Guide to China. 英國倫敦: 羅浮指南出版社（英语：Rough Guides）. 2003年5月12日: 第1,213頁 [2016年1月22日]. ISBN 978-1843530190 （英文）.
166. ↑  中國森林資源（2009-2013年） 的存檔，存档日期2015-09-24.. 國家林業局. 2014年2月25日 [2016年1月22日] （简体中文）.
167. ↑  陸大道. 《中国国家地理图鉴》. 河南: 大象出版社. 2005年4月1日. ISBN 978-9867185525 （简体中文）.
168. ↑  . Mongabay（英语：Mongabay）. 2004年9月  [2016-01-22]. （原始内容存档于2014-01-12） （英语）.
169. ↑  Conservation Biology: Voices from the Tropics. 美國紐約: 約翰威立. 2013年9月23日: 第208頁. ISBN 978-0470658635 （英文）.
170. ↑  Ji-Kai Liu. Secondary metabolites from higher fungi in China and their biological activity 的存檔，存档日期2013-12-07.. Drug Discoveries & Therapeutics. 2007年 [2016年1月22日] （英文）.
171. ↑  . 中国政府网. 2013-09-10  [2024-05-16] （中文（中国大陆））.
172. ↑  Xiaoying Ma和Leonard Ortolano. Environmental Regulation in China: Institutions, Enforcement, and Compliance. 美國蘭哈姆: 羅曼和利特爾菲爾德（英语：Rowman & Littlefield）. 2000年4月26日: 第1頁 [2016年1月22日]. ISBN 978-0847693993 （英文）.
173. ↑  China acknowledges 'cancer villages' （页面存档备份，存于）. 英國廣播公司新聞網. 2013年2月22日 [2016年1月22日] （英文）.
174. ↑  Kimberley Soekov. China protesters force halt to Zhejiang factory plan （页面存档备份，存于）. 英國廣播公司新聞網. 2012年10月28日 [2016年1月22日] （英文）.
175. ↑  Cliff Coonan. The gathering sandstorm: Encroaching desert, missing water. 《獨立報》. 2007年11月9日 [2016年1月22日] （英文）.
176. ↑  Terry Waghorn. Fighting Desertification （页面存档备份，存于）. 《富比士》. 2011年3月7日 [2016年1月22日] （英文）.
177. ↑  Beijing hit by eighth sandstorm （页面存档备份，存于）. 英國廣播公司新聞網. 2006年4月17日 [2016年1月22日] （英文）.
178. ↑  張雲龍、夏曉和賈立君. 中國領先世界初步實現了「人進沙退」的轉變 （页面存档备份，存于）. 《環球時報》. 2013年8月4日 [2016年1月22日] （简体中文）.
179. ↑  《大公報》. 全國森林覆蓋率20.36% （页面存档备份，存于）. 中金在線. 2012年6月5日 [2016年1月22日] （简体中文）.
180. ↑  Yang Lina. China to plant more trees in 2009 的存檔，存档日期2013-10-03.. 新華網. 2009年1月9日 [2016年1月22日] （英文）.
181. ↑  Nina Chestney. Global carbon emissions hit record high in 2012 （页面存档备份，存于）. 路透社. 2013年1月10日 [2016年1月22日] （英文）.
182. ↑  歐盟原則上同意支持第二承諾期 中國表現備受稱讚 的存檔，存档日期2013-11-02.. 浙江在線. 2011年12月9日 [2016年1月22日] （简体中文）.
183. ↑  辛聞. 解振華：中國為減緩全球溫室氣體排放作出重要貢獻 （页面存档备份，存于）. 中國網. 2011年12月8日 [2016年1月22日] （简体中文）.
184. ↑  媒体：我国新能源越来越陷入“边建边弃”怪圈 （页面存档备份，存于）. 观察者网. 2017年2月6日 [2017年2月7日].（简体中文）
185. ↑  胡俊峰. 中國大氣污染防治計劃7月底公布 設PM2.5控制目標. 中國網. 2013年7月27日 [2016年1月22日] .
186. ↑  John Upton. . 《Grist雜誌（英语：Grist (magazine)）》. 2013-07-25  [2016-01-22]. （原始内容存档于2013-10-27） （英语）.
187. ↑  Lu Hui. China pumps more funding into safe drinking water 的存檔，存档日期2016-04-10.. 新華網. 2012年6月29日 [2016年1月22日] （英文）.
188. ↑  Michael Reilly. Himalaya glaciers melting much faster （页面存档备份，存于）. MSNBC. 2008年11月24日 [2016年1月22日] （英文）.
189. 1 2  Celia Hatton. China banks on desalination to help ease water woes （页面存档备份，存于）. 英國廣播公司新聞網. 2013年6月11日 [2016年1月22日] （英文）.
190. ↑  新華社. 300 million Chinese drinking unsafe water （页面存档备份，存于）. 人民網. 2004年12月23日 [2016年1月22日] （英文）.
191. ↑  Kavita Jain-Cocks. . 地球研究所（英语：Earth Institute）. 2011-10-24  [2016-01-22]. （原始内容存档于2011-10-30） （英语）.
192. ↑  2009年5月1日起施行的國家環境保護標準. 中華人民共和國環境保護部. 2009年4月30日 [2016年1月22日] （简体中文）.
193. ↑  Shih Jui-te和Staff Reporter. Splashing out: China to spend RMB4tn on water projects. 《中國時報》. 2011年7月11日 [2016年1月22日] （英文）.
194. ↑  . www.mee.gov.cn.   [2024-08-12]. （原始内容存档于2024-12-17）.
195. ↑  . www.mee.gov.cn.   [2024-08-12]. （原始内容存档于2024-12-22）.
196. ↑  . www.mee.gov.cn.   [2024-08-12]. （原始内容存档于2024-12-04）.
197. ↑  An. Xi reiterates adherence to socialism with Chinese characteristics 的存檔，存档日期2013-12-06.. 新華網. 2013年1月5日 [2016年1月22日] （英文）.
198. ↑  Unger, Jonathan; Chan, Anita. . The Australian Journal of Chinese Affairs. 1995, (33): 29–53  [2024-03-12]. ISSN 0156-7365. doi:10.2307/2950087. （原始内容存档于2024-03-12） （英语）.
199. ↑  翟小波. 翟小波：代議機關至上的人民憲政――我國憲法實施模式的解釋性建構：以憲法觀、行憲歷史和條文類型化為基礎. 公法評論網. 2007年9月1日 [2016年1月22日] （简体中文）.
200. ↑  3、怎樣理解國體與政體的含義和關係？ （页面存档备份，存于）. 全國中小學教師繼續教育網網路培訓課程. [2016年1月22日] （简体中文）.
201. 1 2 3 4 5 6
202. ↑  . 中国军网. 2015-08-19  [2015-08-19]. 9时40分，党和国家领导人胡耀邦、邓小平、赵紫阳、李先念、陈云、彭真、邓颖超、徐向前、聂荣臻、乌兰夫等，偕同全国各界人民代表和各国来宾，在雷鸣般的掌声中登上天安门城楼。
203. ↑  江澤民. 《江澤民文選》第1卷. 北京: 人民出版社. 2006年8月1日: 第112頁. ISBN 978-7010056746 （简体中文）.
204. ↑  讓黨旗在民營企業中高高飄揚 （页面存档备份，存于）. 中國共產黨新聞網. 2013年11月29日 [2016年1月22日] （简体中文）.
205. ↑  Democratic Parties （页面存档备份，存于）. 人民網. [2016年1月22日] （英文）.
206. ↑  江澤民. 《江澤民文選》第1卷. 北京: 人民出版社. 2006年8月1日: 第572頁. ISBN 978-7010056746 （简体中文）.
207. ↑  . 中国新闻网. 中国新闻网. 2011-06-29  [2017-06-01]. （原始内容存档于2017-07-04）. 中央统战部副秘书长、新闻发言人张献生表示，中国共产党和八个民主党派已经基本涵盖目前中国各个社会阶层和群体，中国的多党合作制度具有广泛的覆盖面，所以除了现有政党以外没有必要组建新的政党。
208. ↑  新華網. 四項基本原則 （页面存档备份，存于）. 中國共產黨新聞網. [2016年1月22日] （繁體中文）.
209. ↑  "一個中心，兩個基本點" （页面存档备份，存于）. 人民網. [2016年1月22日] （简体中文）.
210. ↑  周文彰和劉曉佳. 以「四個全面」引領行政文化建設 （页面存档备份，存于）. 光明網. 2015年12月7日 [2016年1月22日] （简体中文）.
211. ↑  萬鵬. 辛鳴：「中國夢」的路線圖與時間表 （页面存档备份，存于）. 中國共產黨新聞網. 2013年3月22日 [2016年1月22日] （简体中文）.
212. ↑  INTRODUCTION TO STRUCTURE AND FUNCTIONS OF THE CHINESE GOVERNMENT （页面存档备份，存于）. Krishna Kanta Handiqui State Open University. [2016年1月22日] （英文）.
213. ↑  楊亞楠. 揭秘國家主席與總理職權:主席是虛職 總理行實權. 《大公報》. 2013年3月15日 [2016年1月22日] （简体中文）.
214. ↑  . 人民网.   [2019-11-29]. （原始内容存档于2019-05-24）.
215. ↑  Beijingers get greater poll choices （页面存档备份，存于）. 《中國日報》. 2003年12月8日 [2016年1月22日] （英文）.
216. ↑  Bryan Lohmar和Agapi Somwaru.  (PDF). 經濟研究局（英语：Economic Research Service）. 2006-05-01  [2016-01-22]. （原始内容 (PDF)存档于2012-01-14） （英语）.
217. ↑  Sistemul politic （页面存档备份，存于）. 中國百科. [2016年1月22日] （罗马尼亚文）.
218. ↑  Beina Xu和Eleanor Albert. The Chinese Communist Party （页面存档备份，存于）. 美國外交關係協會. 2015年8月27日 [2016年1月22日] （英文）.
219. ↑  游勸榮. 中國法律體系的鮮明特色與"全球品質" 的存檔，存档日期2011-01-13.. 新華網. 2011年1月10日 [2016年1月22日] （简体中文）.
220. ↑  人民網. 1950年：新中國第一部法律《婚姻法》誕生 （页面存档备份，存于）. 騰訊網. 2009年6月30日 [2016年1月22日] （简体中文）.
221. ↑  第一屆全國人民代表大會第一次會議.  . 维基文库. 1954-09-20.
222. ↑  新華社. 各界人士高度評價中國特色社會主義法律體系形成 （页面存档备份，存于）. 中華人民共和國政府. 2011年3月11日 [2016年1月22日] （简体中文）.
223. ↑  《前哨》第144期至第148期. 香港: 明力有限公司. 2003年: 第61頁 （繁體中文）.
224. ↑  . 中华人民共和国最高人民法院.   [2018-08-01]. （原始内容存档于2018-08-01） （英语）.
225. ↑  . 中国人大网.   [2020-05-28]. （原始内容存档于2020-09-24）.
226. ↑  趙蕾. 學者建議人大批准公民權利和政治權利國際公約. 鳳凰網. 2008年1月11日 [2016年1月22日] （简体中文）.
227. ↑  劉曉丹和羅德儀. 溫家寶總理中外記者會問答（全文） （页面存档备份，存于）. 中國評論通訊社. 2008年3月18日 [2016年1月22日] （繁體中文）.
228. ↑  國務院新聞辦公室. China's Progress in Human Rights in 2004 (2005). 中華人民共和國政府. 2005年4月 [2016年1月22日] （英文）.
229. 1 2  China. 自由之家. 2012年 [2016年1月22日] （英文）.
230. ↑  Michelle FlorCruz. In Rare Defiance, Chinese Journalists Protest Against Party Censors （页面存档备份，存于）. 《國際財經時報》. 2013年1月日 [2016年1月22日] （英文）.
231. ↑  基思·布拉德捨（英语：Keith Bradsher）. . 《紐約時報》. 2012-12-28  [2016-01-22]. （原始内容存档于2012-12-31） （英语）.
232. ↑  Gary King、Jennifer Pan和Margaret E. Roberts.  (PDF). 《美國政治科學評論》. 2013年5月  [2016-01-22]. （原始内容存档 (PDF)于2022-10-09） （英语）.
233. ↑  Seth Faison. In Beijing: A Roar of Silent Protesters （页面存档备份，存于）. 《紐約時報》. 1999年4月27日 [2016年1月22日] （英文）.
234. 1 2 3   (PDF). 國際特赦組織. 2013年12月  [2016-01-22]. （原始内容 (PDF)存档于2016-02-01） （英语）.
235. ↑  Mickey Spiegel. DANGEROUS MEDITATION China's Campaign Against Falungong （页面存档备份，存于）. 人權觀察. 2002年1月 [2016年1月22日] （英文）.
236. ↑  . 美国之音. 2023-05-05  [2023-05-10]. （原始内容存档于2023-05-22）.
237. ↑  中华人民共和国民政部.  (PDF).   [2018-08-02]. （原始内容存档 (PDF)于2018-08-02）.
238. ↑  習近平弭平大陸自由派之研究 （页面存档备份，存于），葉明德（Yeh, Ming-Deh），中國文化大學新聞暨新聞傳播學院院長、新聞學系教授
239. ↑  Richard Bernstein, "In Taiwan, Sympathies Lean Toward Home," New York Times, 4 June 1989, 121
240. ↑  . 新華網.   [2013-03-30]. （原始内容存档于2012-10-25） （中文（简体））.
241. ↑  中華人民共和國國務院.  (PDF). 國立政治大學. 1989-10-25  [2016-01-22]. （原始内容存档 (PDF)于2016-02-23） （中文（繁體））.
242. ↑  Peter Patze. Service providers wanted （页面存档备份，存于）. Development + Cooperation. 2012年8月2日 [2016年1月22日] （英文）.
243. ↑  Keith B. Richburg. Chinese Premier Wen Jiabao talks reform, but most countrymen never get to hear what he says （页面存档备份，存于）. 《華盛頓郵報》. 2010年10月13日 [2016年1月22日] （英文）.
244. ↑  鄭漢良. 三中全會沒了政治改革或只有行政改革 （页面存档备份，存于）. 法國國際廣播電臺. 2013年11月9日 [2016年1月22日] （简体中文）.
245. ↑  安德烈. 劉銳紹：官媒大吹大擂的改革不是政治改革 （页面存档备份，存于）. 法國國際廣播電臺. 2013年11月9日 [2016年1月22日] （简体中文）.
246. ↑  王丹. 在改革的旗幟下集權（王丹） （页面存档备份，存于）. 自由亞洲電臺. 2013年11月22日 [2016年1月22日] （简体中文）.
247. ↑  《環球時報》. 調查：全球1/4民眾曾行賄 中國不在被調查之列 （页面存档备份，存于）. 財經網. 2013年7月11日 [2016年1月22日] （简体中文）.
248. ↑  China Human Rights Fact Sheet （页面存档备份，存于）. Christus Rex. 1995年3月 [2016年1月22日] （英文）.
249. ↑  Didi Tang. Forced abortion highlights abuses in China policy （页面存档备份，存于）. My Way. 2014年1月9日 [2016年1月22日] （英文）.
250. 1 2  China bans religious activities in Xinjiang （页面存档备份，存于）. 《金融時報》. 2012年8月2日 [2016年1月22日] （英文）.
251. ↑  新華社. China Bans Falun Gong. 《人民日報》. 1999年7月2日 [2016年1月22日] （英文）.
252. ↑  Robin Millard. . 雅虎新聞. 2012-03-27  [2016-01-22]. （原始内容存档于2015-10-15） （英语）.
253. ↑  China Events of 2008 （页面存档备份，存于）. 人權觀察. 2008年 [2016年1月22日] （英文）.
254. ↑  季·索爾孟. Empire of Lies: The Truth about China in the Twenty-First Century. 美國紐約: Encounter Books（英语：Encounter Books）. 2010年3月2日: 第46、152頁 [2016年1月22日]. ISBN 978-1594032639 （英文）.
255. ↑  Calum MacLeod. China seeks to improve workplace safety （页面存档备份，存于）. 《今日美國》. 2008年1月30日 [2016年1月22日] （英文）.
256. ↑  China's reform and opening-up promotes human rights, says premier （页面存档备份，存于）. 中國駐美國大使館. 2003年12月11日 [2016年1月22日] （英文）.
257. ↑  . 鳳凰網. （原始内容存档于2013-12-12）.
258. ↑  . Amnesty International. South China Morning Post. 2017-11-17  [2020-01-04]. （原始内容存档于2019-12-21） （英语）.
259. ↑  . 美国之音（中文）. 2019-11-17  [2019-11-17]. （原始内容存档于2019-11-17）.
260. ↑  . www.china-un.ch.   [2020-08-12]. （原始内容存档于2020-08-10）.
261. ↑   (PDF). United Nations Human Rights Council.   [2020-08-12]. （原始内容 (PDF)存档于2020-09-26）.
262. ↑  Kashgarian, Asim. . VOA News.   [2020-10-23]. （原始内容存档于2020-12-18）.
263. ↑  . 加中时报. 2021-02-25  [2021-04-28]. （原始内容存档于2021-04-27）.
264. ↑  AJIT SINGH; MAX BLUMENTHAL. . The Grayzone. 2019-12-21  [2021-04-28]. （原始内容存档于2021-03-23）.
265. ↑  蔡元评. . e南洋. 2021-04-15  [2021-04-28]. （原始内容存档于2021-04-29）.
266. ↑  . RTHK. 2020-07-03  [2020-07-10]. （原始内容存档于2020-07-03）.
267. ↑  . 明報. 2020-05-30  [2020-05-30]. （原始内容存档于2021-10-06）.
268. ↑  . 法國國際廣播電台. 2021-03-04  [2021-03-04]. （原始内容存档于2021-03-05）.
269. ↑  . 明報. 2021-03-04  [2021-03-04]. （原始内容存档于2021-03-04）.
270. ↑  . 香港政府新聞網.   [2023-02-02]. （原始内容存档于2023-02-02）.
271. ↑  . 人民網－人民日報.   [2023-02-02]. （原始内容存档于2023-02-01）.
272. ↑  . 中华人民共和国国务院. 2005-06-15  [2020-02-12]. （原始内容存档于2020-02-03）.
273. ↑  . 中华人民共和国民政部.   [2025-02-19]. （原始内容存档于2023-09-22）.
274. 1 2  David N. Keightley. China （页面存档备份，存于）. 《大英百科全書》. 2015年12月28日 [2016年1月22日] （英文）.
275. ↑  杨章怀. . 《南方都市報》. 2010-02-09  [2016-01-22]. （原始内容存档于2013-07-31） （中文（简体））.
276. ↑  《重慶晚報》. . 網易. 2010-02-08  [2016-01-22]. （原始内容存档于2015-12-08） （中文（简体））.
277. ↑  《全國城鎮體系規劃綱要（2005－2020年）》. 北京: 中華人民共和國住房和城鄉建設部. 2005年 （简体中文）.
278. ↑  Ronald C. Keith. China From the Inside Out: Fitting the People's Republic into the World. 英國倫敦: 布魯托出版社（英语：Pluto Press）. 2009年10月20日: 第135頁至第136頁. ISBN 978-0745328553 （英文）.
279. ↑  威廉·C·馬特爾（英语：William C. Martel）. . . 2012-06-29  [2016-01-22] （英语）.
280. ↑  Eddy Chang、Perry Svensson和Ian Bartholomew. Perseverance will pay off at the UN （页面存档备份，存于）. 《台北時報》. 2004年8月22日 [2016年1月22日] （英文）.
281. ↑  新華社. China says communication with other developing countries at Copenhagen summit transparent （页面存档备份，存于）. 人民網. 2009年12月21日 [2016年1月22日] （英文）.
282. ↑  . 中华人民共和国外交部.   [2020-02-12]. （原始内容存档于2019-10-28）.
283. ↑  . 中华人民共和国外交部.   [2020-02-12]. （原始内容存档于2020-02-06）.
284. ↑  . 中国领事服务网.   [2020-01-10]. （原始内容存档于2020-02-07）.
285. ↑  友城統計.截至2015年12月28日 （页面存档备份，存于）. 中國國際友好城市聯合會. [2016年1月22日] （简体中文）.
286. ↑  . 中国领事服务网. 中华人民共和国外交部.   [2019-09-06]. （原始内容存档于2018-03-15）.
287. ↑  . 全国人民代表大会. 1986-09-05  [2020-02-12]. （原始内容存档于2020-02-12）.
288. ↑  中國夥伴的三六九 （页面存档备份，存于）. 《大公報》. [2016年1月22日] （繁體中文）.
289. ↑  王毅. 王毅：譜寫全方位外交新篇章 （页面存档备份，存于）. 中國共產黨新聞網. 2014年8月6日 [2016年1月22日] （简体中文）.
290. ↑  穆岸和王粲. 中美關係不再是中國最重要的雙邊關係 （页面存档备份，存于）. 多維新聞. 2014年11月13日 [2016年1月22日] （简体中文）.
291. ↑  王毅：中俄關係是世界上最重要的雙邊關係之一 （页面存档备份，存于）. 俄羅斯衛星廣播電台. 2015年6月27日 [2016年1月22日] （简体中文）.
292. ↑  孫奕和張曉茹. 楊燕怡：中歐關係是世界上最重要的雙邊關係之一 （页面存档备份，存于）. 新華網. 2015年5月4日 [2016年1月22日] （简体中文）.
293. ↑  Matt Smith. Clinton signs China trade bill. CNN. 2000年10月10日 [2016年1月22日] （英文）.
294. ↑  東亞與太平洋事務局. . 美國國務院. 2015-01-21  [2016-01-22]. （原始内容存档于2011-03-09） （英语）.
295. ↑  US trade gap widens on increased Chinese imports （页面存档备份，存于）. 英國廣播公司新聞網. 2010年10月14日 [2016年1月22日] （英文）.
296. ↑  Chinese President Hu Jintao resists Obama calls on yuan （页面存档备份，存于）. 英國廣播公司新聞網. 2010年4月13日 [2016年1月22日] （英文）.
297. ↑  US says China not a currency manipulator （页面存档备份，存于）. 英國廣播公司新聞網. 2012年12月27日 [2016年1月22日] （英文）.
298. ↑  Doug Palmer. Obama should call China a currency manipulator: Romney aide （页面存档备份，存于）. 路透社. 2012年9月24日 [2016年1月22日] （英文）.
299. ↑  China, Russia launch largest ever joint military exercise （页面存档备份，存于）. 德國之聲. 2013年7月5日 [2016年1月22日] （英文）.
300. ↑  Russia-China unity on Syria as Putin arrives in Beijing （页面存档备份，存于）. 英國廣播公司新聞網. 2012年6月5日 [2016年1月22日] （英文）.
301. ↑  Xi Jinping: Russia-China ties 'guarantee world peace' （页面存档备份，存于）. 英國廣播公司新聞網. 2013年3月23日 [2016年1月22日] （英文）.
302. ↑  Rick Gladstone. Friction at the U.N. as Russia and China Veto Another Resolution on Syria Sanctions （页面存档备份，存于）. 《紐約時報》. 2012年7月19日 [2016年1月22日] （英文）.
303. ↑  普林斯顿·莱曼（英语：Princeton N. Lyman）. . 美國外交關係協會. 2005-07-21  [2016-01-22]. （原始内容存档于2022-11-22） （英语）.
304. ↑  Malia Politzer. . 移民政策研究所（英语：Migration Policy Institute）. 2008-08-06  [2016-01-22]. （原始内容存档于2016-01-31） （英语）.
305. ↑  新華社. 中非双边贸易额2013年突破两千亿美元 （页面存档备份，存于）. 《中國日報》. 2014-04-22 [2016年1月22日] .
306. ↑  Ricardo Geromel. Is Brazil A Derivative Of China? （页面存档备份，存于）. 《富比士》. 2011年8月24日 [2016年1月22日] （英文）.
307. ↑  张樵苏. 中华人民共和国和阿根廷共和国关于建立全面战略伙伴关系的联合声明 （页面存档备份，存于）. 新華網. 2014年7月19日 [2016年2月19日] （简体中文）.
308. ↑  An. China, Argentina agree to further strategic ties 的存檔，存档日期2011-10-23.. 新華網. 2011年9月9日 [2016年1月22日] （英文）.
309. ↑  辛聞. 中國關於聯合國成立70周年的立場文件:推動國際關係民主化 （页面存档备份，存于）. 中國網. 2015年9月21日 [2016年1月22日] （简体中文）.
310. ↑  Bric summit ends in China with plea for more influence （页面存档备份，存于）. 英國廣播公司新聞網. 2011年4月14日 [2016年1月22日] （英文）.
311. ↑  Dana Dillon和John J. Tkacik Jr. . 《政策審議（英语：Policy Review）》. 2006年1月  [2016-01-22]. （原始内容存档于2006-02-10） （英语）.
312. ↑  張燕生. 張燕生：「一帶一路」發展戰略和復興之路 （页面存档备份，存于）. 中國幹部學習網. 2005年3月30日 [2016年1月22日] （简体中文）.
313. ↑  Regional Comprehensive Economic Partnership (RCEP) Joint Statement The First Meeting of Trade Negotiating Committee. 東南亞國家協會. 2013年5月10日 [2016年1月22日] （英文）.
314. ↑  社評：構建中國特色大國外交　維護核心利益 （页面存档备份，存于）. 中國評論通訊社. 2014年12月30日 [2016年2月18日] （繁體中文）
315. ↑  吳俊毅. 建立新型兩岸互動的基礎 （页面存档备份，存于）. 《蘋果日報》. 2016年2月1日 [2016年2月18日] （繁體中文）.
316. ↑  黃安偉. . 紐約時報. 2015-07-08  [2016-02-18]. （原始内容存档于2015-07-10） （中文（繁體））.
317. ↑  Asian nations should avoid military ties with third party powers, says China's Xi （页面存档备份，存于）. China National News. 2014年5月22日 [2016年1月22日] （英文）.
318. 1 2  Chinese Civil War - War of Liberation （页面存档备份，存于）. Cultural China. [2016-01-22] （英文）.
319. ↑  . BBC News. 2011-12-14  [2024-05-18]. （原始内容存档于2023-10-26） （英国英语）.
320. ↑  法新社. Taiwan's Ma to stopover in US: report 的存檔，存档日期2015-09-09.. My Sinchew. 2010年1月12日 [2016年1月22日] （英文）.
321. ↑  Jane Macartney. China says US arms sales to Taiwan could threaten wider relations （页面存档备份，存于）. 《泰晤士報》. 2010年2月1日 [2016年1月22日] （英文）.
322. ↑  Malcolm Moore. China cancels UK human rights summit after Akmal Shaikh execution （页面存档备份，存于）. 《每日電訊報》. 2010年1月8日 [2016年1月22日] （英文）.
323. ↑  China denies preparing war over South China Sea shoal （页面存档备份，存于）. 英國廣播公司新聞網. 2012年5月12日 [2016年1月22日] （英文）.
324. ↑  How uninhabited islands soured China-Japan ties （页面存档备份，存于）. 英國廣播公司新聞網. 2014年11月10日 [2016年1月22日] （英文）.
325. ↑  巡航信息 （页面存档备份，存于）. 釣魚島是中國的固有領土. [2016年1月22日] （简体中文）.
326. ↑  李元傑. 中共公布東海防空識別區的大戰略意涵 的存檔，存档日期2016-03-11.. 中華民國國防部. [2016年1月22日] （繁體中文）.
327. ↑  . Fmprc.gov.cn. 2016-06-10  [2017-05-22]. （原始内容存档于2017-07-06）.
328. ↑  Rothwell, Donald R. . ANU College of Law Research Paper. 2015-01-30, (14-48)  [2016-07-07]. （原始内容存档于2016-06-30）.
329. ↑  还原：中国已在南沙填出七座岛 （页面存档备份，存于）. 中國日報. 2015年1月27日 [2016年2月22日] （简体中文）.
330. ↑  蕭爾. 美國敦促中國停止在南沙島礁填海建機場 （页面存档备份，存于）. 英國廣播公司新聞網. 2014年11月22日 [2016年2月22日] （繁體中文）.
331. ↑  王高成. 五、大陸擴建南沙島礁的意涵分析 （页面存档备份，存于）. 行政院大陸委員會. [2016年1月22日] （繁體中文）.
332. ↑  蕭爾. 中國：「有權在本國領土上部署必要防禦設施」 （页面存档备份，存于）. 英國廣播公司新聞網. 2016年2月17日 [2016年2月22日] （繁體中文）.
333. ↑  Comisia Militară Centrală （页面存档备份，存于）. 中國百科. [2016年1月22日] （罗马尼亚文）.
334. ↑  江澤民. 《江澤民文選》第1卷. 北京: 人民出版社. 2006年8月1日: 第487頁. ISBN 978-7010056746 （简体中文）.
335. ↑  . 新华网. 中华人民共和国中央人民政府. 2012-11-23 （中文（中国大陆））.
336. ↑  《中華人民共和國兵役法》. 北京: 全國人民代表大會常務委員會. 1998年12月29日 （简体中文）.
337. ↑  裁軍30萬 2017完成 習：中國永不稱霸 的存檔，存档日期2016-03-04.. 《明報》. 2015年9月4日 [2016年3月15日] （繁體中文）.
338. ↑  解放軍裁軍至兩百萬人　首次設立陸軍司令部 （页面存档备份，存于）. ETtoday 東森新聞雲. 2016年1月3日 [2016年1月22日] （繁體中文）.
339. ↑  The new generals in charge of China's guns （页面存档备份，存于）. 英國廣播公司新聞網. 2012年11月14日 [2016年1月22日] （英文）.
340. ↑  China 'reveals army structure' in defence white paper （页面存档备份，存于）. 英國廣播公司新聞網. 2013年4月16日 [2016年1月22日] （英文）.
341. ↑  . 新浪网. 环球网. 2017-03-07  [2017-07-31]. （原始内容存档于2023-03-06）.
342. ↑  亓樂義. 烏克蘭缺錢 洲際飛彈技術恐流向中國 （页面存档备份，存于）. 風傳媒. 2014年4月12日 [2016年2月19日] （繁體中文）.
343. ↑  HongQi 9 Surface-to-Air Missile System. 今日中國防務. 2009年10月3日 [2016年1月22日] （英文）.
344. ↑  法新社. China plays down fears after satellite shot down. 亞洲新聞台. 2007年1月20日 （英文）.
345. ↑  Wilson Chau. Chinese Navy Tests Land Attack Cruise Missiles: Implications for Asia-Pacific （页面存档备份，存于）. Asia Security Watch. 2012年7月25日 [2016年1月22日] （英文）.
346. ↑  比爾·戈茨. . 《華盛頓時報》. 2011-08-25  [2016-01-22]. （原始内容存档于2011-08-27） （英语）.
347. ↑  Greg Waldron. . Flightglobal（英语：Flightglobal）. 2012-11-26  [2016-01-22]. （原始内容存档于2016-02-24） （英语）.
348. ↑  Brian Spegele. China Adds Aircraft Carrier to Its Navy （页面存档备份，存于）. 《華爾街日報》. 2012年9月26日 [2016年1月22日] （英文）.
349. ↑   (PDF). 今日中國防務. 2006年  [2016-01-22]. （原始内容 (PDF)存档于2013-11-10） （英语）.
350. ↑  Tania Branigan. China unveils fleet of submarines in bid to build global trust （页面存档备份，存于）. 《衛報》. 2009年4月22日 [2016年1月22日] （英文）.
351. ↑  《中國日報》. 國防部回應「第三次高超音速飛行器試驗」 （页面存档备份，存于）. 鳳凰網. 2014年12月10日 [2016年1月22日] （简体中文）.
352. ↑  P·W·辛格. INSIDE CHINA'S SECRET ARSENAL （页面存档备份，存于）. 《科技新時代》. 2012年12月20日 [2016年1月22日] （英文）.
353. ↑  . 《Defense Update（英语：Defense Update）》.   [2016-01-22]. （原始内容存档于2011-01-02） （英语）.
354. ↑  Ground Forces. 今日中國防務. [2016年1月22日] （英文）.
355. ↑  . 央视网. 2020-01-12  [2020-01-12]. （原始内容存档于2020-01-12）.
356. ↑  . 央视网. 2021-04-24  [2023-06-19]. （原始内容存档于2021-04-25）.
357. ↑  James H. Nolt. ANALYSIS: The China-Taiwan military balance （页面存档备份，存于）. 亞洲時報在線. 1999年 [2016年1月22日] （英文）.
358. ↑  . 新华社. 2019-07-24  [2022-01-04]. （原始内容存档于2022-02-19）.
359. ↑  揭秘中国在海外维和是种怎样的体验 （页面存档备份，存于） 人民网 2016年01月08日
360. ↑  中國新聞社. 2005年中國軍力報告原文：解讀中國戰略 （页面存档备份，存于）. 中華網科技. 2005年7月20日 [2016年1月22日] （简体中文）.
361. ↑  C-SPAN. . 《華盛頓期刊（英语：Washington Journal）》. 2015-08-12  [2016-01-22]. （原始内容存档于2015-08-13） （英语）.
362. ↑  . 美國半島電視臺（英语：Al Jazeera America）. 2015-05-11  [2016-01-22]. （原始内容存档于2015-07-23） （英语）.
363. ↑  李文. 中俄海軍將首次在地中海舉行聯合演習 （页面存档备份，存于）. 英國廣播公司新聞網. 2015年4月30日 [2016年1月22日] （繁體中文）.
364. ↑  葉林. 美國說中國軍艦有權在白令海活動 （页面存档备份，存于）. 美國之音. 2015年9月4日 [2016年1月22日] （简体中文）.
365. ↑  美司令：中國簽訂首個「海外軍事基地」10年協議 （页面存档备份，存于）. 搜狐. 2015年11月27日 [2016年1月22日] （简体中文）.
366. ↑  Q. Y. Yu. The Implementation of China's Science and Technology Policy. 美國聖塔芭芭拉: 格林伍德出版集團. 1999年10月30日: 第2頁 [2016年1月24日]. ISBN 978-1567203325 （英文）.
367. ↑  傅高義. Deng Xiaoping and the Transformation of China. 美國劍橋: 哈佛大學出版社. 2011年9月26日: 第129頁. ISBN 978-0674055445 （英文）.
368. 1 2  . 《化學世界（英语：Chemistry World）》. 2014-09-09  [2016-01-24]. （原始内容存档于2015-02-19） （英语）.
369. ↑  Adam Aston. . GreenBiz. 2010-12-07  [2016-01-24]. （原始内容存档于2016-01-25） （英语）.
370. ↑  傑夫·柯文（英语：Geoff Colvin）. . . 2010-07-29  [2016-01-24] （英语）.
371. ↑  王小华. . 新華網. 2016-02-24  [2016-03-20]. （原始内容存档于2017-07-05） （英语）.
372. ↑  An. . 新華網. 2011-12-02  [2016-01-24]. （原始内容存档于2012-01-06） （英语）.
373. ↑  . 太平洋電腦網. 2014-12-14  [2016-01-24]. （原始内容存档于2015-09-23） （中文（简体））.
374. ↑  . 端傳媒. 2015-09-18  [2016-01-24]. （原始内容存档于2016-02-14） （中文（繁體））.
375. ↑  拉里·艾略特（英语：Larry Elliott）. . 《衛報》. 2014-11-12  [2016-01-24]. （原始内容存档于2016-02-01） （英语）.
376. ↑  . 新浪. 2015-11-11  [2016-01-24]. （原始内容存档于2016-03-04） （中文（简体））.
377. ↑  黄莉. . 價值中國網. 2012-09-26  [2016-01-24]. （原始内容存档于2017-07-10） （中文（简体））.
378. ↑  刘洋. . 《環球時報》. 2013-02-06  [2016-01-24]. （原始内容存档于2016-03-04） （中文（简体））.
379. ↑  Christina Larson. . 彭博新聞社. 2014-10-01  [2016-01-24]. （原始内容存档于2016-02-01） （英语）.
380. ↑  罗亮. . 新浪科技. 2015-03-14  [2016-03-20]. （原始内容存档于2022-12-01） （中文（简体））.
381. ↑  碧荷. . 北京大學. 2013-08-21  [2016-01-24]. （原始内容存档于2016-03-04） （中文（简体））.
382. ↑  諾貝爾獎卡洛林學院（英语：Nobel Assembly at Karolinska Institutet）.  (PDF). 諾貝爾委員會. 2015年  [2016-01-24]. （原始内容存档 (PDF)于2018-08-09） （英语）.
383. ↑  盛利. . 中華網科技. 2012-07-20  [2016-01-24]. （原始内容存档于2016-03-04） （中文（简体））.
384. ↑  . 国防科技信息网. 2016-11-14  [2017-11-11]. （原始内容存档于2020-01-15）.
385. ↑  孙闻和蔡敏. . 新華網. 2007-03-07  [2016-01-24]. （原始内容存档于2016-02-24） （中文（简体））.
386. ↑  吴兰. . 中國新聞社. 2016-02-03  [2016-02-19]. （原始内容存档于2016-02-11） （中文（简体））.
387. ↑  . 新华网. 2009-07-21  [2009-11-27]. （原始内容存档于2009-07-26）.
388. ↑  . 中国科学院. 2017-11-30  [2017-12-19]. （原始内容存档于2017-12-06）.
389. ↑  初晓慧. . 新浪网. 2017-06-15  [2017-06-15]. （原始内容存档于2017-12-22）.
390. ↑  . 中华人民共和国中央人民政府. 2009-09-27  [2023-09-28]. （原始内容存档于2010-08-18）.
391. ↑  叶永烈. . 科普中国. 2017-09-17  [2023-09-28]. （原始内容存档于2023-09-28）.
392. ↑  朱世慧. . 科学新闻. 2022-05-12  [2023-09-28]. 原始内容存档于2023-09-28.
393. ↑  . 中国科学院. 2022-05-26  [2023-09-28]. （原始内容存档于2022-07-07）.
394. ↑  . OFweek 激光网. 2022-10-28  [2023-09-28]. （原始内容存档于2023-09-28）.
395. ↑  天津工业生物技术研究所. . 中国科学院. 2021-09-24  [2023-09-28]. （原始内容存档于2023-06-06）.
396. ↑  吴一丁; 彭子龙; 赖丹; 赵燊; 王路; 陈伟强; 汪鹏. . 中国科学院院刊. 2023-02-20, 38 (2): 255–264. doi:10.16418/j.issn.1000-3045.20221026001.
397. ↑  . 海南大学材料科学与工程学院. 2021-11-18  [2023-09-28]. （原始内容存档于2023-09-28）.
398. ↑  . 《經濟學人》. 2012-08-02  [2016-01-24]. （原始内容存档于2012-08-03） （英语）.
399. ↑  法新社. . 《新海峽時報》. 2012-08-17  [2016-01-24]. （原始内容存档于2013-11-04） （英语）.
400. ↑  . 英國廣播公司新聞網. 2012-10-11  [2016-01-24]. （原始内容存档于2017-03-12） （英语）.
401. ↑  . TOP500. 2021年11月  [2022-01-04]. （原始内容存档于2016-01-26） （英语）.
402. ↑  张璐晶. . 新浪. 2015-12-28  [2016-01-24]. （原始内容存档于2016-02-17） （中文（简体））.
403. ↑  . 半导体前沿. 2021-08-12  [2022-01-04]. （原始内容存档于2022-03-22）.
404. ↑  金叶子. . 第一财经. 2021-07-15  [2022-01-04]. （原始内容存档于2022-03-22）.
405. ↑  . 新浪. 2016-01-09  [2016-01-24]. （原始内容存档于2016-02-17） （中文（简体））.
406. ↑  杨保国. . 科學網. 2010-06-04  [2016-01-24]. （原始内容存档于2016-02-16） （中文（简体））.
407. ↑  《人民日報》. . OFweek. 2016-01-11  [2016-01-24]. （原始内容存档于2016-02-16） （中文（简体））.
408. ↑  张克. . 科技日报. 2013-01-24  [2016-09-09]. （原始内容存档于2016-09-21） （中文（中国大陆））.
409. ↑  顾淑霞 刘蔚如. . 清华大学新闻网 (清华大学党委宣传部). 2013-03-18  [2016-09-09]. （原始内容存档于2017-01-11） （中文（中国大陆））.
410. ↑  . 新华网.   [2018-08-20]. （原始内容存档于2018-08-20）.
411. ↑  . 新华网.   [2020-12-04]. （原始内容存档于2020-12-12）.
412. ↑  邓晶琎; 夏博文. . 湖南省人民政府. 2021-09-09  [2021-12-12]. （原始内容存档于2022-01-01）.
413. ↑  . 国务院国资委. 2019-07-19  [2021-12-12]. （原始内容存档于2021-12-14）.
414. ↑  . 中国科普博览.   [2021-12-12]. （原始内容存档于2021-08-25）.
415. ↑  孙自法. . 中国新闻网. 2020-07-21  [2021-12-12]. （原始内容存档于2022-03-23）.
416. ↑  . 中国商飞. 2017-05-05  [2021-12-12]. （原始内容存档于2020-02-17）.
417. ↑  贾远琨; 周圆. . 新华网. 2023-05-28  [2023-06-07]. （原始内容存档于2023-05-28）.
418. ↑  Wei Long. . Space Daily. 2000-04-25  [2016-01-24]. （原始内容存档于2016-05-15） （英语）.
419. ↑  胡喆. . 新华网. 2021-12-10  [2021-12-10]. （原始内容存档于2021-12-10）.
420. ↑  .   [2021-12-12]. （原始内容存档于2022-03-22） （英语）.
421. ↑  . 中华人民共和国中央人民政府. 2020-07-31  [2021-12-12]. （原始内容存档于2021-01-28）.
422. ↑  . 中国航天科技集团. 2021-12-12  [2021-12-12]. （原始内容存档于2021-12-12）.
423. ↑  胡喆; 周旋. . 新华网. 2020-07-23  [2021-06-13]. （原始内容存档于2020-08-15）.
424. ↑  . 中国载人航天工程官方网站. 2011-04-23  [2021-07-25]. （原始内容存档于2021-07-01）.
425. ↑  . 中国载人航天工程官方网站. 2017-04-28  [2021-07-13]. （原始内容存档于2021-07-13）.
426. ↑  郭明芝; 郭中正. . 新华网. 2022-07-25  [2022-07-25]. （原始内容存档于2022-07-25）.
427. ↑  王逸涛; 王慧. . 新华社. 2022-11-01  [2022-11-05]. （原始内容存档于2022-11-01）.
428. ↑  王逸涛; 王慧. . 新华社. 2022-11-03  [2022-11-05]. （原始内容存档于2022-11-03）.
429. ↑  . 中国载人航天官方网站. 2021-04-29  [2021-07-13]. （原始内容存档于2021-07-13）.
430. ↑  . 中国载人航天工程官方网站. 2023-03-12  [2023-04-01]. （原始内容存档于2023-03-31）.
431. ↑  武力. 中國經濟發展60年述論 Archive.today的存檔，存档日期2015-09-20. 當代中國研究所. 2009年10月22日 [2016年1月22日] （简体中文）.
432. ↑  林毅夫、蔡昉和李周. 《中國的奇蹟: 發展戰略與經濟改革》. 香港: 中文大學出版社. 1995年: 第5頁. ISBN 978-9622016699 （英文）.
433. ↑  中國科學院中國現代化研究中心. 一、中國經濟現代化的歷史 （页面存档备份，存于）. 中國網. 2005年3月10日 [2016年1月22日] （简体中文）.
434. 1 2  Harsha V. Singh. 成为WTO的一员：对中国和全球贸易的影响 （页面存档备份，存于）. 國際貿易與永續發展中心（英语：International Centre for Trade and Sustainable Development）. 2012年1月15日 [2016年3月15日] （简体中文）.
435. ↑  Wayne M. Morrison.  (PDF). 國會研究機構（英语：Congressional Research Service）. 2015-10-21  [2016-01-22]. （原始内容存档 (PDF)于2017-10-10） （英语）.
436. ↑  唐偉傑. 中國30年年均經濟增長率是同期世界的3倍多 （页面存档备份，存于）. 中國新聞社. 2008年12月18日 [2016年1月22日] （简体中文）.
437. ↑  中華人民共和國國家統計局. 國內生產總值指數. 北京: 《中國統計年鑑—2007》. 2007年 （简体中文）.
438. ↑  張瑜. 津京滬穗渝入圍國家中心城市 區域發展戰略調整 （页面存档备份，存于）. 北方網. 2010年2月8日 [2016年1月22日]. （简体中文）.
439. ↑  2023年全年国内生产总值同比增长5.2% （页面存档备份，存于）. 人民日报. 2024-01-18 [2024-11-09]. （简体中文）
440. ↑  中國兩會2023：GDP增速目標5%近30年最低，赤字率3%保持高位. 英國廣播公司. 2023-03-05 [2024-11-09]. （中文）
441. ↑  Andrew Walker. Might China's economy stumble? （页面存档备份，存于）. 英國廣播公司新聞網. 2011年7月17日 [2016年1月22日] （英文）.
442. ↑  克勞斯·施瓦布.  (PDF). 世界經濟論壇. 2009年  [2016-01-22]. （原始内容 (PDF)存档于2015-11-29） （英语）.
443. ↑  Joe Weisenthal. FORGET THE BRICs: Citi's Willem Buiter Presents The 11 "3G" Countries That Will Win The Future （页面存档备份，存于）. 《商業內幕》. 2011年2月22日 [2016年1月22日] （英文）.
444. ↑  美國傳統基金會. Country Rankings （页面存档备份，存于）. 經濟自由度指數. 2015年 [2016年1月22日] （英文）.
445. 1 2  境內上市公司數量20年增長了150倍 （页面存档备份，存于）. 網易. 2010年10月19日 [2016年1月22日] （简体中文）.
446. 1 2  馬婧妤. 中國股票總市值全球第二. 金融界. 2010年12月31日 [2016年1月22日] .
447. ↑  2014年1-4季度我国GDP（国内生产总值）初步核算情况 （页面存档备份，存于）. 中華人民共和國國家統計局. 2015-01-21 [2016年1月22日] .
448. ↑  中國统计年鉴2016 （页面存档备份，存于）. 中华人民共和国国家统计局. [2016年1月22日] .
449. ↑  国家统计局：2014年文化产业增加值占GDP比重为3.76% （页面存档备份，存于）. 中國經濟網. 2015年11月26日 [2016年1月22日] .
450. ↑  2002及2011年中國三次產業結構比較圖 （页面存档备份，存于）. 中商情報網. 2012年8月20日 [2016年1月22日] （简体中文）.
451. ↑  Tami Luhby. . CNNMoney. 2012-04-26  [2016-01-22]. （原始内容存档于2014-01-12） （英语）.
452. ↑  CHINA’S RICH ARE GETTING POORER IN NEW HURUN RICH LIST. 胡潤百富榜. 2012年9月24日 [2016年1月22日] （英文）.
453. ↑  Moran Zhang. Richest People In China Got Poorer, Says Hurun Rich List 2012 （页面存档备份，存于）. 《國際財經時報》. 2012年9月25日 [2016年1月22日] （英文）.
454. ↑  新華社. China retail sales growth accelerates （页面存档备份，存于）. 《中國日報》. 2013年1月18日 [2016年1月22日] （英文）.
455. ↑  新華社. China's retail sales up 12.4 pct in Q1 （页面存档备份，存于）. 《環球時報》. 2013年4月15日 [2016年1月22日] （英文）.
456. ↑  Helen. Super Rich have Craze for luxury goods （页面存档备份，存于）. 中國日報. 2010年3月3日 [2016年1月22日] （英文）.
457. ↑  Jennifer Duggan. Income inequality on the rise in China （页面存档备份，存于）. 半島電視台. 2013年1月12日 [2016年1月22日] （英文）.
458. ↑  Damian Tobin. Inequality in China: Rural poverty persists as urban wealth balloons （页面存档备份，存于）. 中華人民共和國國家統計局. 2011年6月29日 [2016年1月22日] （英文）.
459. 1 2  Steep rise in Chinese food prices （页面存档备份，存于）. 英國廣播公司新聞網. 2008年4月16日 [2016年1月22日] （英文）.
460. ↑  Income inequality Delta blues （页面存档备份，存于）. 《經濟學人》. 2013年1月23日 [2016年1月22日] （英文）.
461. ↑  彭博新聞社. China Inflation Exceeding 6% Limits Wen’s Scope for Easing. 《彭博商業周刊》. 2011年10月4日 [2016年1月22日] （英文）.
462. ↑  Jamil Anderlini. China’s GDP up 9.1% in third quarter （页面存档备份，存于）. 《金融時報》. 2011年10月18日 [2016年1月22日] （英文）.
463. ↑  David Scutt. Germany's finance minister is worried about China's debt and shadow banking （页面存档备份，存于）. 《商業內幕》. 2015年4月16日 [2016年1月22日] （英文）.
464. ↑  華衷（英语：Jonathan Watts）. . 《衛報》. 2012-06-18  [2016-01-22]. （原始内容存档于2016-02-02） （英语）.
465. ↑  索爾·桑德斯（英语：Sol Sanders）. . World Tribune. 2007-06-29  [2016-01-22]. （原始内容存档于2009-08-10） （英语）.
466. ↑  魯吉·夏爾馬（英语：Ruchir Sharma）. . 《外交》. 2012年11月  [2016-01-22]. （原始内容存档于2016-02-21） （英语）.
467. ↑  列奥尼德·格里宁（英语：Leonid Grinin）. . Journal of Globalization Studies. 2011年11月  [2016-01-22]. （原始内容存档于2013-01-15） （英语）.
468. ↑  国务院公报. . 中华人民共和国中央人民政府.
469. ↑  林小昭. 李克強：逐步減少大規模人口「候鳥式」遷徙 （页面存档备份，存于）. 中華人民共和國國務院. 2014年9月17日 [2016年1月22日] （简体中文）.
470. ↑  《人民論壇》. 破解「新東北困局」——100位著名專家為東北新興支招（下） （页面存档备份，存于）. 人民網. 2015年11月1日 [2016年1月22日] （简体中文）.
471. ↑  China is already a market economy - Long Yongtu, Secretary General of Boao Forum for Asia. 東方網. 2008年11月 [2016年1月22日] （英文）.
472. ↑  瓦罕·簡吉恩（英语：Vahan Janjigian）. . 《富比士》. 2010-03-22  [2016-01-22]. （原始内容存档于2016-02-14） （英语）.
473. ↑  Gady Epstein. The Winners And Losers In Chinese Capitalism （页面存档备份，存于）. 《富比士》. 2010年8月31日 [2016年1月22日] （英文）.
474. ↑  Online Extra: "China Is a Private-Sector Economy". 《彭博商業周刊》. 2005年8月22日 [2016年1月22日] （英文）.
475. 1 2   (PDF). 經濟合作暨發展組織. 2006-05-22  [2016-01-22]. （原始内容 (PDF)存档于2013-11-09） （英语）.
476. ↑  John Lee. . 獨立研究中心（英语：Centre for Independent Studies）. 2008-07-26  [2016-01-22]. （原始内容存档于2008-07-26） （英语）.
477. ↑  China has socialist market economy in place （页面存档备份，存于）. 人民網. 2005年7月13日 [2016年1月22日] （英文）.
478. ↑  陳四清. 中国银行副行长陈四清在《财经》杂志刊登署名文章 （页面存档备份，存于）. 中國銀行. 2011年12月20日 [2016年3月15日] （简体中文）.
479. ↑  . Global 500 （页面存档备份，存于）. . 2015年 [2016年1月22日] （英文）.
480. ↑  柴逸扉和覃慶衛. 《財富》發布2015年世界500強：106家中國企業榜上有名 （页面存档备份，存于）. 人民網. 2015年7月24日 [2016年1月22日] （简体中文）.
481. ↑  2015年度最受讚賞的中國公司 （页面存档备份，存于）. . 2015年9月24日 [2016年1月22日] （简体中文）.
482. ↑  孫永傑. 阿里巴巴、百度、華為何以蟬聯2015年「最受讚賞的中國公司」排行榜三甲？ （页面存档备份，存于）. 雷鋒網. 2015年9月28日 [2016年1月22日] （简体中文）.
483. ↑  Liyan Chen. The World's Largest Companies 2014. 《富比士》. 2014年5月7日 [2016年1月22日] （英文）.
484. ↑  張瑜. 工業：世界第一製造業大國 （页面存档备份，存于）. 《今日中國》. 2012年11月8日 [2016年1月22日] （简体中文）.
485. ↑  《華西都市報》. 李克強的王牌計劃：中國製造2025 （页面存档备份，存于）. 鳳凰網. 2015年3月11日 [2016年1月22日] （简体中文）.
486. ↑  廖國紅. 蘇波就《中國製造2025》答中外記者問 （页面存档备份，存于）. 新華網. 2015年3月30日 [2016年1月22日] （简体中文）.
487. ↑  中國新聞社. 外媒解析政府報告點睛詞：2025製造、不可任性 （页面存档备份，存于）. 和訊網. 2015年3月6日 [2016年1月22日] （简体中文）.
488. ↑  林珂. 中國製造2025點燃工業強國夢 聚焦4大新興領域8股 （页面存档备份，存于）. 和訊網. 2015年5月30日 [2016年1月22日] （简体中文）.
489. ↑  工信部編制中國製造2025規劃：劍指工業強國 （页面存档备份，存于）. 觀察者網. 2014年6月30日 [2016年1月22日] （简体中文）.
490. ↑  . www.stats.gov.cn.   [2018-03-05]. （原始内容存档于2018-03-05）.
491. ↑  《中國統計年鑑—2007》. 北京: 中華人民共和國國家統計局. 2007年 （简体中文）.
492. ↑  黃欣. 陸去年GDP成長 罕見下修 （页面存档备份，存于）. 中時電子報. 2015年9月8日 [2016年1月22日] （繁體中文）.
493. ↑  紅象金融研究中心. 概念解讀：創25年新低？GDP增長的6.9% （页面存档备份，存于）. 界面新聞. 2015年9月8日 [2016年1月22日] （简体中文）.
494. ↑  正確看待中國經濟結構重塑期的增速調整現象 （页面存档备份，存于）. 中國評論通訊社. 2015年5月15日 [2016年3月15日] （繁體中文）.
495. ↑  《法制晚報》. 商务部：消费对GDP贡献超6成 对外投资居世界第三 （页面存档备份，存于）. 新華網. 2016年2月23日 [2016年3月15日] （简体中文）.
496. ↑  .   [2016-01-04]. （原始内容存档于2016-03-04）.
497. ↑  .   [2018-10-16]. （原始内容存档于2018-10-17）.
498. ↑  科技日报.核心工业软件：智能制造的中国“无人区” （页面存档备份，存于）. 人民网. 2018年5月17日 [2018年10月16日] （简体中文）.
499. ↑  中央情報局. FIELD LISTING :: BUDGET （页面存档备份，存于）. 《世界概況》. [2016年1月22日] （英文）.
500. ↑  《環球時報》. 中國財政部研究人員：中國2010年財政赤字約占GDP的2.8% （页面存档备份，存于）. 環球網. 2011年1月5日 [2016年1月22日] （简体中文）.
501. ↑  韩洁、罗博和孙闻. 中国２０１５年财政赤字增至１．６２万亿元应对经济下行风险 （页面存档备份，存于）. 新華網. 2015年3月5日 [2016年3月15日] （简体中文）.
502. ↑  中國考慮擴大財政赤字 （页面存档备份，存于）. 法國國際廣播電臺. 2015年12月30日 [2016年1月22日] （简体中文）.
503. ↑  . 中国电力企业联合会. 2023-07-07  [2024-03-09]. （原始内容存档于2024-03-31） （中文（简体））.
504. ↑  China （页面存档备份，存于）. 世界銀行. 2014年 [2016年1月22日] （英文）.
505. ↑  Spencer Swartz和Shai Oster. China Tops U.S. in Energy Use （页面存档备份，存于）. 《華爾街日報》. 2010年7月18日 [2016年1月22日] （英文）.
506. ↑  中央情報局. COUNTRY COMPARISON :: ELECTRICITY - CONSUMPTION （页面存档备份，存于）. 《世界概況》. 2012年 [2016年1月22日] （英文）.
507. ↑  中共中央辦公廳. 中共中央國務院 關於進一步深化電力體制改革的若干意見 （页面存档备份，存于）. 界面新聞. 2015年3月22日 [2016年1月22日] （简体中文）.
508. ↑  中國電力工業聯合會：中國發電量躍居世界第一 （页面存档备份，存于）. 《中國日報》. 2012年7月27日 [2016年1月22日] （简体中文）.
509. ↑  Lisa Friedman. China Leads Major Countries With $34.6 Billion Invested in Clean Technology （页面存档备份，存于）. 《紐約時報》. 2010年3月25日 [2016年1月22日] （英文）.
510. ↑  Richard Black. China steams ahead on clean energy （页面存档备份，存于）. 英國廣播公司新聞網. 2010年3月26日 [2016年1月22日] （英文）.
511. ↑  杰克·潘考夫斯基（英语：Jack Perkowski）. . 《富比士》. 2012-07-27  [2016-01-22]. （原始内容存档于2012-12-04） （英语）.
512. ↑  基思·布拉德捨（英语：Keith Bradsher）. . 《紐約時報》. 2010-01-30  [2016-01-22]. （原始内容存档于2012-04-20） （英语）.
513. ↑  David Biello. China's Big Push for Renewable Energy （页面存档备份，存于）. 《科學人》. 2008年8月4日 [2016年1月22日] （英文）.
514. 1 2  . BBC News 中文.   [2022-04-06]. （原始内容存档于2022-05-23） （中文（简体））.
515. ↑  Hao Xin. . 《科學》. 2012-03-09  [2016-01-22]. （原始内容存档于2016-02-24） （英语）.
516. ↑  . 国家能源局. 2016-02-02  [2016-11-22]. （原始内容存档于2016-11-23）.
517. ↑  仲新源. . 中国能源网. 中国可再生能源学会风能专业委员会. 2016-04-05  [2016-11-22]. （原始内容存档于2016-11-23）.
518. ↑  《環球時報》. . 新浪. 2016-01-28  [2016-01-22]. （原始内容存档于2016-01-29） （中文（简体））.
519. ↑  國務院新聞辦公室. . 新華網. 2000年12月  [2016-01-24]. （原始内容存档于2015-11-02） （中文（简体））.
520. ↑  Mamta Badkar. The Ultimate Guide To China's Voracious Energy Use （页面存档备份，存于）. 《商業內幕》. 2012年8月17日 [2016年1月22日] （英文）.
521. ↑  中央情報局. COUNTRY COMPARISON :: CRUDE OIL - PRODUCTION （页面存档备份，存于）. 《世界概況》. 2012年 [2016年1月22日] （英文）.
522. ↑  裴敏欣. . 卡內基國際和平基金會. 2006-04-13  [2016-01-22]. （原始内容存档于2016-02-23） （英语）.
523. ↑  China overtakes US as the biggest importer of oil （页面存档备份，存于）. 英國廣播公司新聞網. 2013年10月10日 [2016年1月22日] （英文）.
524. ↑  . 中国发改委. 经济运行调节局子站. 2016-01-22  [2016-11-22]. （原始内容存档于2016-11-23）.
525. ↑  陆琦. . 科学网. 2017-05-19  [2017-06-18]. （原始内容存档于2017-06-10）.
526. 1 2 3  . 中华人民共和国交通运输部. 2024-06-18  [2025-01-19]. （原始内容存档于2024-07-23）.
527. ↑  . 中国政府网. 2023-02-27  [2025-01-19]. （原始内容存档于2024-05-19）.
528. ↑  . 中央情报局. 2025-01-15  [2025-01-19]. （原始内容存档于2025-02-15）.
529. ↑  Stephen Calogera. . egmCarTech. 2010-01-08  [2016-01-22]. （原始内容存档于2017-07-08） （英语）.
530. ↑  . 新华网. 2025-01-13  [2025-01-19]. （原始内容存档于2025-01-19）.
531. ↑  梁秋坪; 郝萍. . 人民网. 2025-01-17  [2025-01-19]. （原始内容存档于2025-01-19）.
532. 1 2  樊曦. . 新华网. 2025-01-02  [2025-01-18]. （原始内容存档于2025-01-14）.
533. ↑  . 国家铁路局. 2025-01-16  [2025-01-18]. （原始内容存档于2025-01-18）.
534. ↑  李佩宣; 罗望舒. . 中国日报中文网. 中国日报. 2024-09-14  [2025-01-19]. （原始内容存档于2024-09-14）.
535. ↑  严冰. . 新华网. 2024-09-20  [2025-01-18]. 原始内容存档于2024-11-21.
536. ↑  . 英國廣播公司新聞網. 2012-12-26  [2016-01-22]. （原始内容存档于2016-03-28） （英语）.
537. ↑  唐珩和凌越. . 新浪. 2012-12-07  [2016-01-22]. （原始内容存档于2016-03-04） （中文（简体））.
538. ↑  何欣. . 今晚網. 2012-12-29  [2016-01-22]. （原始内容存档于2013-11-02） （中文（简体））.
539. ↑  新聞晚報. . 商都網. 2012-10-26  [2016-01-22]. （原始内容存档于2016-03-04） （中文（简体））.
540. ↑  王智. . 《國際財經時報》. 2010-04-08  [2016-01-22]. （原始内容存档于2010-04-11） （中文（简体））.
541. ↑  史芳芳. . 雅虎. 2011-01-21  [2016-01-22]. （原始内容存档于2012-03-14） （中文（简体））.
542. ↑  . 中国政府网. 2025-01-16  [2025-01-19]. （原始内容存档于2025-01-19）.
543. ↑  James T. Areddy. . 《華爾街日報》. 2013-11-10  [2016-01-22]. （原始内容存档于2016-02-01） （英语）.
544. ↑  法新社. . Railway Technology. 2013-08-29  [2016-01-22]. （原始内容存档于2014-05-30） （英语）.
545. ↑   (PDF). 中国民用航空局. 2024-03-20  [2024-03-21]. （原始内容存档 (PDF)于2024-03-20）.
546. ↑  高江虹. . 21世纪经济报道. 2015-08-26  [2016-09-02]. （原始内容存档于2016-09-14）.
547. ↑  . 英國廣播公司新聞網. 2013-07-12  [2016-01-22]. （原始内容存档于2015-04-25） （英语）.
548. ↑  . 洲际船务集团. 2024-07-10  [2025-01-19]. （原始内容存档于2024-05-19）.
549. ↑  . 世界航運評議會（英语：World Shipping Council）.   [2016-01-22]. （原始内容存档于2017-02-22） （英语）.
550. ↑  . 中国新闻网. 2021-06-24  [2025-01-19]. （原始内容存档于2021-06-24）.
551. ↑  李思远; 张阳. . 中国政府网. 2024-12-26  [2025-01-19]. （原始内容存档于2025-01-19）.
552. ↑  China Britain Business Council: One Belt One Road （页面存档备份，存于）
553. ↑  . 新京报. 2014-07-17  [2021-10-05]. （原始内容存档于2021-12-14） （中文）.
554. ↑  . 央视新闻. 2020-11-15  [2020-11-15]. （原始内容存档于2020-12-02）.
555. ↑  黃林昊. 中國成為最大貿易國之際訪商務部部長高虎城 （页面存档备份，存于）. 中華人民共和國政府. 2014年3月1日 [2016年1月22日] （简体中文）.
556. ↑  . World Bank Open Data.   [2023-08-20]. （原始内容存档于2023-02-17）.
557. ↑  . International Trade Centre.   [2023-08-18]. （原始内容存档于2023-11-03）.
558. ↑  . 北京青年报. 2023-01-17  [2023-11-10]. （原始内容存档于2023-11-10）.
559. ↑  . 腾讯网. 2023-01-14  [2023-11-10]. （原始内容存档于2023-11-10）.
560. ↑   (PDF). Bank for International Settlements: 12. 2022-10-27  [2022-10-29]. （原始内容存档 (PDF)于2022-10-27）.
561. ↑  . 遠見雜誌 - 前進的動力. 2023-05-09  [2023-05-28]. （原始内容存档于2023-06-03） （中文）.
562. ↑  严赋憬. . 新华社. 2023-08-24  [2023-11-10]. （原始内容存档于2023-11-06）.
563. ↑  . 券商中国. 2023-09-08  [2023-11-10]. （原始内容存档于2023-11-10）.
564. ↑  . 新浪科技. 2023-07-14  [2023-11-10]. （原始内容存档于2023-11-10）.
565. ↑  . Department of the Treasury/Federal Reserve Board. 2023-05-15  [2023-06-03]. （原始内容存档于2023-07-28）.
566. ↑  .   [2024-05-03]. （原始内容存档于2024-01-28）.
567. 1 2  曹晓轩. . 中華人民共和國國務院. 2012-04-20  [2016-01-22]. （原始内容存档于2014-12-13） （中文（简体））.
568. ↑  . 中華人民共和國國家統計局. 2011-04-28  [2016-01-22]. （原始内容存档于2021-05-16） （英语）.
569. ↑  中央情報局. . 《世界概況》.   [2016-01-22]. （原始内容存档于2012-05-04） （英语）.
570. ↑  新華社. . 人民網. 2008-01-22  [2016-01-22]. （原始内容存档于2013-07-24） （英语）.
571. ↑  新華社. . 中國網絡電視台. 2014-01-24  [2016-01-22]. （原始内容存档于2014-03-12） （英语）.
572. ↑  印度報業托拉斯. . 《商業標準報》. 2014-01-24  [2016-01-22]. （原始内容存档于2017-10-10） （英语）.
573. ↑  Simon Parry. . 《每日電訊報》. 2005-01-09  [2016-01-22]. （原始内容存档于2013-10-23） （英语）.
574. ↑  . 英國廣播公司新聞網. 2007-01-12  [2016-01-22]. （原始内容存档于2021-01-22） （英语）.
575. 1 2 3  Wang Guanqun. . 新華網. 2011-04-28  [2016-01-22]. （原始内容存档于2013-07-24） （英语）.
576. ↑  Gretchen Livingston. . 皮尤研究中心. 2013-09-24  [2016-01-22]. （原始内容存档于2017-10-10） （英语）.
577. ↑  . 新浪财经. 华尔街见闻. 2014-02-20  [2016-11-23]. （原始内容存档于2016-11-23）.
578. ↑  罗争光. . 新华网.   [2019-10-14]. （原始内容存档于2019-10-14）.
579. ↑  . 国家统计局. 世界银行WDI数据库.   [2016-11-23]. （原始内容存档于2017-01-24）.
580. ↑  . 世界人口网. 2016-06-23  [2016-11-23]. （原始内容存档于2016-11-23）.
581. ↑  . 凤凰经济. 21世纪经济报道. 2016-11-23  [2016-11-23]. （原始内容存档于2016-11-23）.
582. 1 2 3  . 麥肯錫公司. 2009年2月  [2016-01-22]. （原始内容存档于2015-10-05） （英语）.
583. 1 2  . 《經濟學人》. 2014-04-16  [2016-01-22]. （原始内容存档于2015-02-14） （英语）.
584. ↑  . 中華人民共和國國家統計局.   [2016-01-22]. （原始内容存档于2016-02-01） （英语）.
585. 1 2  Sophie Song. . 《國際財經時報》. 2013-05-28  [2016-01-22]. （原始内容存档于2016-02-25） （英语）.
586. ↑  Jaime A. FlorCruz. . CNN. 2012-01-20  [2016-01-22]. （原始内容存档于2016-03-06） （英语）.
587. ↑  Frank Langfitt. . 全國公共廣播電台. 2012-08-07  [2016-01-22]. （原始内容存档于2013-10-18） （英语）.
588. ↑  宋岩. . 中華人民共和國政府. 2014-11-20  [2016-01-22]. （原始内容存档于2016-03-04） （中文（简体））.
589. ↑  武豪. . 新華網. 2014-03-17  [2016-01-22]. （原始内容存档于2014-08-20） （中文（简体））.
590. 1 2 3 4  . 中華人民共和國國家統計局. 2011-04-28  [2016-01-22]. （原始内容存档于2013-11-14） （英语）.
591. ↑  Amanda Lilly. . 《華盛頓郵報》. 2009-07-08  [2016-01-22]. （原始内容存档于2015-11-05） （英语）.
592. ↑  Gregory Veeck、Clifton W. Pannell、Christopher J. Smith和Youqin Huang. China's Geography: Globalization and the Dynamics of Political, Economic, and Social Change. 美國蘭哈姆: 羅曼和利特爾菲爾德（英语：Rowman & Littlefield）. 2011年7月16日: 第102頁 [2016年1月24日]. ISBN 978-0742567849 （英文）.
593. ↑  中華人民共和國國家民族事務委員會. . 中華人民共和國政府. 2005-07-26  [2016-01-22]. （原始内容存档于2017-08-09） （中文（简体））.
594. ↑  . 中華人民共和國國家統計局. 2011-04-29  [2016-01-22]. （原始内容存档于2021-05-16） （英语）.
595. ↑  中華人民共和國衛生部. . 人民网. 1955-03-01  [2017-06-18]. （原始内容存档于2011-08-25） （中文（简体））.
596. 1 2  Therese Hesketh和Zhu Wei Xing. . 《新英格蘭醫學雜誌》. 2005-09-15  [2016-01-22]. （原始内容存档于2012-04-21） （英语）.
597. ↑  《中華人民共和國人口與計劃生育法》. 北京: 全國人民代表大會常務委員會. 2001年12月29日 （简体中文）.
598. ↑  中華人民共和國國家人口和計劃生育委員會. . 中華人民共和國政府. 2005-10-24  [2016-01-22]. （原始内容存档于2017-07-06） （中文（简体））.
599. ↑  . 英國廣播公司新聞網. 2001-03-28  [2016-01-22]. （原始内容存档于2016-04-01） （英语）.
600. ↑  . 《經濟學人》. 2011-05-05  [2016-01-22]. （原始内容存档于2011-10-31） （英语）.
601. ↑  中國共產黨第十八屆中央委員會第三次全體會議. . 中華人民共和國政府. 2013-11-15  [2016-01-22]. （原始内容存档于2016-10-12） （中文（简体））.
602. ↑  美聯社. . 《今日美國》. 2013-12-28  [2016-01-22]. （原始内容存档于2013-12-31） （英语）.
603. ↑  . 《发展研究》. 2017年, (第11期): 50–53  [2023-06-19]. （原始内容存档于2022-11-12）.
604. ↑  . CNN. 2008-03-10  [2016-01-22]. （原始内容存档于2018-10-05） （英语）.
605. ↑  中金网. . 網之易. 2015-12-28  [2016-03-15]. （原始内容存档于2016-03-02） （中文（简体））.
606. ↑  券商中国. . 搜狐. 2019-01-03  [2019-01-03]. （原始内容存档于2019-01-03） （中文（简体））.
607. ↑  . 搜狐. 2019-01-03  [2019-01-03]. （原始内容存档于2019-01-03） （中文（简体））.
608. ↑  . bbc中文新聞網.   [2021-02-18]. （原始内容存档于2021-06-16）.
609. ↑  M. Paul Lewis. . 民族語. 2009年  [2016-01-22]. （原始内容存档于2016-03-01） （英语）.
610. ↑  第九屆全國人民代表大會常務委員會. . 中華人民共和國政府. 2005-08-31  [2016-02-17]. （原始内容存档于2021-01-24） （中文（简体））.
611. ↑  《中華人民共和國國家通用語言文字法》. 北京: 全國人民代表大會常務委員會. 2000年10月31日 （简体中文）.
612. ↑  Language Planning and Policy in Asia, Vol.1: Japan, Nepal and Taiwan and Chinese Characters. Multilingual Matters. 2008年8月7日: 第42頁 [2016年1月24日]. ISBN 978-1847690951 （英文）.
613. ↑  . 中華人民共和國政府. 2005-08-16  [2016-01-22]. （原始内容存档于2013-07-25） （英语）.
614. ↑  . 全国人民代表大会常务委员会.   [2020-02-12]. （原始内容存档于2021-10-12）.
615. ↑  新華社. . 《中國日報》. 2011-08-08  [2016-01-22]. （原始内容存档于2014-07-25） （英语）.
616. ↑  . 人民網. 2011-03-11  [2016-01-22]. （原始内容存档于2016-02-02） （英语）.
617. ↑  中華人民共和國教育部. . 中國網. 2006-10-20  [2016-01-22]. （原始内容存档于2017-10-10） （英语）.
618. ↑  . 国家统计局.   [2020-02-12]. （原始内容存档于2020-02-08）.
619. ↑  . 软科世界大学学术排名.   [2024-05-16] （中文（中国大陆））.
620. ↑  聯合國教育、科學及文化組織統計司（英语：UNESCO Institute for Statistics）. . 世界銀行.   [2016-01-22]. （原始内容存档于2016-04-10） （英语）.
621. ↑  聯合國教育、科學及文化組織統計司（英语：UNESCO Institute for Statistics）. . 世界銀行.   [2020-02-13]. （原始内容存档于2016-04-10） （英语）.
622. ↑  . 央视网. 2022-04-21  [2023-06-19]. （原始内容存档于2022-05-23）.
623. ↑  袁小华. . 科学网. 2021-06-29  [2022-04-23]. （原始内容存档于2022-05-23）.
624. ↑  . 上海交通大學. 2015年  [2016-01-22]. （原始内容存档于2015-08-20） （中文（简体））.
625. ↑   (PDF). OECD.   [2020-02-13]. （原始内容存档 (PDF)于2020-12-09）.
626. ↑  . 新華網. 2005-12-28  [2016-01-22]. （原始内容存档于2013-05-10）.
627. ↑  新華網. . 中國經濟網. 2006-02-21  [2016-01-22]. （原始内容存档于2017-10-10） （英语）.
628. ↑  . 中华人民共和国教育部. 2019-04-30  [2020-02-13]. （原始内容存档于2020-02-13）.
629. ↑  . 《紐約時報》. 2013-01-16  [2016-01-22]. （原始内容存档于2013-11-13） （英语）.
630. ↑  Dexter Roberts. . 《彭博商業周刊》. 2013-04-04  [2016-01-22]. （原始内容存档于2016-02-08） （英语）.
631. ↑  Buang, Sa'eda; Chew, Phyllis Ghim-Lian. . Routledge. 2014-05-09: 75. ISBN 978-1-317-81500-6 （英语）. 后来，新中国以无神论及共产主义意识形态为基础。在此意识形态的框架内，宗教被视为“扭曲”的世界观，人们相信宗教随着人类社会的发展最终必然消失。20世纪50年代初至70年代末，中国共产党发动了一系列反宗教运动。在此30年间，教堂、寺庙和清真寺被关闭，其中的伊玛目被强制接受“再教育”。
632. ↑  . 國家宗教事務局.   [2016-01-22]. （原始内容存档于2015-08-12） （中文（简体））.
633. ↑  國際蓋洛普（英语：WIN/GIA）.  (PDF). 《華盛頓郵報》. 2015年4月  [2016-01-22]. （原始内容存档 (PDF)于2022-10-09） （英语）.
634. 1 2  陶郁.  (PDF). Europe-China Research and Advice Network. 2012年  [2016-01-22]. （原始内容 (PDF)存档于2014-10-06） （英语）.
635. ↑  國際蓋洛普（英语：WIN/GIA）. . 英國廣播公司新聞網. 2007-02-07  [2016-01-22]. （原始内容存档于2018-12-16） （英语）.
636. ↑  Anna Sun. Confucianism as a World Religion: Contested Histories and Contemporary Realities. 美國普林斯頓: 普林斯頓大學出版社. 2015年8月11日: 第86頁 [2016年1月24日]. ISBN 978-0691168111 （英文）.
637. 1 2  Xinzhong Yao和Yanxia Zhao. Chinese Religion: A Contextual Approach. 英國倫敦: 布魯姆斯伯里出版社. 2010年5月1日: 第9頁至第11頁 [2016年1月24日]. ISBN 978-1847064769 （英文）.
638. ↑  Chinese Religions in Contemporary Societies. 美國聖塔芭芭拉: ABC-CLIO（英语：ABC-CLIO）. 2006年4月3日: 第57頁 [2016年1月24日]. ISBN 978-1851096268 （英文）.
639. ↑  Zhibin Xie. Religious Diversity And Public Religion in China. 英國法納姆: 阿什蓋特出版社（英语：Ashgate Publishing）. 2006年12月11日: 第73頁 [2016年1月24日]. ISBN 978-0754656487 （英文）.
640. ↑  Steven F. Teiser. . 哥倫比亞大學.   [2016-01-22]. （原始内容存档于2015-01-19） （英语）.
641. ↑  唐納德·洛佩茲（英语：Donald S. Lopez, Jr.）. Religions of China in Practice. 美國普林斯頓: 普林斯頓大學出版社. 1996年3月18日. ISBN 978-0691021430 （英文）.
642. ↑  André Laliberté. . 《中國當代問題研究期刊（英语：Journal of Current Chinese Affairs）》. 2011年  [2016-01-22]. （原始内容存档于2016-02-04） （英语）.
643. ↑  F. Dikotter. The Construction of Racial Identities in China and Japan. 香港: 香港大學出版社. 1997年11月11日: 第75頁至第95頁 [2016年1月24日]. ISBN 978-9622094437 （英文）.
644. ↑  . 国家宗教事务局.   [2017-06-18]. （原始内容存档于2017-01-18） （中文（简体））.
645. ↑  . 皮尤研究中心. 2008-05-02  [2016-01-22]. （原始内容存档于2018-06-12） （英语）.
646. ↑  . 英國廣播公司新聞網. 2002-10-02  [2016-01-22]. （原始内容存档于2018-11-22） （英语）.
647. ↑   (PDF). 皮尤研究中心. 2009年10月  [2016-01-22]. （原始内容 (PDF)存档于2013-07-25） （英语）.
648. ↑  Lee W. Bailey. Introduction to the World's Major Religions. 美國聖塔芭芭拉: 格林伍德出版集團. 2006年: 第65頁 [2016年1月24日]. ISBN 978-0313336348 （英文）.
649. ↑  . 中国医药信息查询平台. 2023-04-25  [2024-05-17] （中文（中国大陆））.
650. ↑  陈俊杰. . 每日经济新闻. 2023-11-27  [2024-05-17] （中文（中国大陆））.
651. ↑  . 中華人民共和國政府.   [2016-01-22]. （原始内容存档于2014-07-14） （英语）.
652. ↑  《新世纪》. . 中國經營網. 2012-05-03  [2016-03-27]. （原始内容存档于2017-10-27） （中文（简体））.
653. ↑  彭博新聞社. . 亞洲經濟學院. 2009-01-22  [2016-01-22]. （原始内容存档于2016-02-24） （英语）.
654. ↑  Yuanli Liu. . 《紐約時報》. 2011-11-01  [2016-01-22]. （原始内容存档于2013-11-13） （英语）.
655. ↑  . 《日本經濟新聞》. 2015-04-10  [2016-02-21]. （原始内容存档于2016-03-11） （中文（繁體））.
656. ↑  張大衛（英语：David Barboza）. . 《紐約時報》. 2012-08-05  [2016-01-22]. （原始内容存档于2013-04-24） （英语）.
657. ↑  新華社. . 人民網. 2009-10-04  [2016-01-22] （英语）.
658. ↑  人民網. . 中國網. 2001-09-11  [2016-01-22] （英语）.
659. ↑  中央情報局. COUNTRY COMPARISON :: LIFE EXPECTANCY AT BIRTH （页面存档备份，存于）. 《世界概況》. [2016年1月22日] （英文）.
660. ↑  世界發展指標（英语：World Development Indicators）. . 世界銀行.   [2016-01-22]. （原始内容存档于2017-10-10） （英语）.
661. ↑  世界發展指標. . 世界銀行.   [2016-01-22]. （原始内容存档于2010-07-13） （英语）.
662. ↑  陈韶鹏. . 39健康網. 2012-08-12  [2016-01-22]. （原始内容存档于2017-07-10） （中文（简体））.
663. ↑  国家体育总局. . 中央政府门户网站. 2016-05-13  [2019-06-02]. （原始内容存档于2019-06-06） （中文）.
664. ↑  Richard Stone. . 《科學》. 2012-04-27  [2016-01-22]. （原始内容存档于2016-03-05） （英语）.
665. ↑  . 《經濟學人》. 2014-06-26  [2016-01-22]. （原始内容存档于2015-06-24） （英语）.
666. ↑  . UN-Water: 49.   [2021-07-11]. （原始内容存档于2021-08-01） （美国英语）. Fig. 55 Percentage point difference in the use of safely managed services between urban and rural areas, 2015
667. ↑  世界衛生組織和聯合國兒童基金會. . 供水及廁所衞生聯合監察報告（英语：Joint Monitoring Programme for Water Supply and Sanitation）. 2015年  [2016-01-22]. （原始内容存档于2014-04-19） （英语）.
668. ↑  Leslie Hook. . 《金融時報》. 2013-05-14  [2016-01-22]. （原始内容存档于2015-01-13） （英语）.
669. ↑  . Global Water Intelligence. 2010年10月  [2016-01-22]. （原始内容存档于2016-07-15） （英语）.
670. ↑  馬利德. . 《金融時報》. 2007-07-02  [2016-01-22]. （原始内容存档于2015-07-11） （英语）.
671. ↑  Didi Kirsten Tatlow. . 《紐約時報》. 2010-06-10  [2016-01-22]. （原始内容存档于2010-06-14） （英语）.
672. ↑  Bruce Kennedy. . CNN. 1999年  [2016-01-22]. （原始内容存档于2016-04-10） （英语）.
673. ↑  . 人民網. 2000-08-04  [2016-01-22]. （原始内容存档于2016-03-05） （英语）.
674. ↑  .   [2021-04-07]. （原始内容存档于2021-06-16）.
675. ↑  Robert Steinbrook. . 《新英格蘭醫學雜誌》. 2004年  [2016-01-22]. （原始内容存档于2015-04-02） （英语）.
676. ↑  胡浩. . 新華網. 2014-12-01  [2016-01-22]. （原始内容存档于2015-04-02） （中文（简体））.
677. ↑  胡浩. . 新華網. 2015-01-16  [2016-01-22]. （原始内容存档于2015-06-26） （中文（简体））.
678. ↑  . 世界衛生組織. 2004-05-18  [2016-01-22]. （原始内容存档于2016-02-14） （英语）.
679. ↑  . 中华人民共和国中央人民政府. 2021-01-18  [2021-10-27]. （原始内容存档于2021-12-11）.
680. ↑  . 自由時報電子報. 2022-11-27  [2024-05-15]. （原始内容存档于2022-11-30） （中文（臺灣））.
681. ↑  . 中国政府网. 2022-12-07  [2024-05-15]. （原始内容存档于2024-05-15） （中文（中国大陆））.
682. ↑  Zhao, Yuezhi. . University of Illinois Press. 1998. ISBN 978-0-252-06678-8 （英语）.
683. ↑  傑安迪. . 《紐約時報》. 2012-08-16  [2016-01-24]. （原始内容存档于2016-11-18） （英语）.
684. ↑  張大衛（英语：David Barboza）. . 《紐約時報》. 2008-08-21  [2016-01-24]. （原始内容存档于2016-12-28） （英语）.
685. ↑  Anne-Marie Brady. Marketing Dictatorship: Propaganda and Thought Work in Contemporary China. 美國蘭哈姆: 羅曼和利特爾菲爾德（英语：Rowman & Littlefield）. 2007年11月26日 [2016年1月24日]. ISBN 978-0742540576 （英文）.
686. 1 2 3 4  . 中華人民共和國國家新聞出版廣電總局. 1997-08-11  [2016-01-24]. （原始内容存档于2015-04-23） （中文（简体））.
687. ↑  闻竞. . 人民网. 2016-09-12  [2024-03-24]. （原始内容存档于2024-03-24） –西部学刊 （中文（中国大陆））.
688. ↑  康小兰. . 中华人民共和国国务院新闻办公室网站. 2010-07-15  [2024-03-24]. （原始内容存档于2024-03-24） –中国网 （中文（中国大陆））.
689. ↑  . 《聯合早報》. 2015-07-03  [2016-01-24]. （原始内容存档于2017-07-03） （中文（简体））.
690. ↑  Florin Badescu. . Mediafax（英语：Mediafax）. 2014-10-09  [2016-01-24]. （原始内容存档于2016-03-04） （罗马尼亚语）.
691. ↑  . Realitatea TV（英语：Realitatea TV）. 2015-01-05  [2016-01-24]. （原始内容存档于2016-03-04） （罗马尼亚语）.
692. ↑   (PDF). 人權觀察. 2008年7月  [2016-01-24]. （原始内容存档 (PDF)于2015-09-24） （英语）.
693. ↑  Dan Tomozei. . O cărămidă din Marele Zid. 2014-09-11  [2016-01-24]. （原始内容存档于2016-03-04） （罗马尼亚语）.
694. ↑  . 自由之家. 2011-12-20  [2016-01-24]. （原始内容存档于2014-04-10） （英语）.
695. ↑  腾讯公司.  (PDF). 2019-06-30  [2020-02-12]. （原始内容存档 (PDF)于2020-02-12）.
696. ↑  . 数据科学家联盟. 2015-07-06  [2016-01-24]. （原始内容存档于2016-10-24） （中文（简体））.
697. ↑  吴忠民. . 《浙江学刊》. 1997  [2016-01-22]. CN 33-1005/C. ISSN 1003-420X. （原始内容存档于2016-03-04） （中文）.
698. ↑  姚亮、呂東霞和林永強. . 《党政干部学刊》 (辽宁省). 2011, (6)  [2016-01-22]. ISSN 1672-2426. （原始内容存档于2017-07-13） （中文）.
699. ↑  . HighBeam Research（英语：HighBeam Research）. 美聯社. 2002-05-11  [2016-01-22]. （原始内容存档于2016-02-25） （英语）.
700. ↑  第十一屆全國人民代表大會常務委員會. 《中華人民共和國食品安全法》. 北京: 全國人民代表大會. 2015年4月24日 （简体中文）.
701. ↑  王文嫣. . 和訊網. 上海证券报. 2012-06-14  [2016-01-22]. （原始内容存档于2017-07-13） （中文（简体））.
702. ↑  余晓洁. . 新華網. 2012-06-16  [2016-01-22]. （原始内容存档于2013-11-19） （中文（简体））.
703. ↑  王锦. . 新浪. 中国证券报. 2012-06-14  [2016-01-22]. （原始内容存档于2021-12-14） （中文）.
704. ↑  . 騰訊網. 心路独舞（自媒体）. 2015-10-08  [2016-01-22]. （原始内容存档于2016-01-07） （中文（简体））.
705. ↑  戚伟. . 新华网财经. 2015-12-25  [2016-01-22]. （原始内容存档于2022-03-23） （中文）.
706. ↑  陈思进. . 腾讯财经.   [2016-01-22]. （原始内容存档于2016-01-21） （中文）.
707. ↑  商业见地网. . 騰訊網. 2015-12-24  [2016-01-22]. （原始内容存档于2016-01-07） （中文（简体））.
708. ↑  . 腾讯财经. 2015-12-24  [2016-01-22]. （原始内容存档于2016-01-07） （中文（简体））.
709. 1 2  傅東飛. . 英國廣播公司新聞網. 2006-03-07  [2016-01-22]. （原始内容存档于2019-03-31） （英语）.
710. 1 2  Tim Luard. . 英國廣播公司新聞網. 2005-11-10  [2016-01-22]. （原始内容存档于2018-10-23） （英语）.
711. ↑  Ching-Ching Ni. . 《洛杉磯時報》. 2005-12-30  [2016-01-22]. （原始内容存档于2010-08-11） （英语）.
712. ↑  Tim Luard. . 英國廣播公司新聞網. 2006-12-13  [2016-01-22]. （原始内容存档于2007-01-28） （英语）.
713. ↑  王建華、曹凱和賴雨晨. 三中全會：經濟體制改革成全面深化改革重點. 《亞太日報》. 2013年11月13日 [2016年1月22日] （繁體中文）.
714. ↑  程海涛. . 《新世纪周刊》. 2006-01-20  [2016-01-22]. （原始内容存档于2022-03-11） （中文）.
715. ↑  一春. . 《看世界》. 2010年4月  [2016-01-22]. （原始内容存档于2015-03-18） （中文（简体））.
716. ↑  张阳. . 《環球時報》. 2013-04-11  [2016-01-22]. （原始内容存档于2015-09-23） （中文（简体））.
717. ↑  梁秋坪; 郝萍. . 人民网. 2024-05-27  [2025-01-05]. （原始内容存档于2024-06-12）.
718. ↑  張美晴. . 《大公報》. 2014-05-25  [2016-01-22]. （原始内容存档于2016-03-04） （中文（简体））.
719. ↑   (PDF). The Institute for Economics & Peace.   [2025-01-05]. （原始内容 (PDF)存档于2024-12-27）.
720. ↑  商西. . 京华时报. 2012-05-15  [2021-10-05]. （原始内容存档于2015-12-08） （中文）.
721. ↑  人民網. 法媒:中國2014年或選某個"大老虎"作為反腐突破口 （页面存档备份，存于）. 《環球時報》. 2014年1月16日 [2016年1月22日] （简体中文）.
722. ↑  . 中新网. 2014-11-09  [2016-01-22]. （原始内容存档于2021-11-06）.
723. ↑  透明國際今年清廉指數榜中國排名下降 （页面存档备份，存于）. 英國廣播公司新聞網. 2014年12月3日 [2016年1月22日] （繁體中文）.
724. ↑  反腐運動未能阻止中國清廉度排名下滑 （页面存档备份，存于）. 《華爾街日報》. 2014年12月3日 [2016年1月22日] （简体中文）.
725. ↑  王維丹. 2014年世界各國清廉排名 老標準「新意外」 （页面存档备份，存于）. 華爾街見聞. 2014年12月3日 [2016年1月22日] （简体中文）.
726. ↑  2014年12月3日外交部發言人華春瑩主持例行記者會. 中華人民共和國外交部. 2014年12月3日 [2016年1月22日] .
727. 1 2  . Lcweb2.loc.gov. 1989年 （英语）.
728. ↑  柳詒徵. 《中国文化史》. 長沙: 嶽麓書社. 2010年1月1日. ISBN 978-7807612667 .
729. ↑  蔡少薇. . 《中共杭州市委黨校學報》. 2000年  [2016-01-22]. （原始内容存档于2015-07-22） （中文（简体））.
730. ↑  . 《中國大百科全書》. 1986年11月  [2016-01-22]. （原始内容存档于2016-02-24） （中文（简体））.
731. ↑  陈黎明. . 《文學評論》. 2011-07-27  [2016-01-22]. （原始内容存档于2015-07-23） （中文（简体））.
732. ↑  . 《包頭日報》. 2014-03-12  [2016-01-22]. （原始内容存档于2015-07-22） （中文（简体））.
733. ↑  馬曉虹和張樹武. . 《東北師大學報》. 2011-02-17  [2016-01-22]. （原始内容存档于2016-02-23） （中文（繁體））.
734. ↑  Pedro Ceinos Arcones. . China viva. 2011年  [2016-01-22]. （原始内容存档于2016-02-17） （西班牙语）.
735. ↑  《東江時報》. . 今日惠州網. 2012-10-12  [2016-01-22]. （原始内容存档于2015-07-22） （中文（简体））.
736. ↑  《東江時報》. . 《東方日報》. 2015-02-24  [2016-01-22]. （原始内容存档于2016-03-04） （中文（简体））.
737. ↑  Andrew Shue. . 惠城城外. 2015-08-25  [2016-01-22]. （原始内容存档于2016-02-24） （英语）.
738. ↑  叉少. . 读者. 2020, (729): 60–62.
739. ↑  王耀华; 杜亚洲.  2002. 福建教育出版社.   [2016-09-21]. （原始内容存档于2016-11-11）.
740. ↑  . Cultural China.   [2016-01-22]. （原始内容存档于2014-06-12） （英语）.
741. ↑  . 《中國日報》. 2013-10-18  [2016-01-22]. （原始内容存档于2014-01-11） （英语）.
742. ↑  . 丁丁街舞. 2011-04-01  [2016-01-22]. （原始内容存档于2014-07-20） （中文（简体））.
743. 1 2 3  . 中華人民共和國文化部. 2009-07-27  [2016-01-22]. （原始内容存档于2011-10-20） （中文（简体））.
744. ↑  黃德烈. 《藝術欣賞教程》. 哈爾濱: 哈爾濱地圖出版社. 2007年6月: 第117頁.  （简体中文）.
745. ↑  中國非物質文化遺產網. . 永貞堂. 2007-08-08  [2016-01-22]. （原始内容存档于2016-01-31） （中文（简体））.
746. ↑  柯亚沙. . 人民網. 2011-11-16  [2016-01-22]. （原始内容存档于2011-11-22） （中文（简体））.
747. ↑  侯宝林、汪景寿和薛宝昆. 《曲艺概论》. 北京: 北京大學出版社. 1980年 [2016年3月20日].
748. ↑  Chinese Film History - A Short Introduction. 奧地利維也納: 維也納大學. 2006年 （英文）.
749. ↑  . 俄亥俄州立大學.   [2016-01-22]. （原始内容存档于2014-04-10） （英语）.
750. ↑  Rui Zhang. The Cinema of Feng Xiaogang: Commercialization and Censorship in Chinese Cinema After 1989. 香港: 香港大學. 2008年10月7日 [2016年1月25日]. ISBN 978-9622098855 （英文）.
751. ↑  . 鳳凰衛視. 2015-10-10  [2016-03-12]. （原始内容存档于2016-03-17） （中文（繁體））.
752. ↑  埃菲通訊社. . 《宇宙報（英语：El Universal (Mexico City)）》. 2013-07-17  [2016-01-22]. （原始内容存档于2016-02-24） （西班牙语）.
753. 1 2  Stephen Cremin. . 亞洲電影資訊. 2013-05-18  [2016-01-22]. （原始内容存档于2015-03-19） （英语）.
754. ↑  王文嫣. . 鳳凰網. 2010-12-24  [2016-01-22]. （原始内容存档于2016-01-05） （中文（简体））.
755. ↑  鲁韵子. . 新浪. 2016-02-26  [2016-02-28]. （原始内容存档于2016-02-27） （中文）.
756. ↑  李書良. . 中時電子報. 2016-01-02  [2016-02-28]. （原始内容存档于2016-03-06） （中文（繁體））.
757. ↑  . 1905电影网. 2017-10-26  [2018-06-17]. （原始内容存档于2018-06-17） （中文（简体））.
758. ↑  . 建筑之家网.
759. ↑  邹德侬，戴路，张向炜. . 北京: 中国建筑工业出版社. 2010年8月: 272. ISBN 9787112118465.
760. ↑  中华人民共和国务院. . 1956年.
761. ↑  .   [2021-11-07]. （原始内容存档于2022-03-23）.
762. ↑  中共中央、国务院.关于进一步加强城市规划建设管理工作的若干意见.2016-02-06
763. ↑  . 中國百科.   [2016-01-22]. （原始内容存档于2016-03-04） （罗马尼亚语）.
764. ↑  《全國年節及紀念日放假辦法》. 北京: 中華人民共和國國務院. 2013年12月11日 （简体中文）.
765. ↑  . 新疆维吾尔自治区人民政府. 2012-01-03  [2017-06-18]. （原始内容存档于2017-10-24） （中文（简体））.
766. ↑  . 廣西壯族自治區法制辦公室. 2014-01-16  [2016-01-22]. （原始内容存档于2015-12-08） （中文（简体））.
767. ↑  中華人民共和國國務院. . 國務院法制辦公室. 1995-03-25  [2016-01-22]. （原始内容存档于2015-02-02） （中文（简体））.
768. ↑  《國務院關於修改〈全國年節及紀念日放假辦法〉的決定》. 北京: 中華人民共和國國務院. 2007年12月27日 （简体中文）.
769. ↑  中華人民共和國國務院辦公廳. . 中華人民共和國政府. 2013-12-11  [2016-01-22]. （原始内容存档于2016-10-28） （中文（简体））.
770. ↑  Brittany Hite. . 《華爾街日報》. 2013-12-12  [2016-01-22]. （原始内容存档于2014-02-17） （英语）.
771. ↑  吕萱. . 人民網. 2016-01-18  [2016-01-22]. （原始内容存档于2016-03-03） （中文（简体））.
772. ↑  . 人民網. 2011-04-28  [2016-01-22]. （原始内容存档于2011-09-14） （西班牙语）.
773. ↑  魏小安.  (PDF). 湖南社会科学. 2003年6月  [2016-01-22]. （原始内容 (PDF)存档于2015-12-08） （中文（简体））.
774. ↑  . Hosteltur.com. 2007-02-10  [2016-01-22]. （原始内容存档于2016-02-01） （西班牙语）.
775. ↑  《人民日報》. . 人民網. 2003-08-07  [2016-01-22]. （原始内容存档于2016-03-05） （西班牙语）.
776. ↑   (PDF). 西班牙公信、旅遊和貿易部（西班牙语：Ministerio de Industria, Turismo y Comercio）.   [2016-01-22]. （原始内容 (PDF)存档于2011-11-04） （西班牙语）.
777. ↑  Ben Carter. . 英國廣播公司新聞網. 2013-08-04  [2016-01-22]. （原始内容存档于2016-04-15） （英语）.
778. 1 2  . 搜狐. 2016-01-12  [2016-01-22]. （原始内容存档于2016-05-27） （中文（简体））.
779. ↑  蕭爾. . 英國廣播公司新聞網. 2015-05-07  [2016-01-22]. （原始内容存档于2017-03-29） （中文（繁體））.
780. ↑  Chengcheng Jiang. . 《時代》. 2013-10-17  [2016-01-22]. （原始内容存档于2012-10-18） （英语）.
781. ↑  . 国家统计局.   [2021-11-22]. （原始内容存档于2020-07-30）.
782. ↑  、. . 福建日报. 2024-04-29  [2025-02-19]. （原始内容存档于2025-02-03）.
783. ↑  半岛都市报. . 中國城市規劃網.   [2025-02-19]. （原始内容存档于2024-12-16）.
784. ↑  . 中國網. 2009-04-26  [2016-01-22]. （原始内容存档于2016-03-14） （西班牙语）.
785. ↑  . 聯合國教育、科學及文化組織.   [2016-01-22]. （原始内容存档于2016-12-24） （英语）.
786. ↑  . 中国体育报. 2009-05-20  [2016-09-21]. （原始内容存档于2016-11-11） （中文）.
787. ↑  . 中国网.   [2016-09-21]. （原始内容存档于2009-07-19） （中文）.
788. ↑  . 乐视网. 2009-09-28  [2016-09-21]. （原始内容存档于2017-07-02） （中文）.
789. ↑  . 国家体育总局. 2005-06-10  [2017-06-18]. （原始内容存档于2012-05-25）.
790. ↑  Carrie Xu. . China Sports Business. 2011-07-01  [2016-01-22]. （原始内容存档于2016-02-24） （英语）.
791. ↑  周欣. . 新浪. 2009-01-13  [2016-01-22]. （原始内容存档于2011-12-09） （英语）.
792. ↑  Everard W. Thornton、Kevin S. Sykes和Wai K. Tang. . Health Promotion International. 2004年  [2016-01-22]. （原始内容存档于2015-11-05） （英语）.
793. ↑  曾洁. . 中國新聞社. 2015-03-25  [2016-01-22]. （原始内容存档于2016-02-24） （中文（简体））.
794. ↑  彭训文. . 人民網. 2016-01-06  [2016-01-22]. （原始内容存档于2016-02-25） （中文（简体））.
795. ↑  《大眾日報》. . 搜狐. 2013-07-14  [2016-01-22]. （原始内容存档于2015-07-21） （中文（简体））.
796. ↑  Brad Tuttle. . 《時代》. 2012-02-13  [2016-01-22]. （原始内容存档于2016-01-26） （英语）.
797. ↑  畢韓娜（英语：Hannah Beech）. . 《時代》. 2003-04-28  [2016-01-22]. （原始内容存档于2011-07-05） （英语）.
798. ↑  Quah Seng Sun. . 《多倫多明星日報》. 2011-09-02  [2016-01-22]. （原始内容存档于2015-11-05） （英语）.
799. ↑  褚鹏. . 鳳凰網. 2016-01-06  [2016-01-22]. （原始内容存档于2017-07-04） （中文（简体））.
800. ↑  《法制晚報》. . 搜狐. 2007-02-02  [2016-01-22]. （原始内容存档于2016-02-02） （中文（简体））.
801. ↑  . 界面. 2017-04-14  [2017-06-18]. （原始内容存档于2017-08-07）.
802. ↑  Ye Qinfa. . About.com.   [2016-01-22]. （原始内容存档于2009-03-03） （英语）.
803. ↑  展鹏. . 新華網. 2007-07-06  [2016-01-22]. （原始内容存档于2010-11-29） （中文（简体））.
804. ↑  . 中國評論通訊社. 2012-08-14  [2016-01-22]. （原始内容存档于2016-02-22） （中文（繁體））.
805. ↑  . 新浪. 2008-08-24  [2016-01-22]. （原始内容存档于2011-09-20） （中文（简体））.
806. ↑  . BBC體育. 2008-08-27  [2016-01-22]. （原始内容存档于2016-02-21） （英语）.
807. ↑  . 帕拉林匹克運動會. 2012年  [2020-02-12]. （原始内容存档于2018-12-25） （英语）.
808. ↑  Traci Watson. . 《今日美國》. 2012-09-09  [2016-01-22]. （原始内容存档于2016-02-15） （英语）.
809. ↑  . 奥林匹克运动会官网.   [2024-05-17]. （原始内容存档于2022-10-11） （中文（中国大陆））.

## 外部連結
- （简体中文）中华人民共和国中央人民政府门户网站 （页面存档备份，存于）
- （简体中文）中国网 （页面存档备份，存于）
- （简体中文）中华人民共和国文化和旅游部 （页面存档备份，存于）
- （简体中文）中华人民共和国外交部 （页面存档备份，存于）
- （简体中文）中华人民共和国自然资源部 （页面存档备份，存于）
- 維基媒體的the People's Republic of China地圖集
- OpenStreetMap上有關中华人民共和国的地理

## 导航链接
Template:世界貿易組織
Template:亚洲太平洋经济合作组织
Template:上海合作组织
Template:金砖国家峰会
Template:有限承认国家
Template:Authority control